# Fryštát
Fryštát (latinsky Freystadium Orientale, německy Freistadt, polsky Frysztat) je centrální historická část statutárního města Karviná. Do poloviny 20. století byl Fryštát samostatným okresním městem obývaným převážně německou populací. Ve 40. letech byl spojen s hornickým městem Karvinná (dnes část Doly), které bylo obýváno převážně polskou populací a zcela zaniklo kvůli těžbě uhlí. Germánský původ Fryštátu měl být v socialistických poměrech zapomenut a proto byl jeho název roku 1949 vymazán z mapy a město bylo pojmenováno po Karvinné. Z Fryštátu se tak stalo centrum současné Karviné, která se kolem něj začala budovat v 50. letech 20. století, a do jejíhož katastrálního území (nyní Karviná-město) spadají i moderní části Nové Město, Hranice a Mizerov. V letech 1949–1971 se oficiálně název Fryštát nepoužíval. Poté byl obnoven pro část Karviná 1.
Fryštát je jako goticko-renesanční historické centrum Karviné městskou památkovou a lázeňskou zónou. Z dob, kdy byl centrem Těšínského Slezska a bývalého knížectví, se zachoval místní hrad a dva zámky, kde po 700 let sídlily nejvyšší slezské aristokratické rody. Je jediným sídelním městem slezských vládnoucích knížat z rodu Piastovců na území Českého Slezska a slezským památným místem.

## Historie

### Piastovský Fryštát

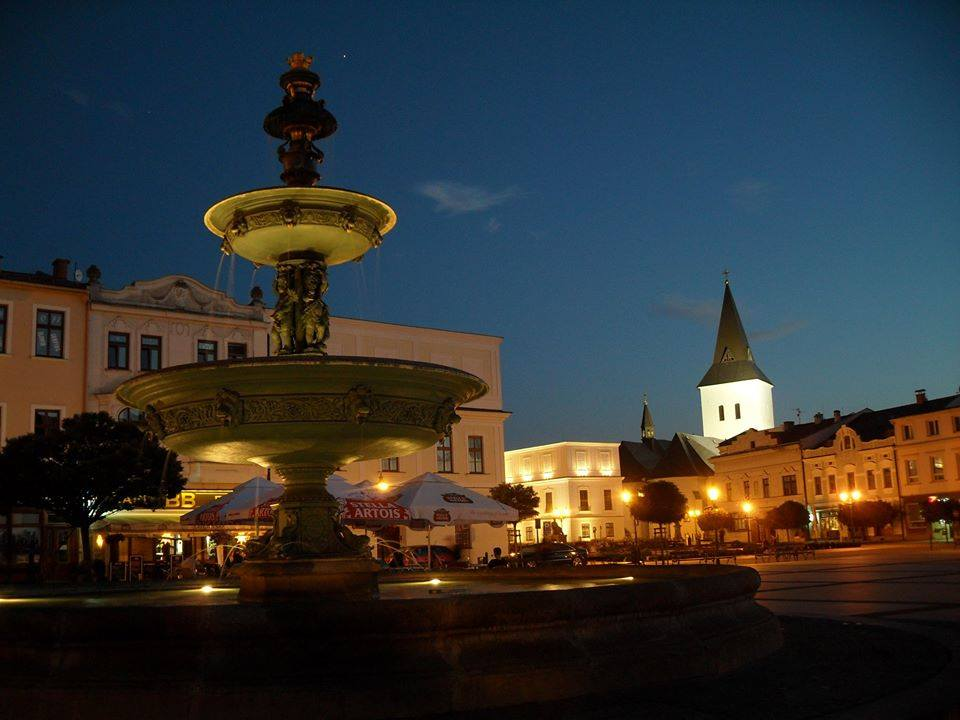
Slezské knížecí město Fryštát

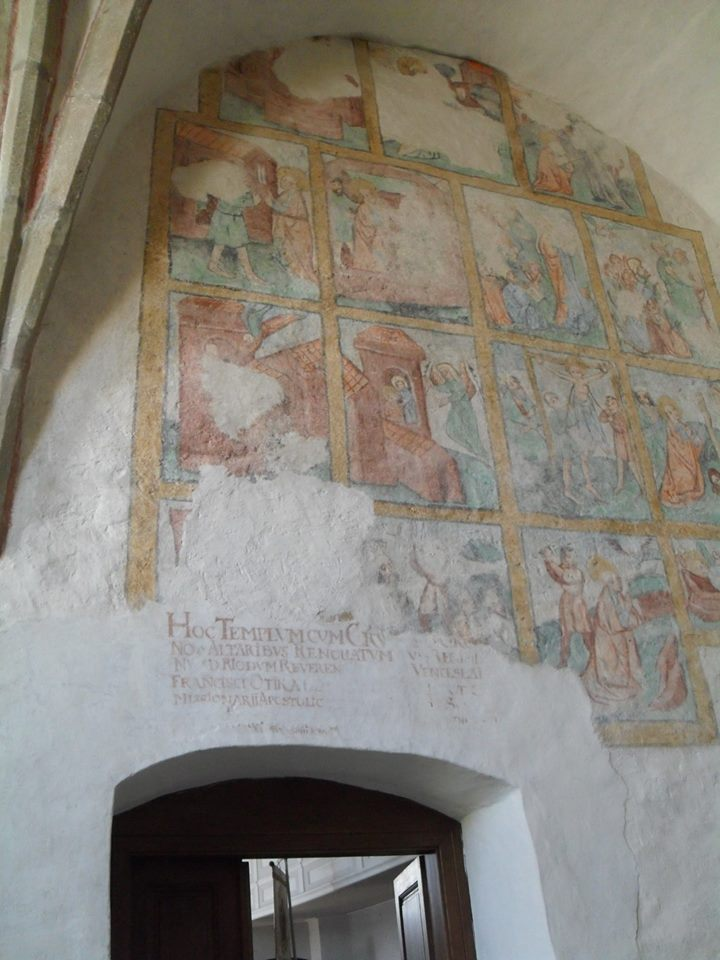
Freska umučení sv. Kateřiny z poloviny 15. století v kostele městského hradu ve Fryštátě

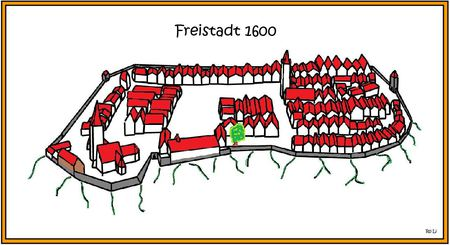
Podoba knížecího města Fryštátu

Někdejší knížecí město je písemně připomínáno již v roce 1305 jako druhé sídlo těšínských Piastovců. Zakladatelem nového města fryštátského se roku 1290 stal jeho první kníže Měšek I. Starý Fryštát stával na břehu řeky Olše a byl založen po rozpadu Velkomoravské říše v roce 906, kdy Slezsko začaly osídlovat germánské kmeny. Na břehu řeky Olše tak založili osadu, která již za vlády polského krále Měška II. Lamberta Piastovského mezi léty 1025–1034 obdržela městská práva a název Freystadium Orientale. Starý Fryštát se již brzy stal obchodním městem prvořadého významu, neboť stál na důležité obchodní stezce z Uher do Slezska. Tato středověká obchodní stezka je ve městě zachovalá. Začíná v části Vydmuchov, protíná celé historické město a po několika kilometrech původní trasy ve směru na obec Staré Město končí u břehu řeky Olše v místě, kde stál Starý Fryštát. Tisíciletá historie činí z Fryštátu jedno z nejstarších, ne-li nejstarší město Českého Slezska. Nositelem městských práv je již od svého založení, což potvrzuje i samotný název města – Fryštát, německy Freistadt, znamená "volné, nebo svobodné město". Za své existence byla městská práva několikrát potvrzena nebo rozšířena, např. roku 1327 vratislavského typu.[ujasnit] V novém Fryštátě byl postaven gotický hrad těšínských Piastovců, kam někteří z nich přesunuli z Těšína své sídlo buďto částečně nebo trvale. Již druhý kníže v pořadí, Kazimír I. a také Přemysl I. ve Fryštátě úřadovali. Roku 1386 byla ve Fryštátě notářsky potvrzena Lenní smlouva uzavřená v roce 1327 mezi knížetem Kazimírem I. a králem českým Janem Lucemburským o přičlenění Těšínského Slezska k zemím Koruny České. Kněžna Evženie Mazovská, vdova po Boleslavu I. Těšínském, dostala Fryštátský hrad jako věnné léno, započala jeho přestavbu v sídelní rezidenci a roku 1431 se stala jeho první stálou obyvatelkou. Za vlády Boleslava II, který zde sídlil v druhé polovině 15. století, bylo město obdařeno četnými výsadami. Po Boleslavově smrti kněžna Anna, vdova po něm, také sídlila ve Fryštátě a věnovala se charitativní činnosti pro chudé a churavé občany města. Její syn, Kazimír II. převzal vládu roku 1477 a Fryštát značně zvelebil. V roce 1511 pod vedením Kazimíra II. byl knížecí zámek renesančně přestavěn, ale už bez bočních křídel. Kazimír II. založil ve Fryštátě v roce 1504 radnici, roku 1511 pivovar a v roce 1525 četné rybníky. Všechny slouží stále svému účelu. Do Fryštátu také přesídlil jeho vnuk, kníže Václav III. Adam, a to na krátkou dobu po požáru těšínského hradu roku 1552. Když byl Václav jednoletý byl na knížecím zámku zasnouben s dcerou svého poručníka Jana z Pernštejna, rovněž jednoletou Marií.Ta pak po svatbě také raději pobývala ve Fryštátě, kde ji pravidelně navštěvovali její příbuzní, neboť v Těšíně byla svým mužem týrána. Kníže Václav se stal knížetem již ve svých 4 letech, ale do jeho plnoletosti převzal vládu jeho poručník, který sídlil na hradě Piastovců ve Fryštátě. V roce 1564 se na nádvoří Piastovského hradu ve Fryštátě konal velký rytířský turnaj na počest příjezdu kněžny Kateřiny z Lehnice, novomanželky knížete Bedřicha Fridricha Kazimíra III., který si za své sídlo také vybral Fryštát. 15. a 16. století se ve Fryštátě vyznačovalo celkovým blahobytem označovaným jako Zlatý věk Fryštátu. Město mělo ze všech měst na Těšínsku nejvyšší finanční výnosy. Po smrti posledního fryštátského knížete Bedřicha Fridricha Kazimíra Piastovského z Fryštátu v roce 1571 bylo toto významné hospodářské město odprodáno a již natrvalo vyčleněno z Těšínského knížectví a stalo se centrem fryštátského panství. Tak skončilo 280 let trvající období vlády těšínských Piastovců ve Fryštátě. Roku 1543 měla na zámku svou předsvatební hostinu vévodkyně Alžběta Habsburská, která jela se svým několika set četným doprovodem do Krakova na svatbu s králem Zikmundem II. Jagellonským, rovněž kněžna Kateřina Sidonie Sasko-Lauenburská měla na zámku roku 1567 svou velkolepou předsvatební hostinu, a v hostinci knížecího pivovaru (dnes součást Staré radnice) se 19. června 1574 se svou družinou ubytoval polský a francouzský král Jindřich z Valois, který předešlou noc tajně uprchl z krakowského hradu Wawel. Jakmile se totiž dozvěděl o smrti svého bratra Karla IX., neváhal, sebral královskou pokladnu a vracel se do své rodné Francie, kde byl zvolen novým francouzským králem. V roce 1707 Fryštátem projížděl a pohostinně byl přijat švédský král Karel XII., když poražen v Rusku cestoval se svým vojskem do Saska. Roku 1792 město koupil hrabě Jan Josef z rodu Larischů a na zdejším zámku, který nově zrekonstruoval na původních gotických základech do empírové podoby, se usídlil. Z dob Marie Terezie se ve městě zachovalo číslování domů.

V roce 2018 zde Petr Šiška a Dušan Rapoš natáčeli svou česko-slovenskou pohádku Když draka bolí hlava.

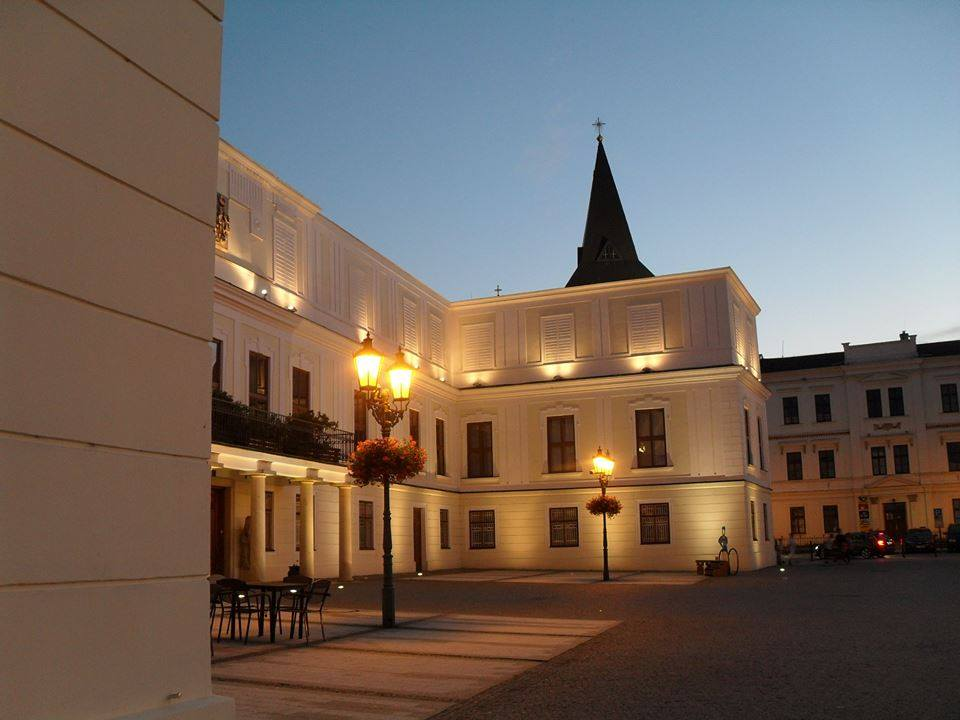
Areál městského hradu je tvořen knížecím zámkem, dnes v klasicistní podobě, farním kostelem a hospodářským dvorem.

| 1869  | 1880  | 1890  | 1900  | 1910  | 1921  | 1930  |
| ----- | ----- | ----- | ----- | ----- | ----- | ----- |
| 2 661 | 2 960 | 3 150 | 3 669 | 5 058 | 7 767 | 7 124 |

### Karwin-Freistadt

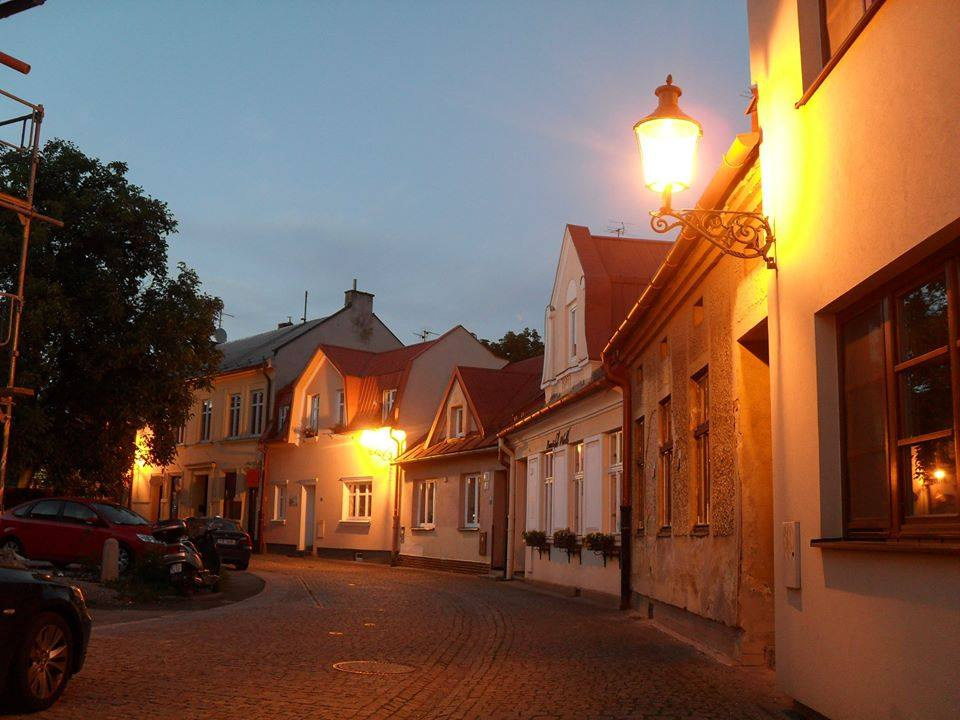
Původní knížecí příjezdová cesta na hrad

Karwin-Freistadt bylo dvojměstí vzniklé sloučením okresního města Fryštátu (dnešní město Karviná), hornického města Karvinné (již neexistuje), obcemi Ráj, Staré Město a Lázně Darkov v jeden městský celek. Ke sloučení došlo na základě rozhodnutí německé vlády v roce 1939 a dvojměstí se stalo německým se správním centrem ve Fryštátě. V roce 1938 území zabralo Polsko, které zde způsobilo značné ekonomické škody, proto zabrání území dnešní Karviné pod německou správu znamenalo opětovnou ekonomickou stabilitu. Nicméně doba německé okupace nebyla dobou příznivou, přestože ve Fryštátě žilo 70 % obyvatel hlásající se k německé národnosti. Německá vláda však optimisticky počítala s rozvojem města. V části Karvinná se nacházely doly, v části Darkov známé a oblíbené lázně a ve Fryštátě byl hutnický průmysl. Tyto všechny části navíc velmi výhodně spojovala železniční dráha, tyto všechny činitele dokázali Němci dobře využít. Proto byl vypracován projekt na výstavbu nového předměstí, které mělo být situováno severovýchodním směrem od historické části Fryštátu, na který mělo přímo navázat. Bylo zapotřebí ubytovat pracovní síly pro rozmáhající se ekonomiku města Karwin-Freistadt. Toto vše se mělo uskutečnit po vítězství ve válce vedené nacistickým Německem. V květnu 1945 však německá armáda byla poražena postupující Rudou armádou. Rozhodující bitva o Karwin-Freistadt proběhla na polích mezi Jäklem a Marklovicemi poblíž vodárenské věže v části Hranice ve dnech 1.–3. května 1945. Ustupující Němci na místní dráze vytrhali koleje pomocí speciálního vlaku taženého parní lokomotivou. Město se tak stalo prvním osvobozeným na území dnešní České republiky.

### Součást Karviné

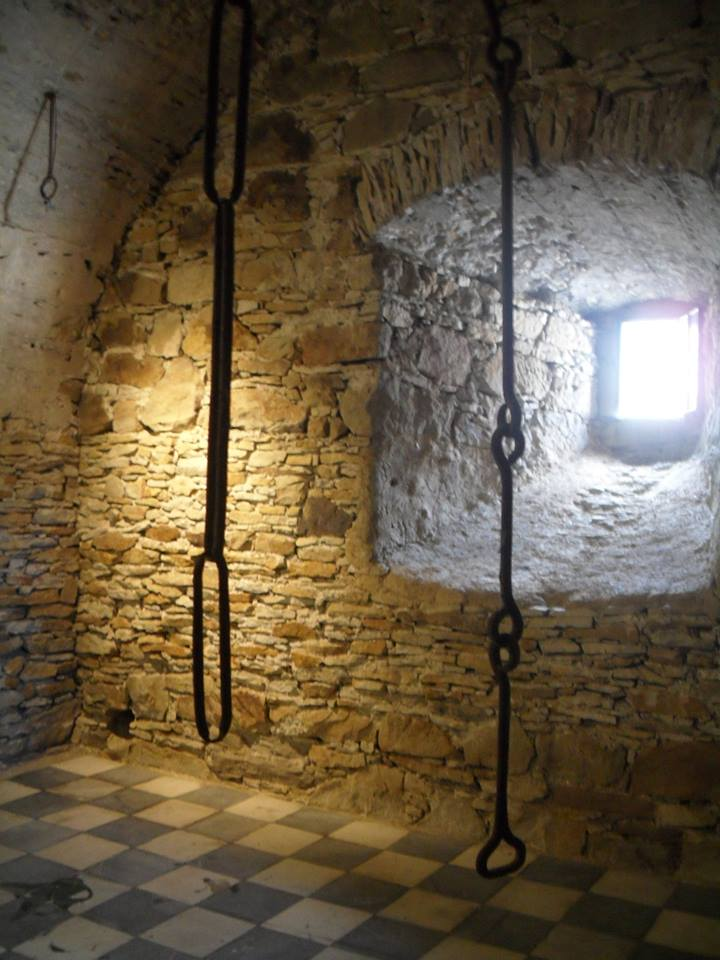
Interiér gotické věže hradního kostela

Spojení s Karvinnou a okolními obcemi se po válce obnovilo, ale již pod komunistickou vládou navrženým názvem Karviná, který je však pro Fryštát nepřesný a zavádějící. V roce 1946 se na katastru Fryštátu začalo budovat historicky první sídliště tehdejšího Československa – městská část Nové Město. Slavnostní výkop provedl  Klement Gottwald, předseda vlády vzešlé z voleb 1946, kde bylo porušeno právo stran kandidovat. Dnes Nové Město tvoří nové centrum Karviné. Roku 1961 byla zrušena tramvajová doprava, zavedená již roku 1912. Původní železniční nádraží Fryštát (dnes Karviná město) na trati Petrovice–Karviná bylo postaveno v roce 1898 a sloužilo místnímu průmyslu a přepravě lázeňských hostů do darkovských lázní, výstavbou nového hlavního nádraží v roce 1963 byl na starém nádraží zastaven provoz osobní dopravy. Na přelomu 70. a 80. let 20. století zde bylo postaveno sídliště Hranice a roku 1990 Slezská universita.

## Fryštátské šlechtické rody
Dle legendy panoval mezi léty 906–1290 ve Fryštátě rod majitelů města neznámého jména, ale sídlícího zde na silně opevněném hradě. Legenda praví, že na hradě našla útočiště manželka jistého krále zdaleka, před kterým uprchla. Tento král, když se dozvěděl, kde se jeho žena – královna – ukrývá, ihned Fryštát přepadl, hrad spálil a jeho majitele pohřbil na místě zbořeného hradu. Dnes z původního Fryštátu nic nezůstalo, na jeho místě stojí obec Staré Město. Roku 1290 přišel na Těšínsko kníže Měšek I. Piast, aby zde, dle rodové tradice, založil vlastní rodovou větev. Usídlil se na hradě v dnešním Cieszyně, ale město Fryštát přesunul dál od řeky Olše na skalní vyvýšeninu, kde už roku 1288 začal budovat hrad jako svou druhou rezidenci. Od tohoto roku je Fryštát povýšen na Ducale Civitatem – Slezské knížecí město, a až do konce II. světové války v roce 1945 byl sídlem několika šlechtických rodů:

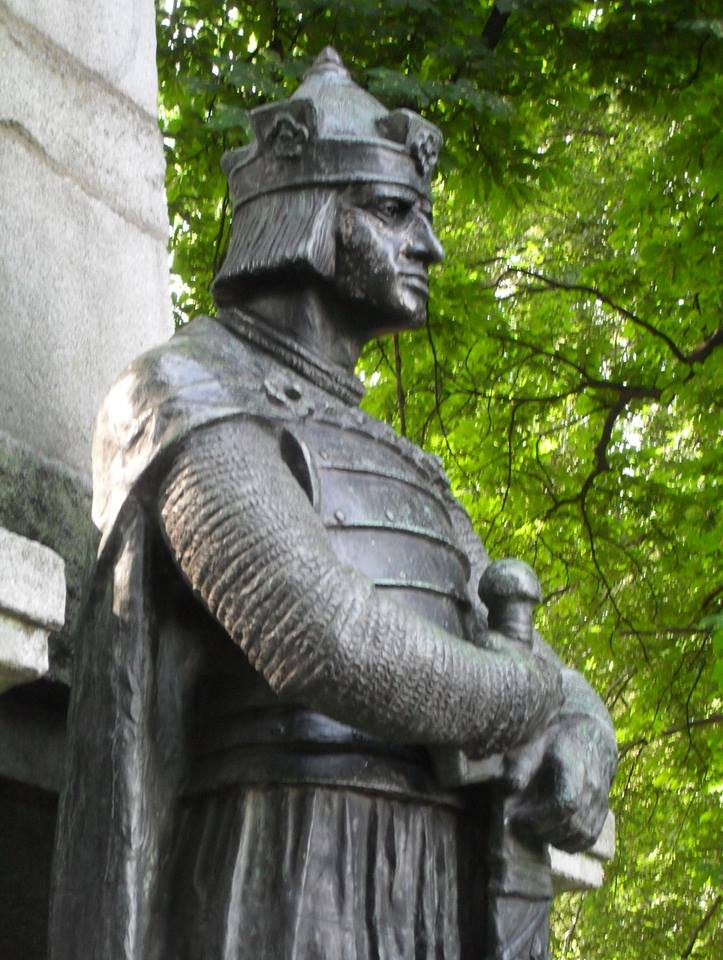
Kníže Měšek I. Piast, zakladatel Slezského knížecího města Fryštátu

- Piastovci – nejvyšší slezský šlechtický rod, vládnoucí šlechta, která měla ve Slezsku na dvě desítky sídel, mezi nimiž patřil v letech 1290–1572 i Fryštát

- Pernštejnové – mezi lety 1528–1548 byli prozatímní vládci knížectví, za sídlo zvolili Fryštát
- Cigánové ze Slupska – hraběcí rod sídlící ve Fryštátě v letech 1572–1637
- Minsterberkové – slezský knížecí rod pocházející z rodu pánů z Kunštátu a Poděbrad měli Fryštát v držení dva roky v letech 1637–1639
- Žampachové z Potštejna – majitelé Fryštátu v letech 1639–1645
- Gašínové z Gašína – slezský hraběcí rod sídlil ve Fryštátě v letech 1650–1738
- Taafové z Carlingfordu – tento irský hraběcí rod měl ve Fryštátě svou rezidenci od roku 1749 do roku 1792
- Beesové z Chrostiny – městští šlechticové sídlící na fryštátském zámku Ráj. Objevili jodobromové prameny a založili zdejší Lázně Darkov.
- Larisch-Mönnichové – slezská, později rakouská vysoce postavená aristokratická rodina s hraběcím titulem, spřízněná s Habsburky, zde sídlila od roku 1792 do roku 1945, kdy byl československou vládou zabaven celý jejich majetek

Fryštát je spojován zejména s Piastovci a Larisch-Mönnichovci. Za vlády obou významných slezských rodů žilo město, a především knížecí hrad, společenským životem na nejvyšší dobové aristokratické úrovni. Hrad ve Fryštátě tak hostil mnoho královský a císařských návštěv. Díky tomu, že byl sídlem slezského vládnoucího rodu Piastovců je hrad považován za nejpamátnější historické místo na území Českého Slezska.

### Fryštátští Piastovci
- Měšek I. – zakladatel nového Fryštátu, který povýšil na rezidenci Ducale Civitatem. Postavil hrad jako první stavbu nového Fryštátu. Skládá se z knížecího zámku, farního kostela a hospodářského dvora. Zpočátku měl pomáhat Slezskoostravskému hradu při obraně slezsko-moravských hranic.
- Kazimír I. – s českým králem Janem Lucemburským podepsal roku 1327 lenní listinu o přičlenění Těšínska k zemím Koruny České. Tato smlouva byla notářsky ověřena ve Fryštátě. V první polovině 14. století, hrad ztratil svou funkci k obraně hranic. V těsném sousedství hradu staví náměstí s přilehlými ulicemi, které jsou od roku 1992 vyhlášeny Slezským památným místem a chráněny Národním památkovým ústavem.
- Přemysl I. – velký politik ve službách krále Karla IV. zřídil na hradě kancelář, ve které příležitostně úřadoval.
- Boleslav I. – určil hrad jako vdovské sídlo.
- Eufemie Mazovská – vdova po Boleslavu I. přesídlila na fryštátský hrad a započala jeho přestavbu v rezidenci.
- Boleslav II. – v první dekádě své vlády přesunul knížecí sídlo na fryštátský hrad. Město obdařil četnými privilegii.
- Anna Bělská – vdova po Boleslavu II. vrátila knížecí sídlo do Fryštátu a vychovala zde svého syna, budoucího vladaře Kazimíra II. Věnovala se charitativní činnosti.
- Kazimír II. – velký politik a zástupce českého krále ve Slezsku. Miloval město Fryštát, které zvolil za své sídlo. Za jeho vlády byl hrad mnohokrát navštěvován králi z rodu Jagellonců. Ve městě dal postavit radnici a pivovar a v okolí vybudoval četné rybníky. Stavební renesanční památky na tohoto knížete jsou zachovány a stále slouží svému prvotnímu účelu. Jiné stavby jako kostel sv. Bartoloměje nebo lázně se nedochovaly. Budova špitálu svatého Bartoloměje prošla zásadní změnou, dnes v ní sídlí Česká pošta. Protože přežil oba své syny, dědicem trůnu se stal jeho vnuk Václav Adam III. V jeho prvním roce života ho Kazimír II. zasnoubil s dcerou Jana z Pernštejna, také jednoletou Marií. Zásnuby se konaly na fryštátském hradě. Svatba pak proběhla o šestnáct let později. Po Kazimírově smrti se vlády nad knížectvím ujal Jan z Pernštejna, který si za své sídlo rovněž zvolil Fryštát.
- Václav III. Adam – po vyhoření těšínského hradu se s manželkou Marií přestěhoval na fryštátský hrad. Marie zde již zůstala, protože knížecí zámek jí poskytoval větší pohodlí než hrad v Těšíně. Jejich manželství však nebylo šťastné. Marie později umírá. Z jejich manželství vzešlo jediné dítě, Kazimír III. Po smrti své ženy se podruhé žení. Bere si kněžnu Kateřinu Sidonii, kterou přivítal na fryštátském hradě velkolepou předsvatební hostinou. Druhé manželství již sídlilo na hradě v Těšíně.

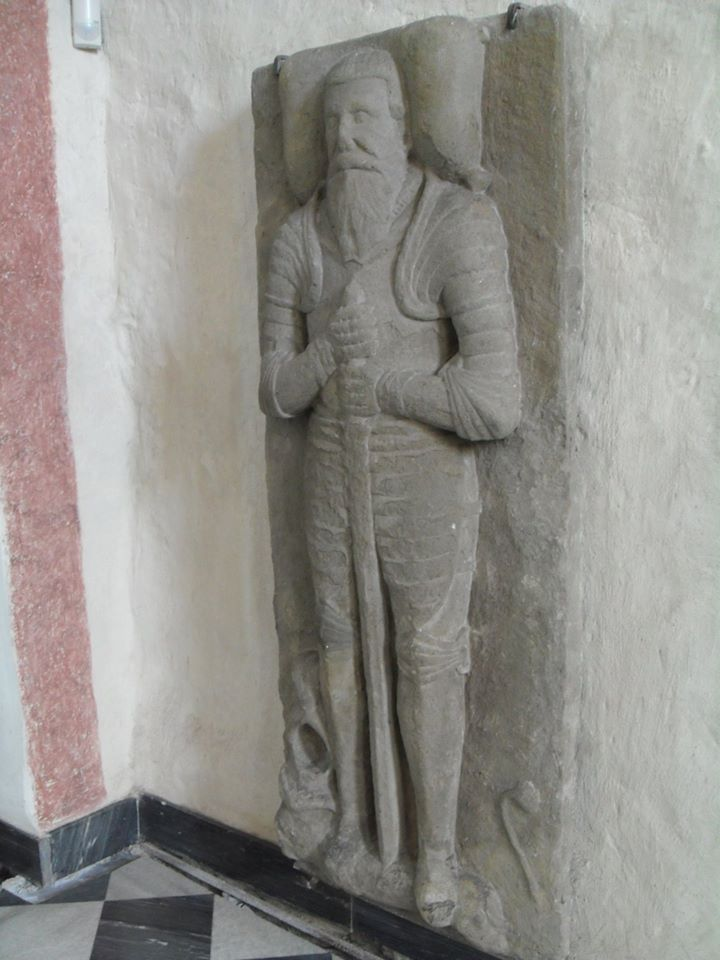
Náhrobek Václava Cigána ze Slupska, hraběte ve Fryštátě

- Fridrich Kazimír Frýštatský – poslední vládnoucí fryštátský Piastovec. Oženil se s kněžnou Kateřinou z Lehnice a oba se přestěhovali na fryštátský hrad, kde vedli velkolepý společenský život. Zde se jim také narodila princezna Kateřina. Fridrich Kazimír byl jediný dědic knížectví, jeho záměr bylo přesunout definitivně piastovské sídlo z Těšína do Fryštátu a za tímto účelem dává na okraji města postavit nový reprezentativní zámek. Nikdy ale do něj nepřesídlil. Jeho manželka, kněžna Kateřina umírá brzy po svatbě na mor, pět let na to umírá na mor i kníže Kazimír a krátce po něm i malá princezna Kateřina. Tak vymřeli ve Fryštátě slezští Piastovci.

- Kateřina Sidonie – druhá žena knížete Václava III. Adama dostala darem velkolepý měšťanský dům na fryštátském náměstí, odkud po smrti svého muže příležitostně vládne. Roku 1653 vymírají slezští Piastovci i v Těšíně.

### Fryštátští Cigánové
- Václav Cigán ze Slupska – nastoupil vládu ve Fryštátě po vymřelých Piastovcích v době náboženské reformace. V kostele zřizuje provizorní rodovou hrobku, kde byl pohřben.
- Mikuláš Cigán ze Slupska – syn Václava. Mikuláš Cigán potvrdil 15. dubna 1588 purkmistru a městské radě ve Fryštátě zachování evangelické víry. Do Fryštátu se sjížděli protestanti z Moravy a proto Mikuláš dává postavit v kostele tzv. Moravskou kapli, kde byly bohoslužby prováděny v moravském jazyce. Ve Fryštátě se totiž mluvilo německy. V přízemí kostelní věže vybudoval rodovou hrobku, kam přenesl i ostatky svého otce. Když v roce 1637 pro své náboženské vyznání odcházel, hrobku vyprázdnil, ale náhrobek svého otce Václava zde nechává.

### Fryštátští Minsterberkové
- Johana z Poděbrad – žena těšínského knížete Kazimíra II. byla přímou vnučkou českého krále Jiřího z Poděbrad.
- Jindřich Václav Minsterberský – potomek českého krále Jiřího z Poděbrad a Zaháňských Piastovců.

### Fryštátští Gašínové
- Melchior, hrabě von Gaschin – koupil Fryštát roku 1650 a zřídil si z něj svou rezidenci. Byl také slezským hejtmanem, zástupcem císaře ve Slezsku.

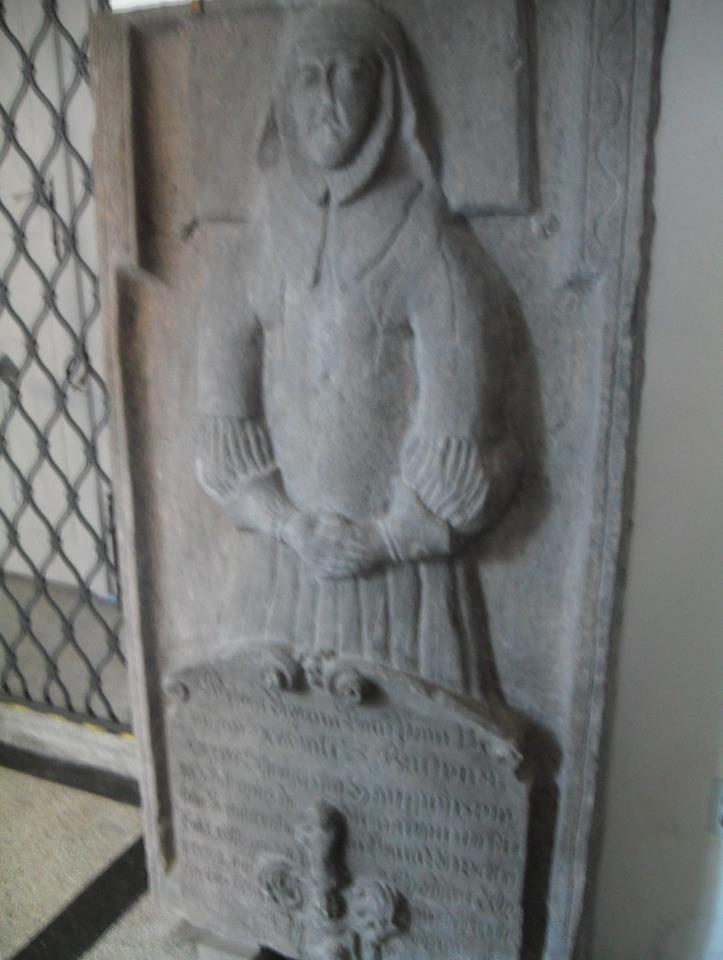
Náhrobek Benigny Haugwitzové von Biskupic, hraběnky von Gashin ve Fryštátě

- Benigna Gaschin, rozená Haugwitzová von Biskupic – vdova po Joachimovi Ludwigovi von Gashin, si vyžádala Fryštát jako své sídlo, kde se věnovala podnikatelské činnosti. Pohřbena je na svou žádost ve Fryštátě, v kostele sv. Marka, kde má svůj náhrobek.

- Jiří Adam, říšský hrabě von Gaschin – se po smrti své tety, Benigny Haugwitzové, usídlil ve Fryštátě. Říká se mu "Barokní kníže Fryštátu", protože sem v druhé polovině 17. století přivedl baroko. V tomto slohu přestavěl interiéry jak knížecího zámku tak i hradního kostela. Město pak ozdobil několika barokními sochami. Nejznámější z nich – dvojice soch Herkulů, střeží vchod do knížecího zámku.

### Taafové z Irska
- Mikuláš Taaf z Carlingfordu – irský šlechtic, který přinesl do Fryštátu irskou kulturu. Za jeho vlády se ve městě zavedlo dosavadní číslování domů, postavil hraběcí konírnu v Olšinách, klasicistně přestavěl kostel sv. Marka a ozdobil město dnes ve Fryštátě tolik typickou sochou patrona Irska – biskupa sv. Patrika.
- Jan Taaf, hrabě z Carlingordu – byl bratr Mikuláše a dědicem Fryštátu.
- Rudolf Taaf, hrabě z Carlingfordu – syn hraběte Jana zde sídlil až do roku 1791.

### Fryštátští Larisch-Mönnichové
- Jan Josef Larisch – jeho sňatkem s Annou Marií Teklou Mönnich roku 1791 došlo ke spojení těchto šlechtických rodů a přestavbou knížecího zámku v jejich hlavní rodovou rezidenci se přesunuly do města Fryštátu.
- Jindřich, hrabě Larisch-Mönnich – zakladatel mnoha podniků. Byl úspěšným podnikatelem, který se zasloužil o velký rozvoj města.
- Jan, hrabě Larisch-Mönnich – Slezský hejtman, ministr financí Rakousko-Uherska, člen panské sněmovny říšské rady, tajný rada a komoří, císařský vrchní dvorní maršálek, rytíř rakouského řádu zlatého rouna, držitel Velkokříže rakouského Leopoldova řádu a čestný rytíř Maltézského řádu.
- Jindřich II., hrabě Larisch-Mönnich – člen panské sněmovny rakouské říšské rady, c.k. tajným radou a komořím, zemský hejtman ve Slezsku, prezident rakouské Slezské zemské lesní a hospodářské společnosti. U příležitosti 30 let ve funkci slezského zemského hejtmana, obdržel od 24 slezských měst čestné občanství. Obdržel Velkokříž rakouského Leopoldova řádu, řád čestného rytíře Maltézského řádu, velkokříž pruského královského řádu červené orlice, velkokříž bulharského královského řádu Za civilní služby. Zasloužil se o společenský život ve Fryštátě na nejvyšší aristokratické úrovni. Za zábavou a hony sem jezdil císař Franc Josef, arcivévoda d'Este, německý císař Vilém II. a bulharský císař František a korunní princ Rudolf Habsburský.

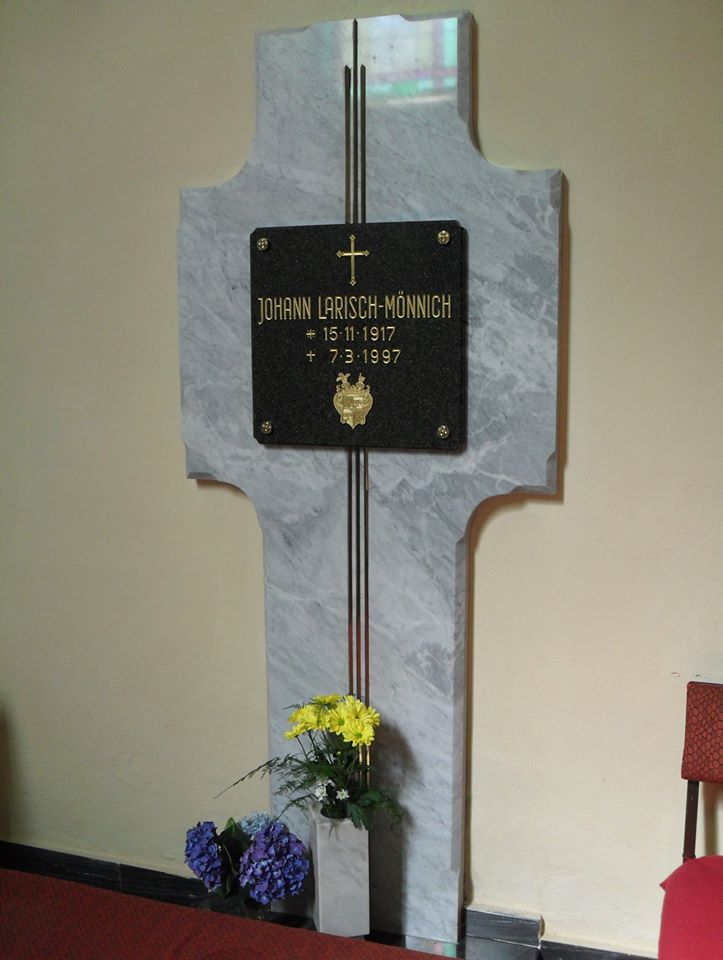
Náhrobek Jana Hansiho Larische-Mönnicha v hradním kostele ve Fryštátě

- Jan II., hrabě Larisch-Mönnich – narozen ve Fryštátě 1872. Roku 1938 uprchl před Němci do Palfau v Rakousku, kde roku 1962 zemřel. Správou majetku pověřil svého syna Jana, zvaného Hansi. Ten se k záchraně majetku dopouštěl s Němci kompromisů, které pak po válce byly proti němu použity jako důkaz kolaborace, načež Larisch–Mönnichové definitivně přišli o veškerý svůj majetek v Československu. Hansi byl také obviněn ze spoluúčasti na umučení bývalého karvinnského (není to dnešní Karviná) starosty Waclawa Olszaka. Hansi se se svými sestrami Helenou a Mary ještě roku 1992 přijel podívat do Fryštátu, již přejmenovaného na Karvinou. Zemřel roku 1997 a je částečně pochován v hradním kostele ve Fryštátě.

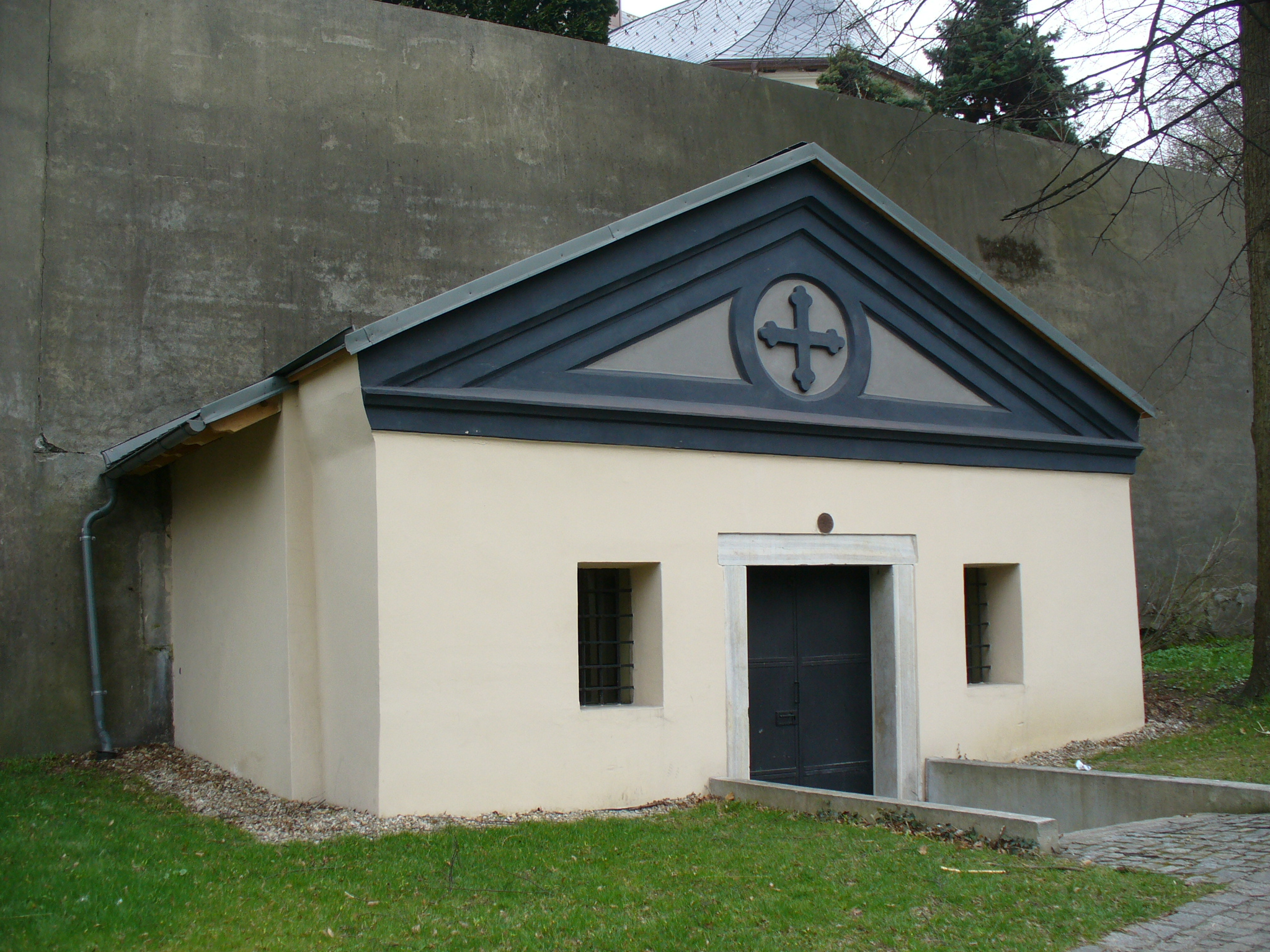
Larisch-Mönnichova hrobka z roku 1821, kde jsou uloženy ostatky Jana Josefa Larische a Anny Marie Teklé z Mönnicha, kteří sňatkem roku 1791 založili fryštátský aristokratický rod Larisch-Mönnichů. Hrad Fryštát se stal jejich společným sídlem a společně zde také odpočívají

Smrtí Jana, hraběte Larische-Mönnicha v roce 1962, respektive nuceným odchodem Larisch-Mönnichů z Fryštátu v roce 1945, skončila téměř 700letá éra Fryštátu coby slezského knížecího města. Historické město Fryštát a především městský knížecí hrad Fryštát jsou svědkem společenských událostí, které se tady od roku 1290 odehrávaly.

### Galerie fryštátské aristokracie

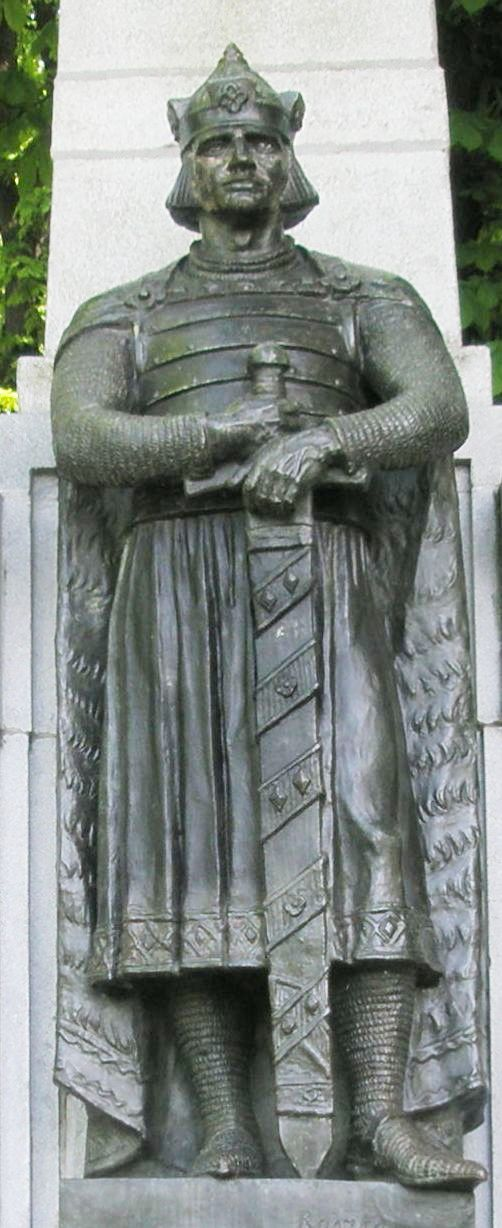
Kníže Měšek I. Piastovský založil roku 1290 fryštátské knížecí město a postavil v něm hrad
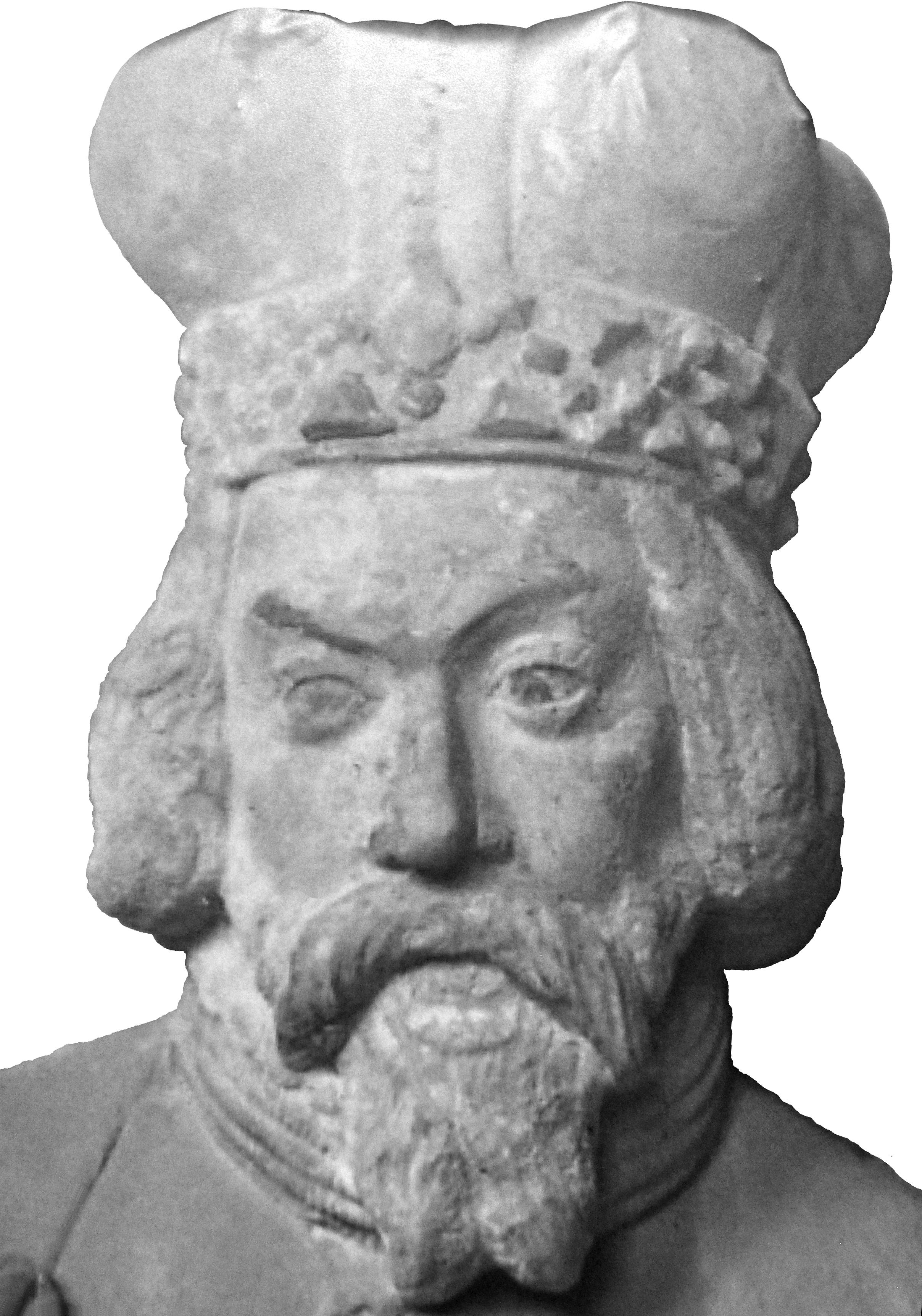
Kníže Přemysl I. Piastovský měl v polovině 14. století na hradě svou kancelář. Jeho snacha, kněžna Eufemie Mazovská proměnila gotický hrad v okázalou sídelní rezidenci.
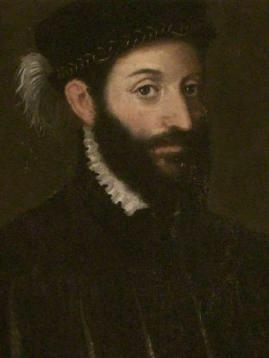
Kníže Václav III. Adam Piastovský roku 1573 prodal město i se zámkem hraběti Václavu Cikánovi ze Slupska.
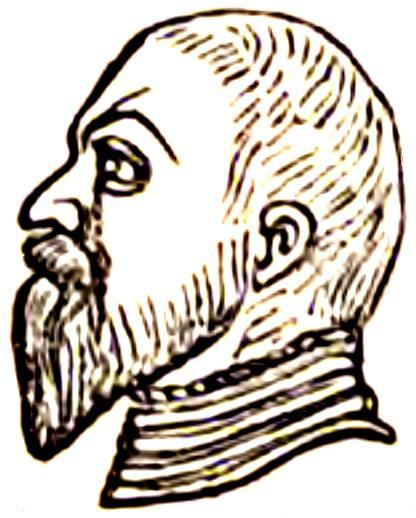
Kníže Fridrich Bedřich Kazimír III. Piast Fryštátský založil fryštátskou větev piastovců, zamýšlel z Fryštátu učinit hlavní město knížectví a roku 1566 postavil nové sídlo na okraji města.
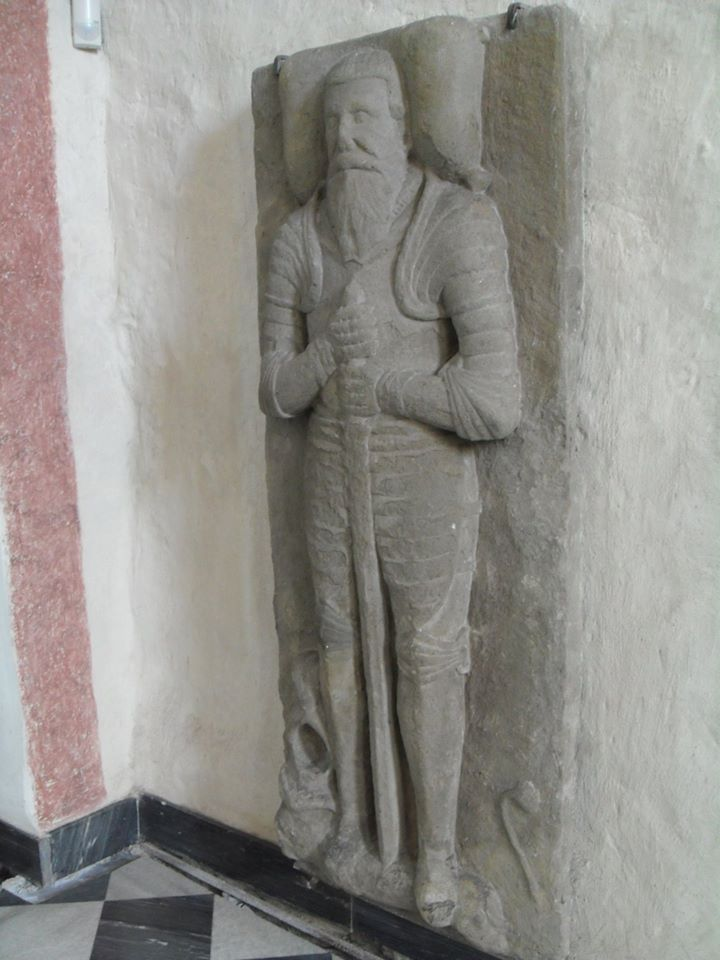
Hrabě Václav Cigán ze Slupska dal roku 1611 postavit Moravskou kapli k podpoře moravského jazyka. V přízemí kostelní věže je jeho prázdná rodová hrobka.
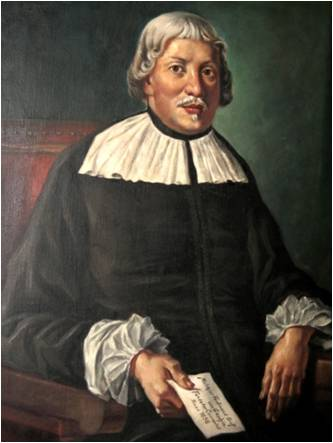
Kníže Melchior Ferdinand hrabě von Gaschin se v polovině 17. století usídlil ve Fryštátě.
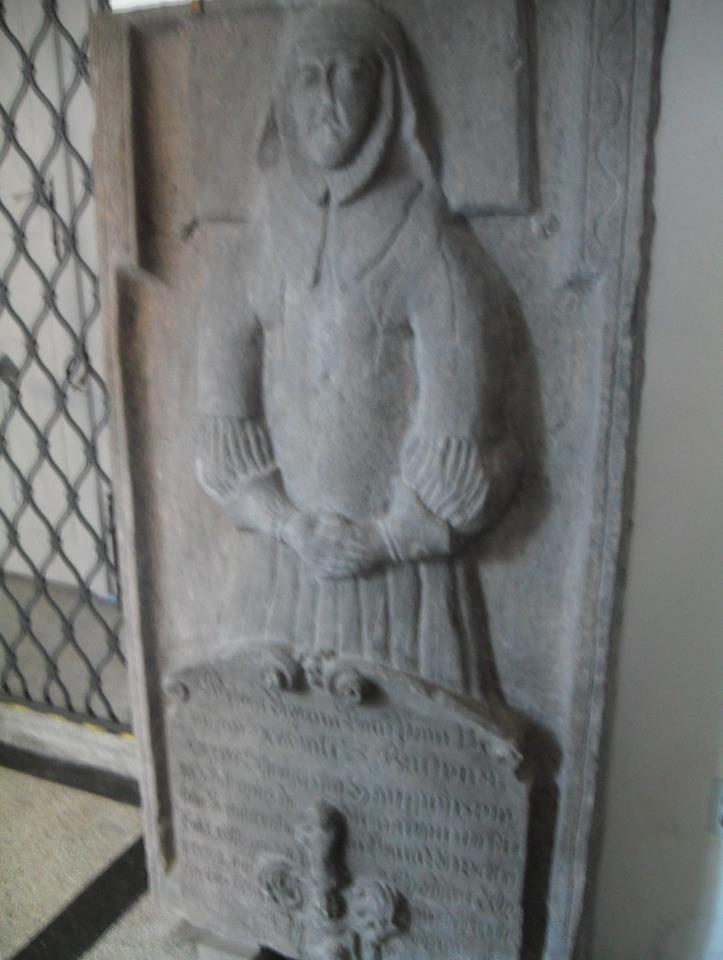
Hraběnka Benigna Haugwitzová von Gaschin je pohřbena v kostele sv. Marka.
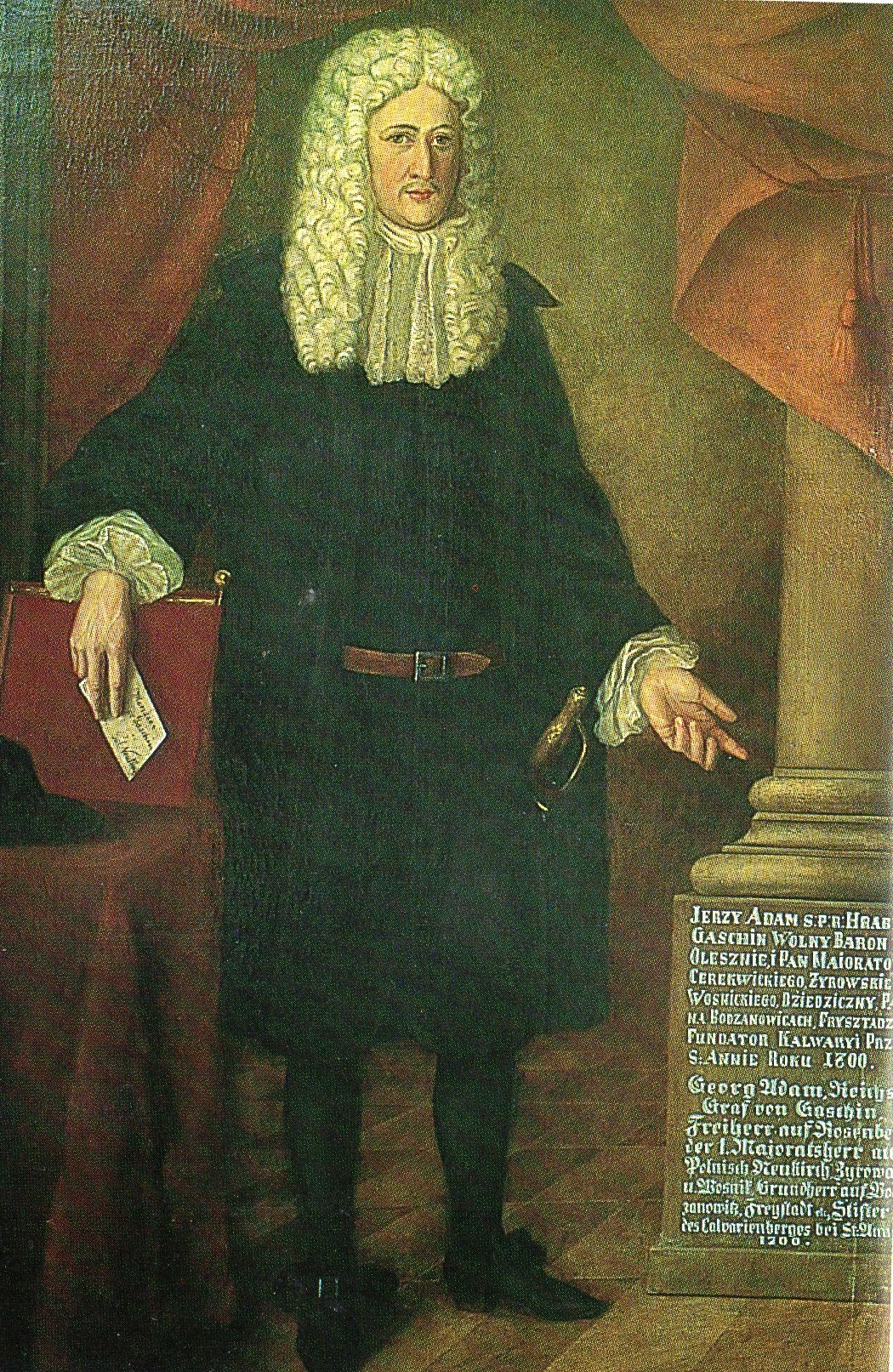
Římský kníže Georg Adam hrabě von Gaschin přivedl v druhé polovině 17. století do města baroko.
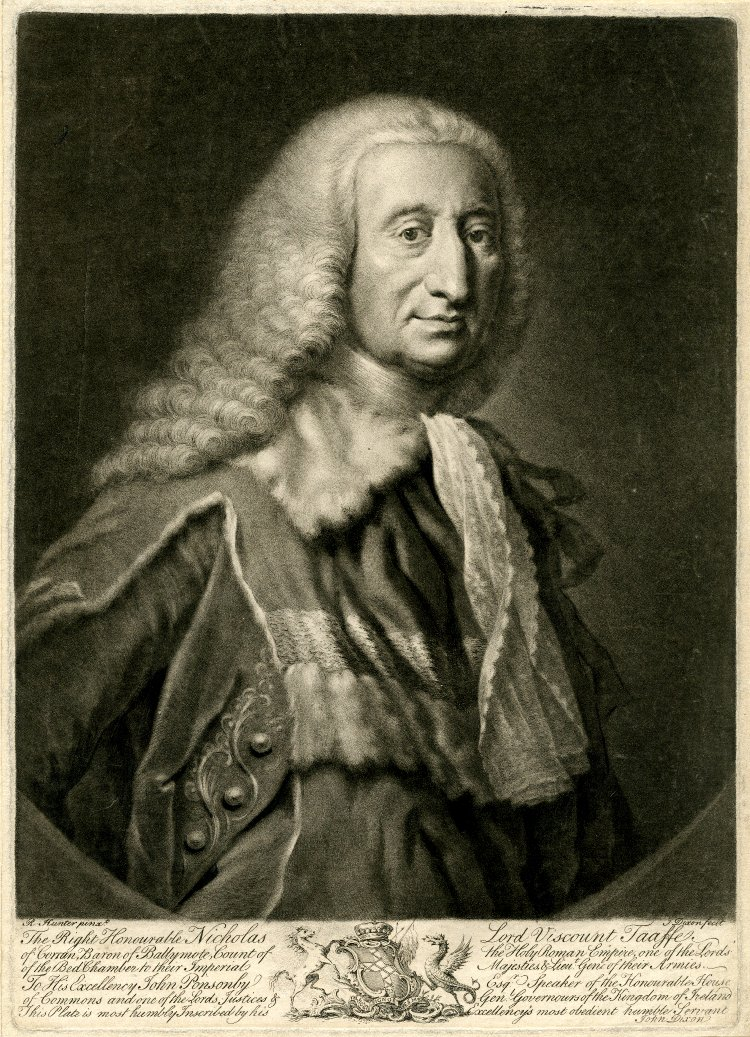
Mikuláš Taaf, hrabě z Karlingordu sídlil ve Fryštátě v 18. století. Jeho rod zde zanechal několik stavebních památek.
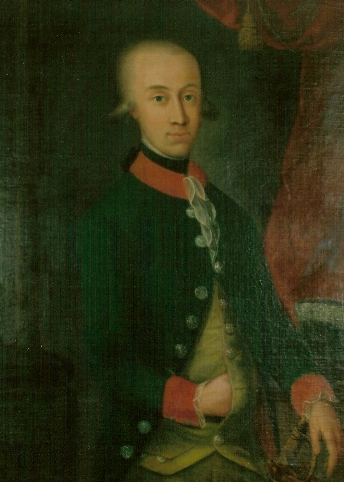
Hrabě Rudolf Taafe roku 1792 prodal Fryštát Larisch-Mönnichům.
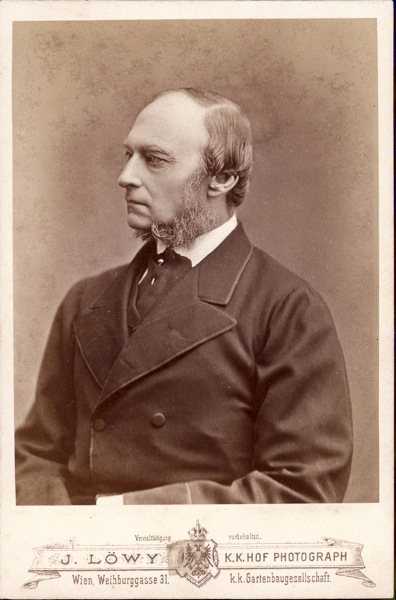
Hrabě Jan Larisch-Mönnich roku 1877 hostil ve Fryštátě korunního prince Rudolfa Habsburského.
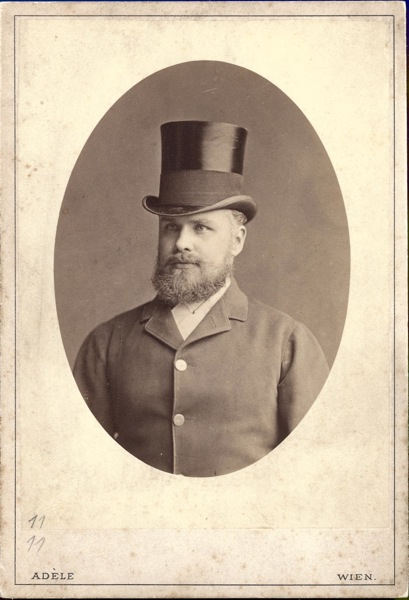
Hrabě Jindřich II. Larisch-Mönnich byl ve Fryštátě hostitelem několika císařských návštěv.
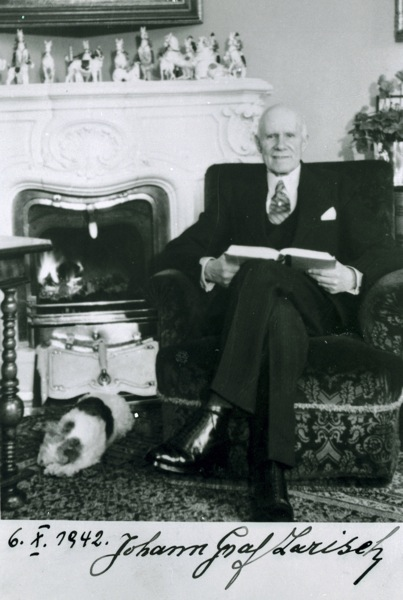
Hrabě Jan II. Larisch-Mönnich je posledním, ve Fryštátě narozeným šlechticem. Narodil se roku 1872 a jeho rod musel město opustit v roce 1945.

## Stavební vývoj města

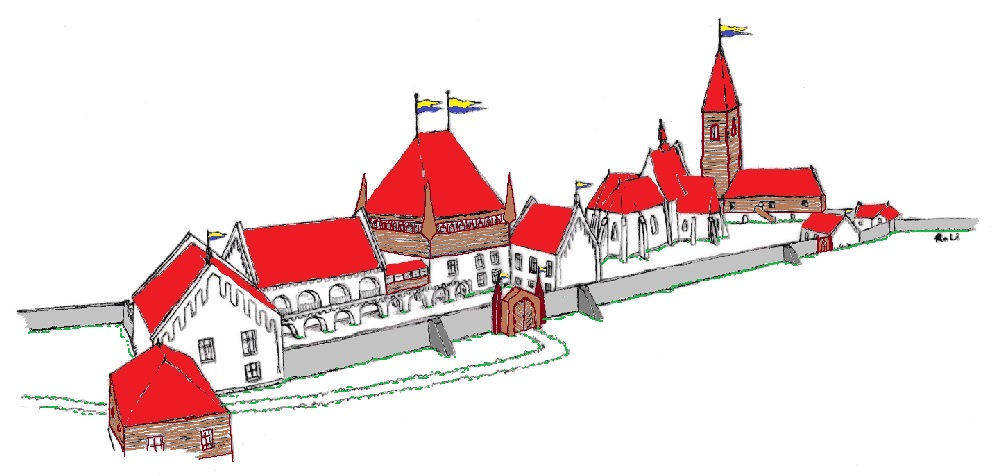
Rekonstrukční kresba podoby Fryštátského hradu po roce 1420

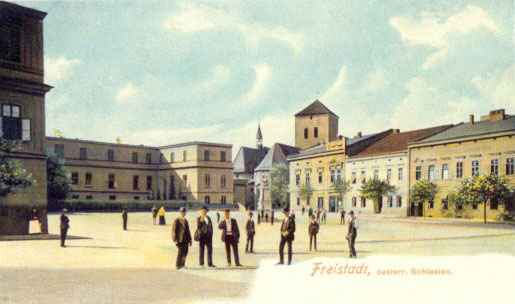
Severní strana hradu po roce 1511 splynula s městem

### Středověk, 906–1290

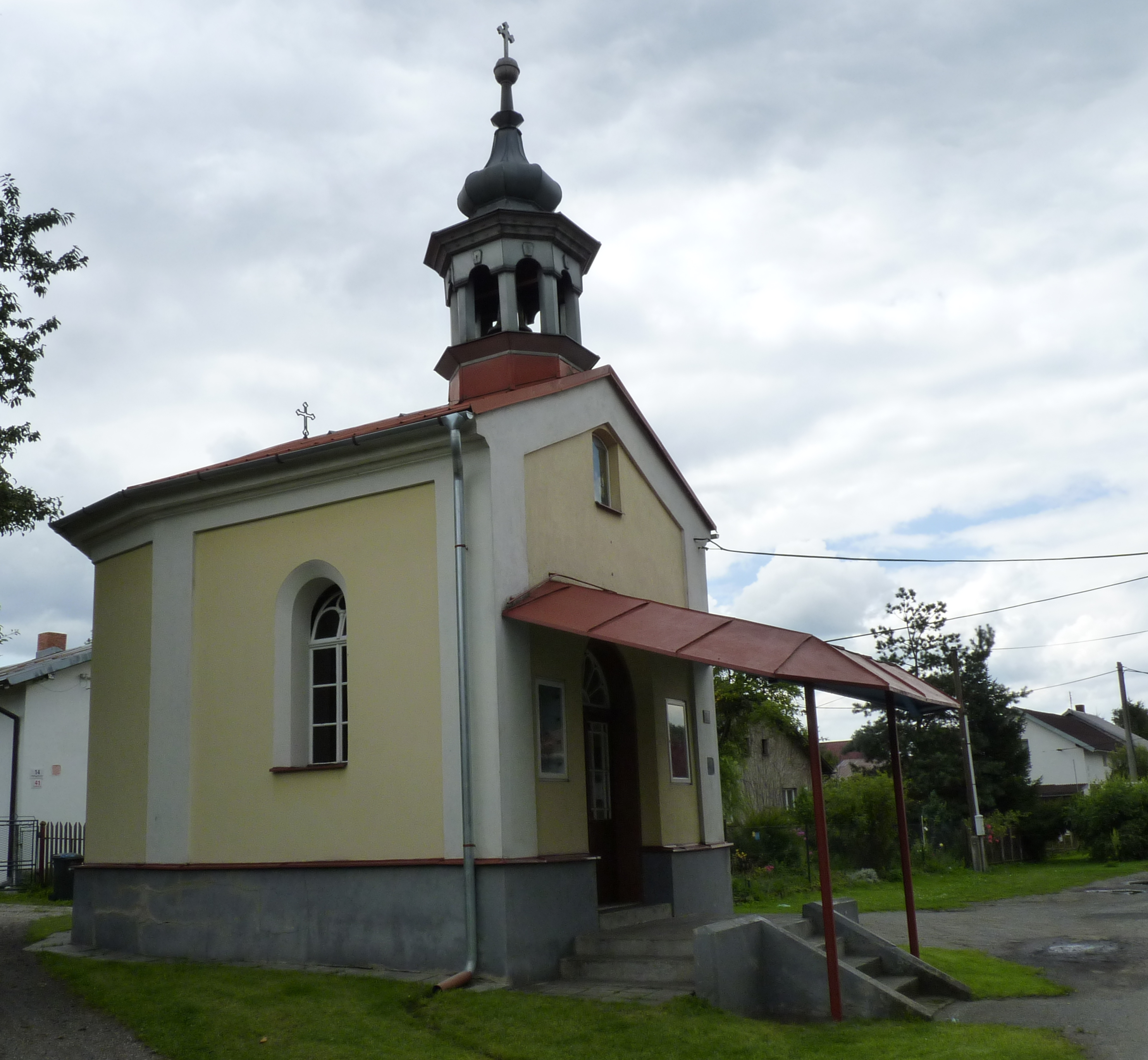
Nejdéle obydlená část města – původní germánská osada z roku 906 n. l., po roce 1024 město Fryštát, od roku 1290 obec Staré Město. Křesťanství zde bylo přijato kolem roku 1265

Založení původní fryštátské osady souvisí s pádem Velkomoravské říše a následným vznikem Slezska, které počali osídlovat germánské kmeny. Dostali se až ke břehu řeky Olše, kde založili osadu neznámého jména a přivedli sem kromě své kultury i svůj jazyk – německou slezštinu. Osada se začala vyvíjet v obchodní středisko, takže když nabyla velikosti a významu, obdržela mezi léty 1024–1032 městská práva a název pro ní nejcharakterističtější – Freystadium Orientale, německy Freistadt, česky Fryštát, což se překládá jako město volného obchodu. V tomto městě stál silně opevněný dřevěný hrad a kolem roku 1260 byl postaven ve městě první křesťanský kostel. První měšťané tak opustili germánskou mytologii a přijali křesťanství. Město však trpělo četnými záplavami. Z tohoto města se nezachovala žádná stavební památka, ale prvotní germánská osada stále žije. Nese název Staré Město.

### Gotika, 1290–1511

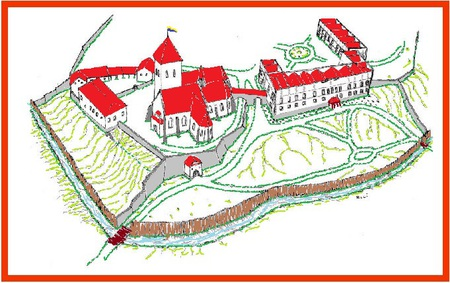
Kresba podoby Fryštátského hradu kolem roku 1850

Roku 1290 přišel z města Opole piastovský kníže Měšek I., aby na Těšínsku, dle tradice, založil svou rodovou větev. Usídlil se ve městě Cieszyn, které je asi o jedno století starší než Fryštát, a ve kterém již stálo středověké hradiště. Město Fryštát však pro časté záplavy přesunul na nedaleké skalní vyvýšené místo, kde dal postavit gotický hrad, který měl pomoci Slezskoostravskému hradu chránit moravsko-slezské hranice. hrazit na zák Hradozámek neměl mnoho obranných prvků a jeho vzhled byl přizpůsoben starogermánské tradici, která spočívala v kamenných základech do výše prvního patra a od prvního patra pak jako dřevěná stavba. Fryštát na rozdíl od jiných měst neměl české a polské obyvatelstvo, ale germánské. Tento vliv se zde udržel až do roku 1945, kdy byl plně nahra orozrůstat,a. kravit gotický kostel. Vzniklo zde takéu náměstí, které ale bylo od hradozámku odděleno vodním příkopem a městskou zdí. Po přičlenění Slezska k zemím koruny České zde kníže zřídil knížecí kancelář, ve které příležitostně úřadoval a gotický hradenci, ktszyěareál hradu ským sídlem. Z dob gotněkterée zachovalo zámecké jádro, kostel a půdorys města. Také mnohé měšťanské domy mají dochované gotické sklepy.

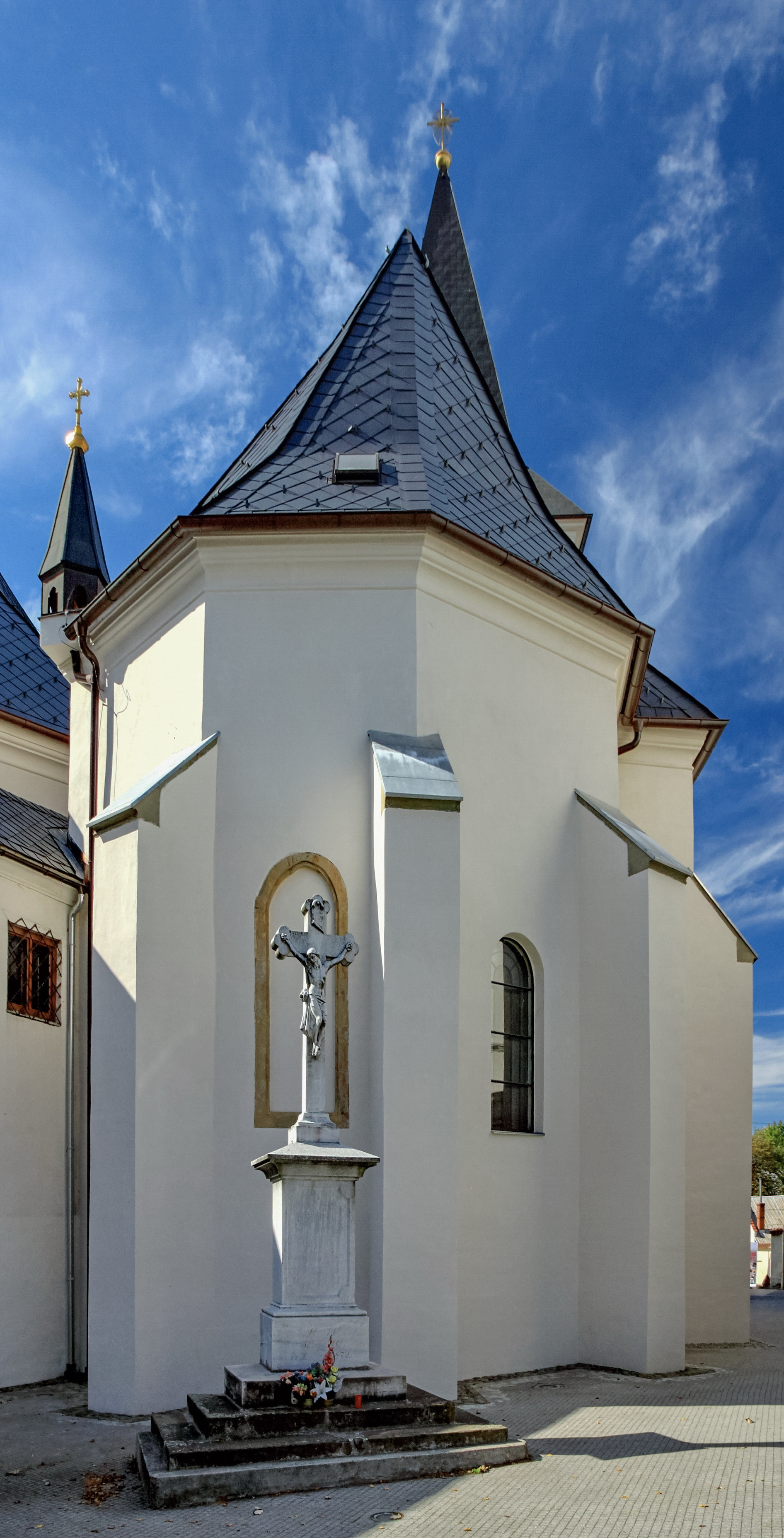
Kaple hradního kostela z roku 1611
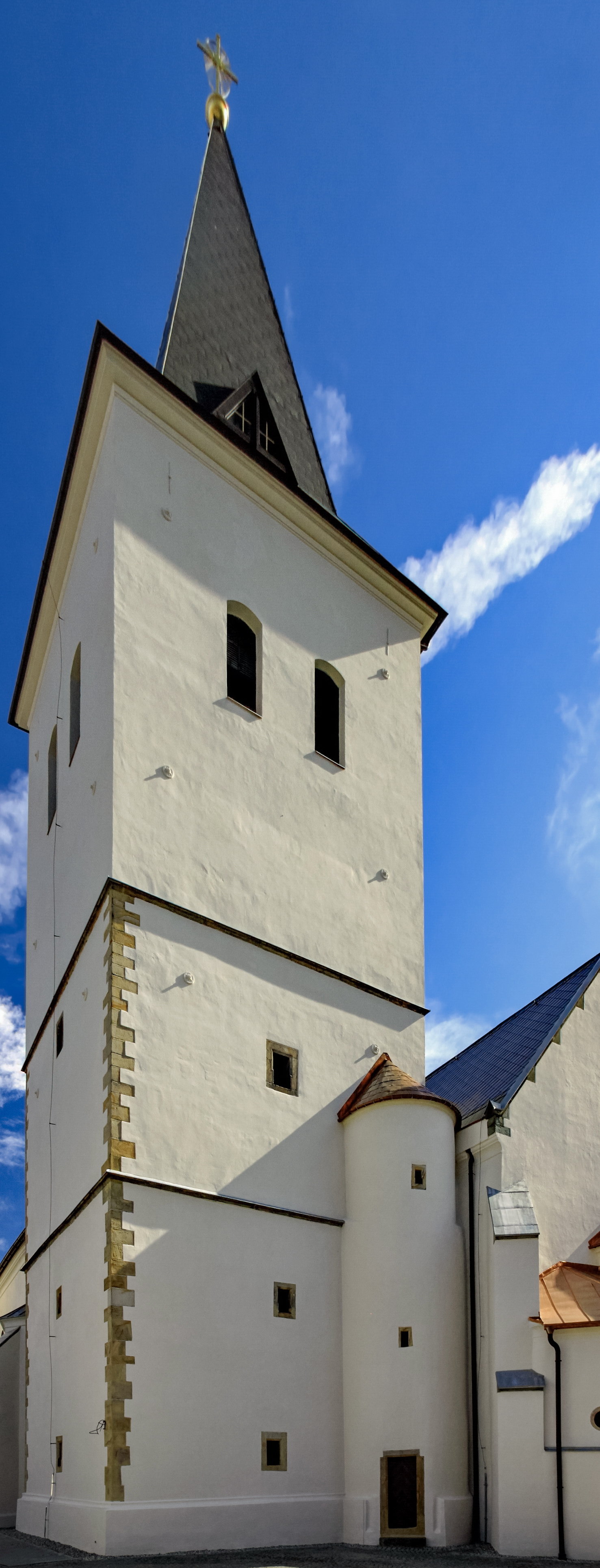
Gotická zvonice z let 1515 – 1530 je dominantou hradu
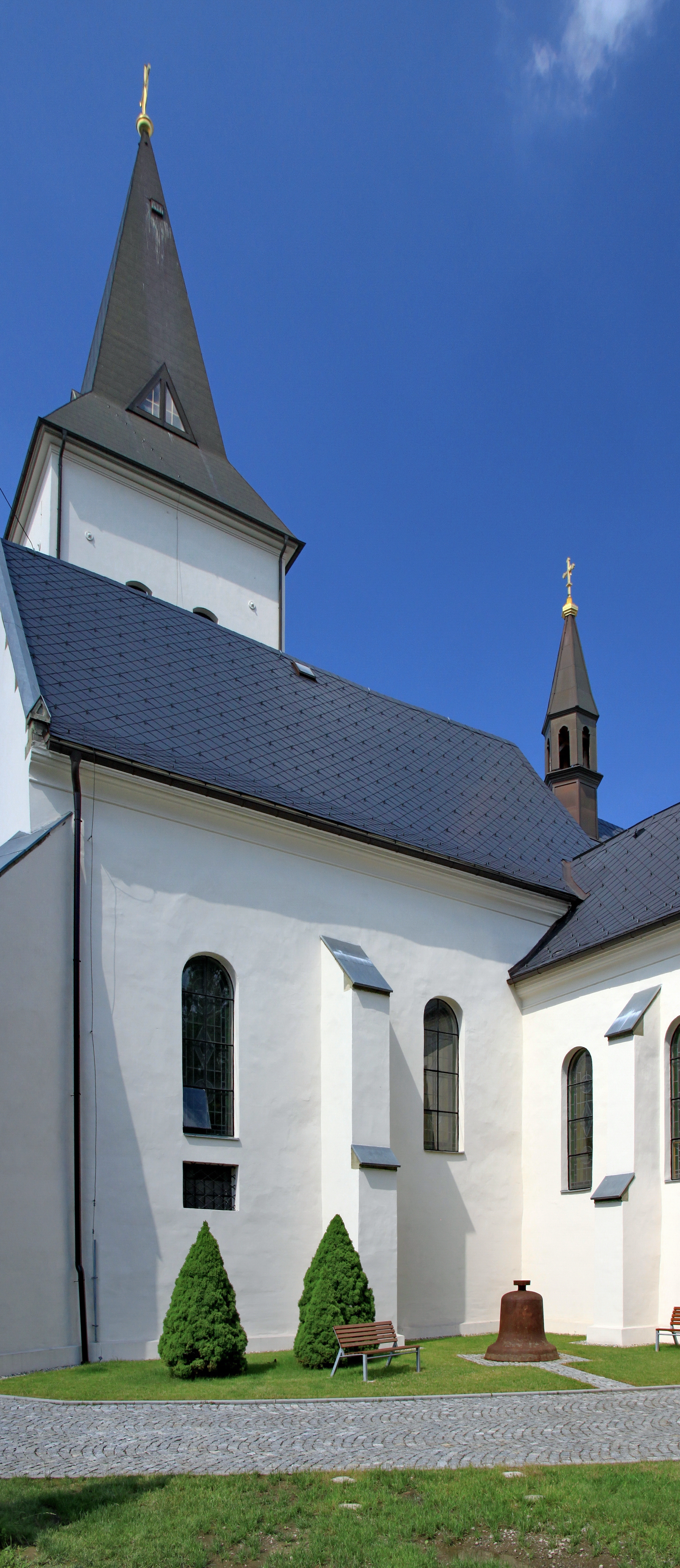
Místo bývalého gotického hřbitova
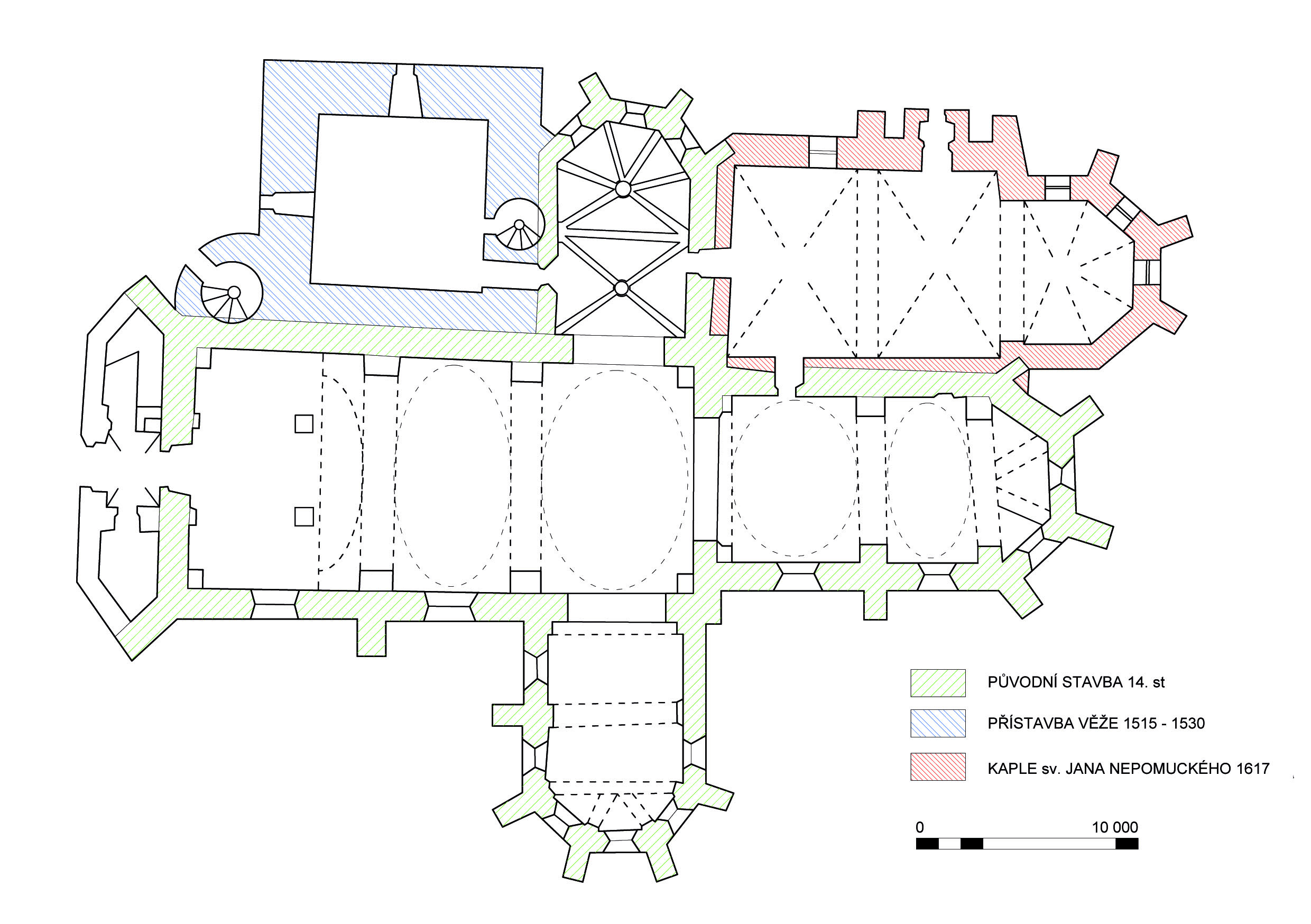
Půdorys hradního kostela s popisem jednotlivých přístaveb. Původní gotický půdorys je ve tvaru latinského kříže
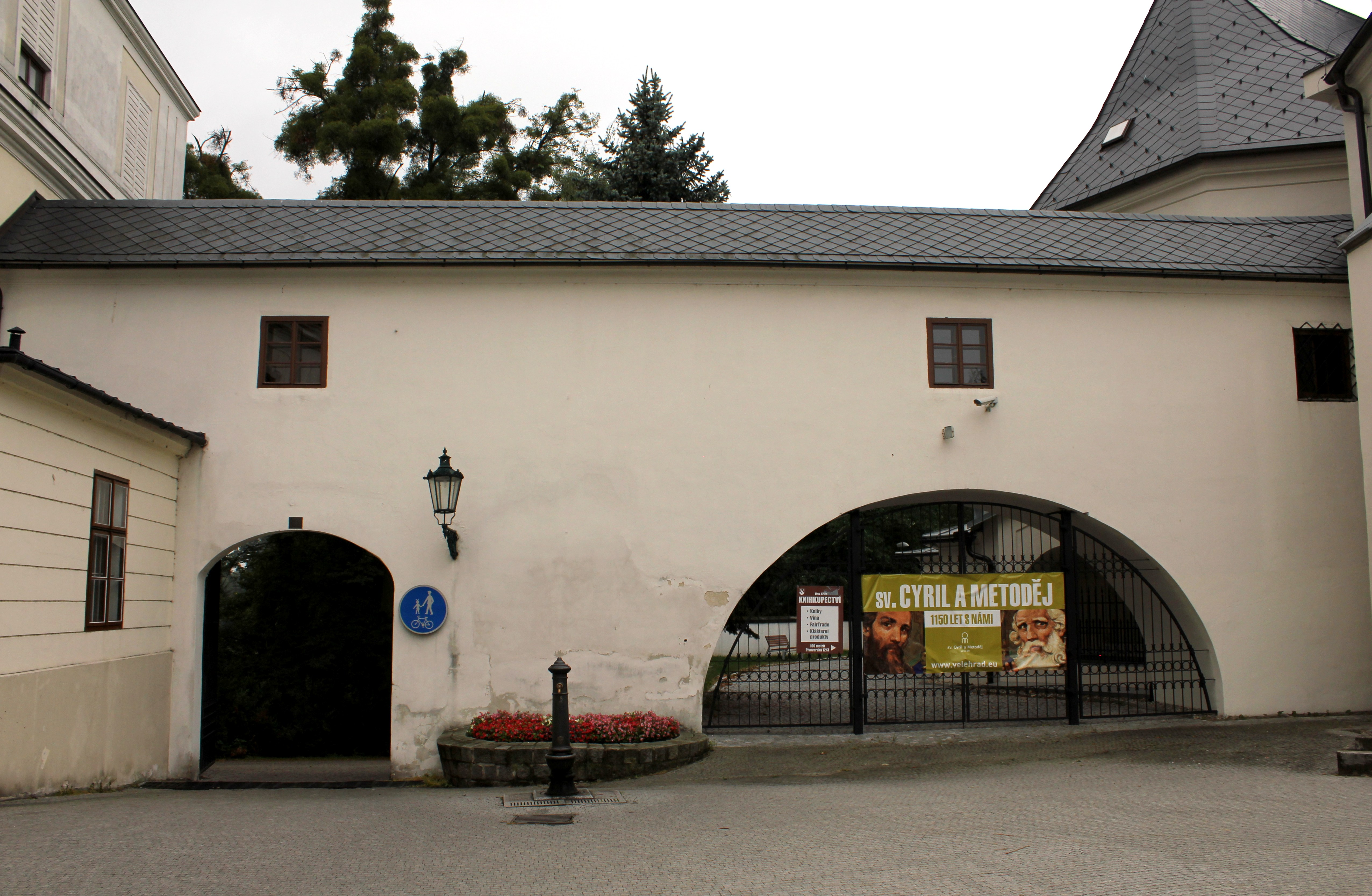
Regotická architektura z 19. století hradu, to je Larisch-Mönnichova chodba spojující knížecí zámek s oratoří kostela
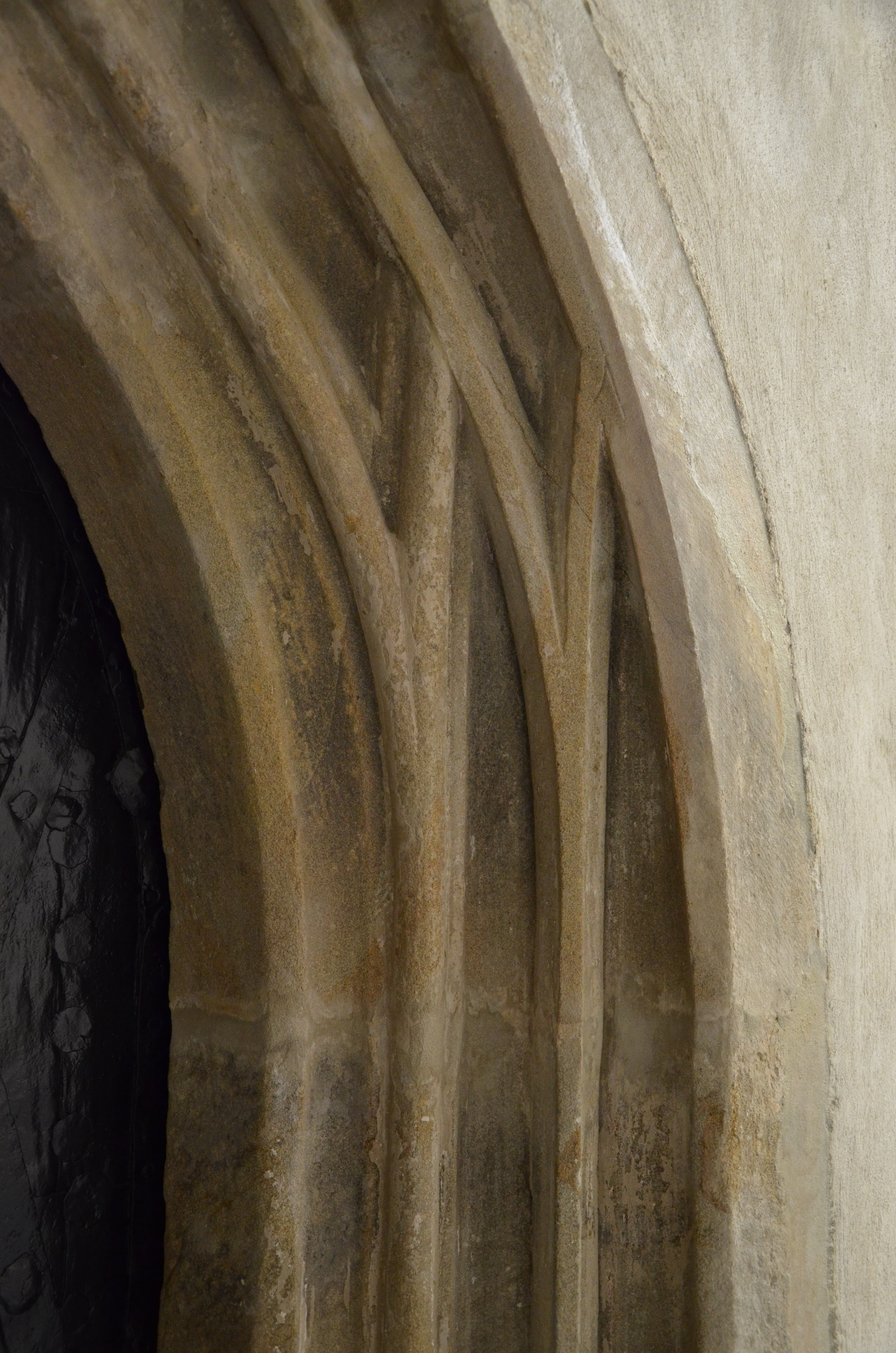
Nefalšovaná gotika
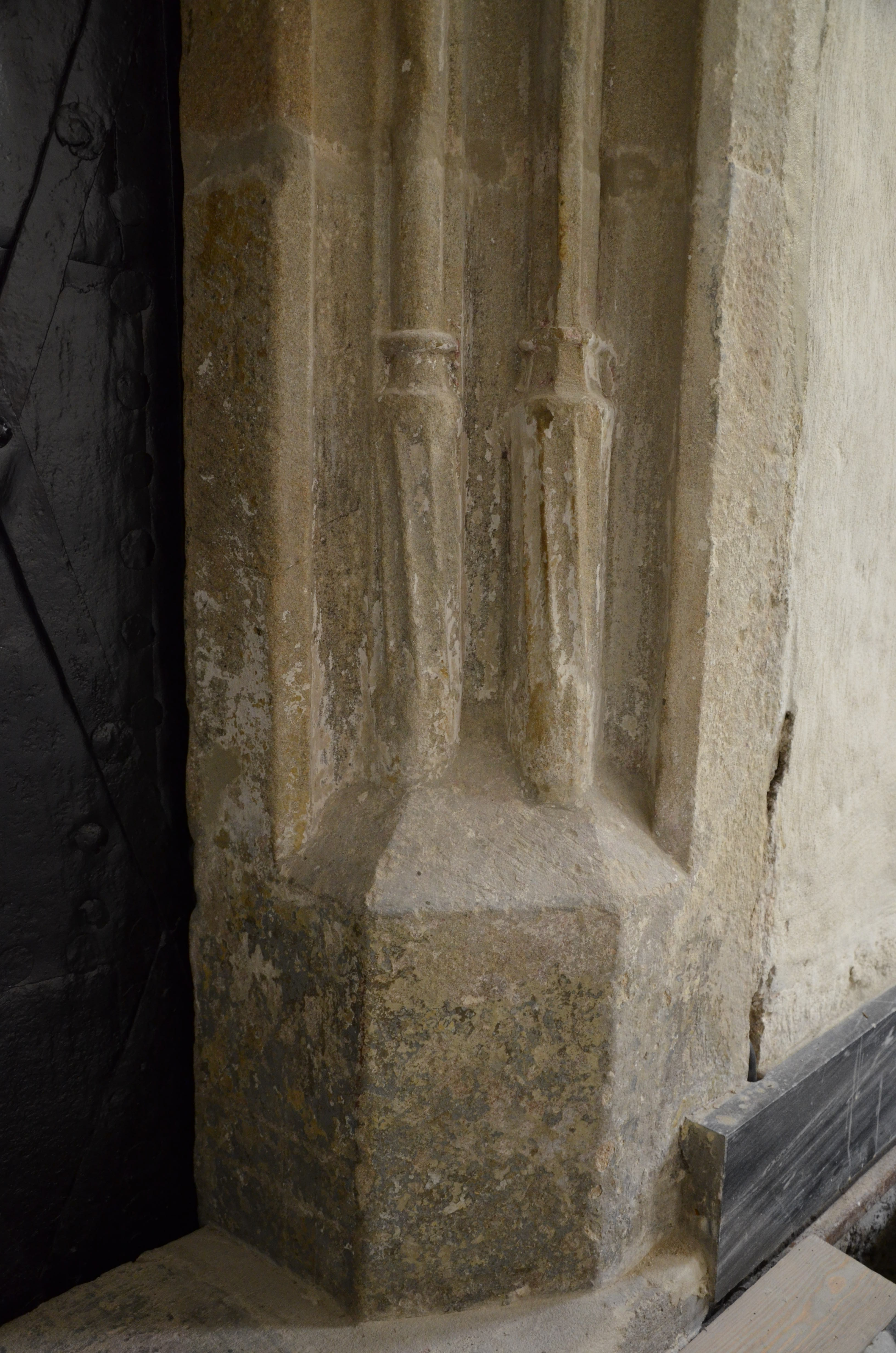
Gotická patka portálu
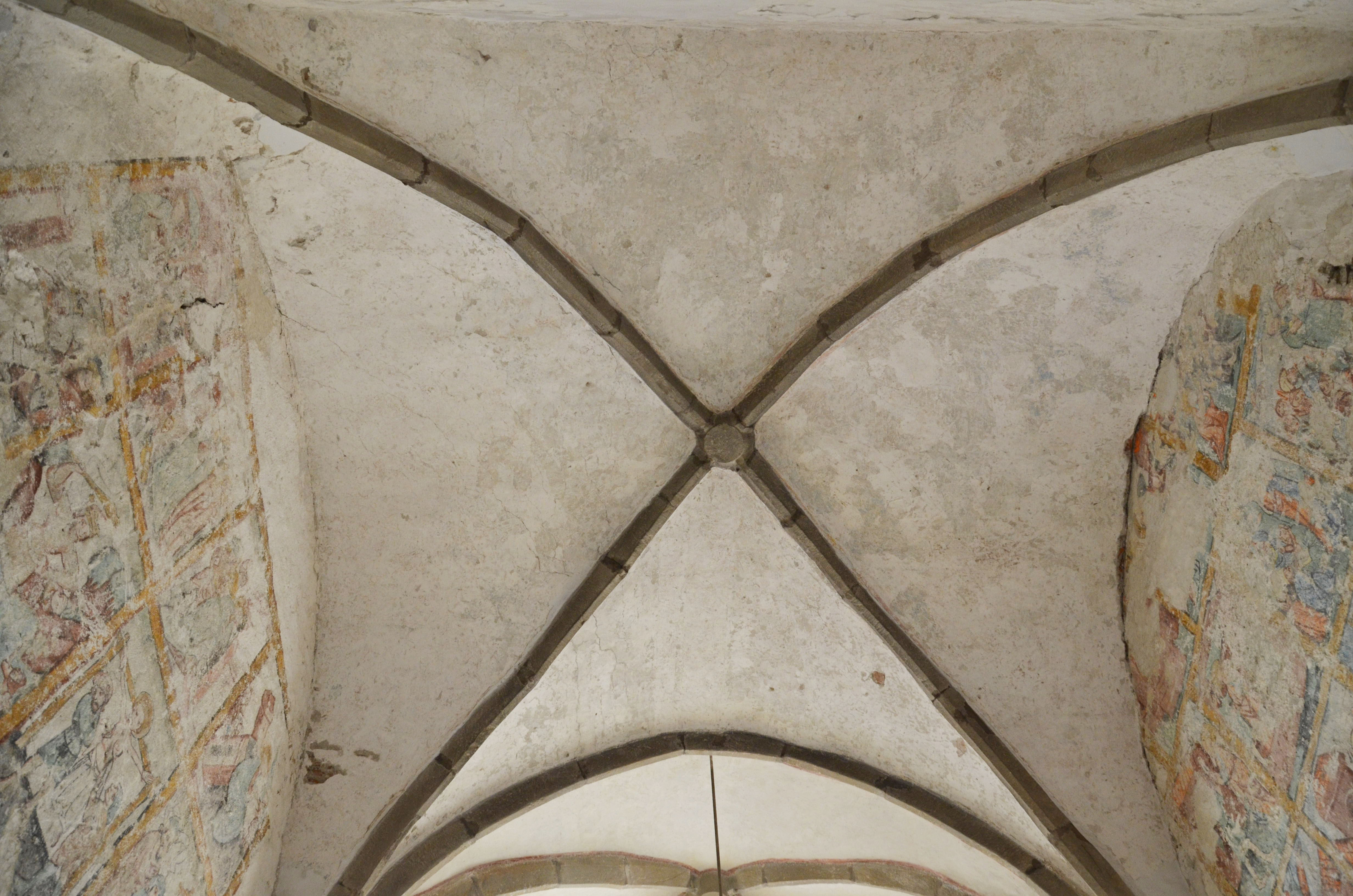
Gotická klenba
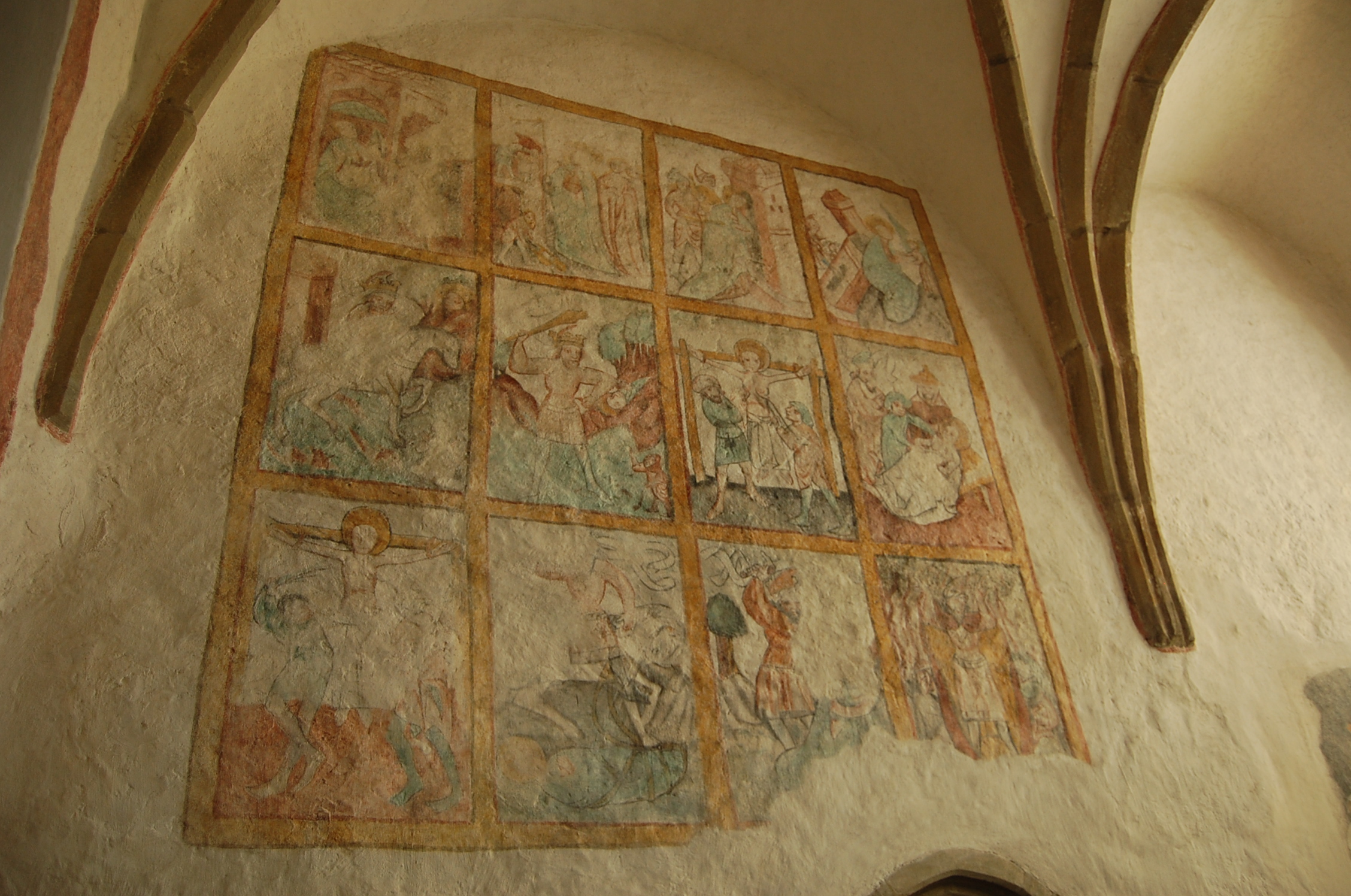
Gotické fresky z dob fryštátského knížete Boleslava II. Piastovského
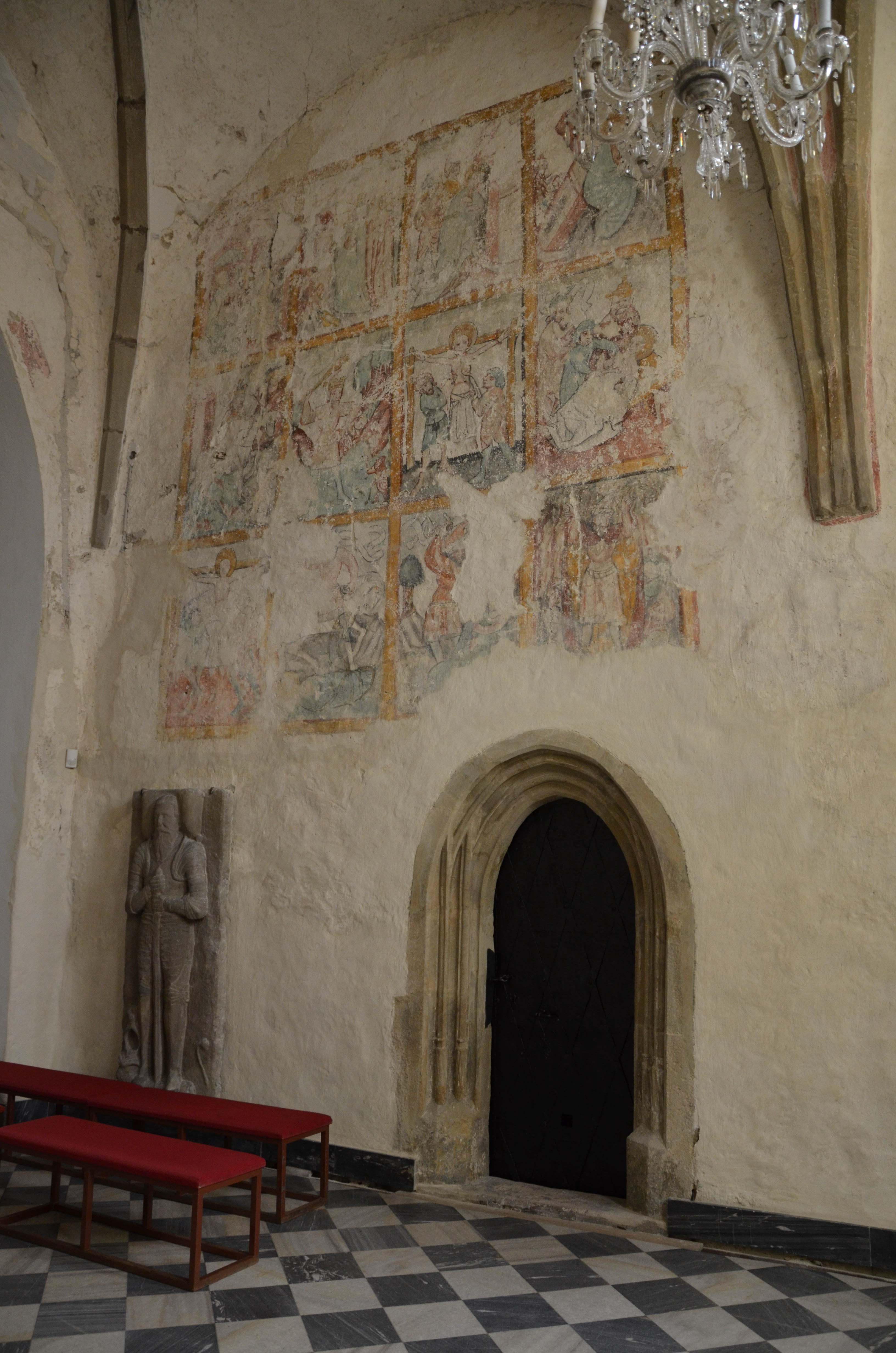
Gotický portál vyprázdněné hrobky fryštátského vévody Václava Cigána ze Slupska. Jeho epitaf, kde je v rytířském zbroji, je vedle portálu.
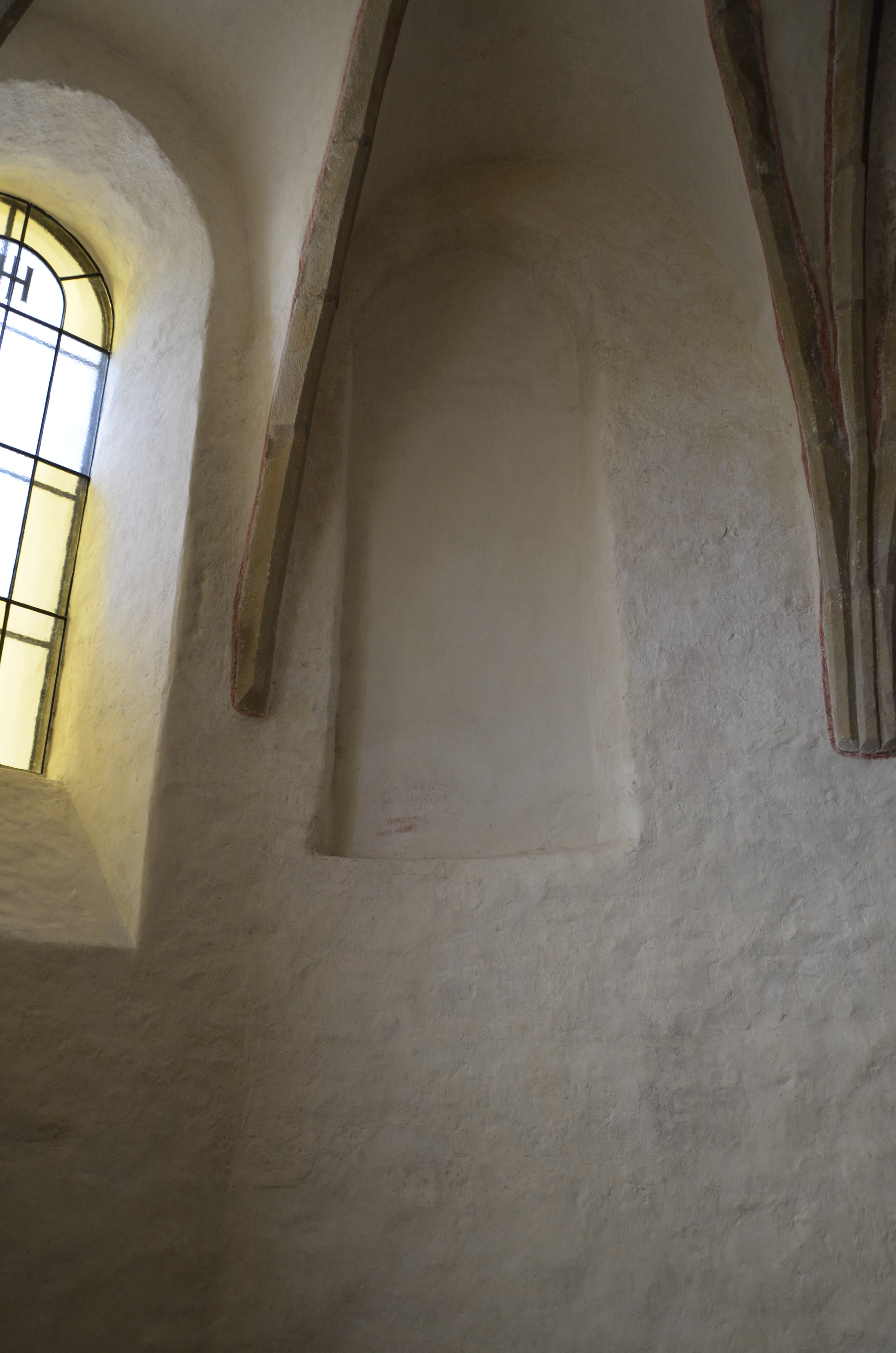
Zazděné gotické okno

#### Gotická podoba hradu
Gotická podoba fryštátského hrad se zachovala téměř beze změn, knížecí zámek však v průběhu staletí prošel několika přestavbami, ale jeho původní gotickou podobu lze vyobrazit na základě toho co o něm víme z dochovaných piastovských listin a osobních dopisů a archeologických objevů:
Historické zmínky:
- knížecí zámek měl gotické kamenné zdivo
- nebyl jednokřídlou stavbou
- byl dvoupodlažní
- byl reprezentativní rezidenční stavbou – měl slavnostní vzhled
- byl pravidelně udržován a neustále zvelebován, neměl tedy sešlý vzhled
- hlavní vjezd do areálu hradu byl z východní strany knížecího zámku
- schodišťová hala zámecké budovy byla v rohu jeho východní části
- zachovaly se zbytky jižního opevnění
- knížecí zámek obýval vždy jen aktuální vladař s manželkou a dětmi + nezbytné služebnictvo a dvořani
- knížecí zámek hostil vzácné, a i královské návštěvy

Pravděpodobnost:
- gotický knížecí zámek byl nejprve v půdorysu písmene "L", po roce 1431 měl půdorys písmene "C"
- dle germánské tradice měl zděné přízemí a dřevěné patro – měšťanské domy Fryštátu jsou takhle archeologicky potvrzeny
- východní křídlo knížecího zámku sloužilo jako vjezdová brána do hradu
- knížecí zámek měl nějaké stavební prvky umožňující rozhled do okolí – gotické město totiž postrádalo věže
- pro přítomnost příkopu měl u brány most nebo padací most
- byly instalovány piastovské erby a prapory – knížecí zámek byl jejich reprezentativním sídlem

### Renesance, 1511–1677

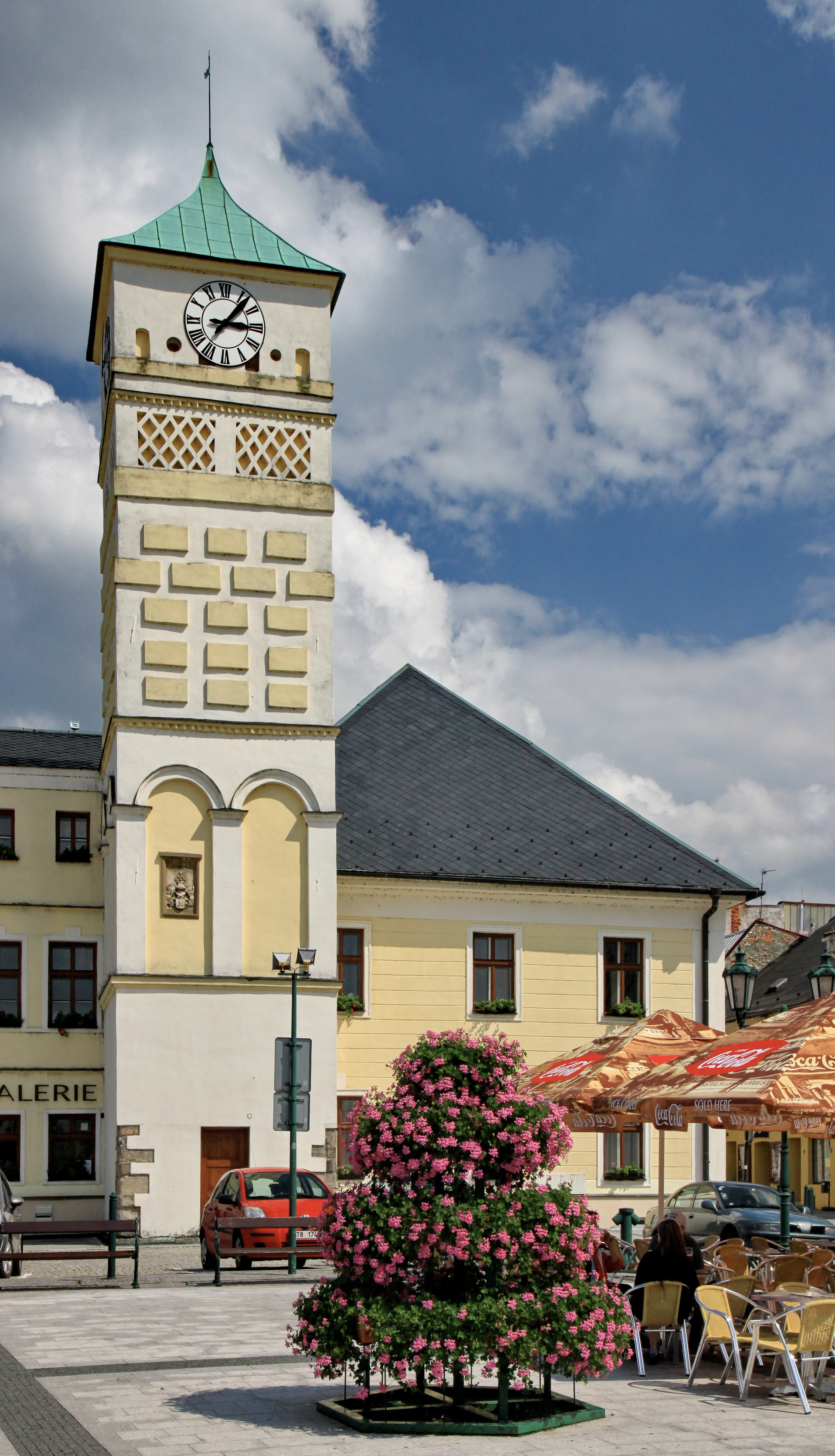
Renesanční piastovská věž Staré radnice

V noci z 3. na 4. dubna 1511 vyšlehl ze zámeckého komína oheň a zachvátil téměř celé město. Tehdy vládnoucí kníže Kazimír II., který ve Fryštátě vyrůstal a nakonec na hradě i sídlil, nechal knížecí zámek a poškozené město renesančně obnovit. Trosky gotického knížecího zámku nechal strhnout a ponechanou palácovou budovu zrekonstruoval v reprezentativní renesanční sídlo, které poskytlo svým obyvatelům mnoho pohodlí. Městský hrad se nově otevřel celému městu, se kterým postupně splynul. Období renesance se vyznačovalo celkovým blahobytem a Fryštát v této době nabyl velkého věhlasu. Kolem roku 1565 kníže Kazimír III. nechal na okraji Fryštátu postavit zcela nový renesanční zámek, který se měl stál novým sídlem a město Fryštát mělo od Cieszyna převzít úlohu hlavního města knížectví. Z období renesance se zachoval nejen střední trakt knížecího zámku, ale i knížecí pivovar, radniční věž s radnicí, knížecí dům, který roku 1567 obdržela kněžna Kateřina Sidonie jako svatební dar a v podstatě celé, renesančně obnovené město.

### Baroko, 1677–1792

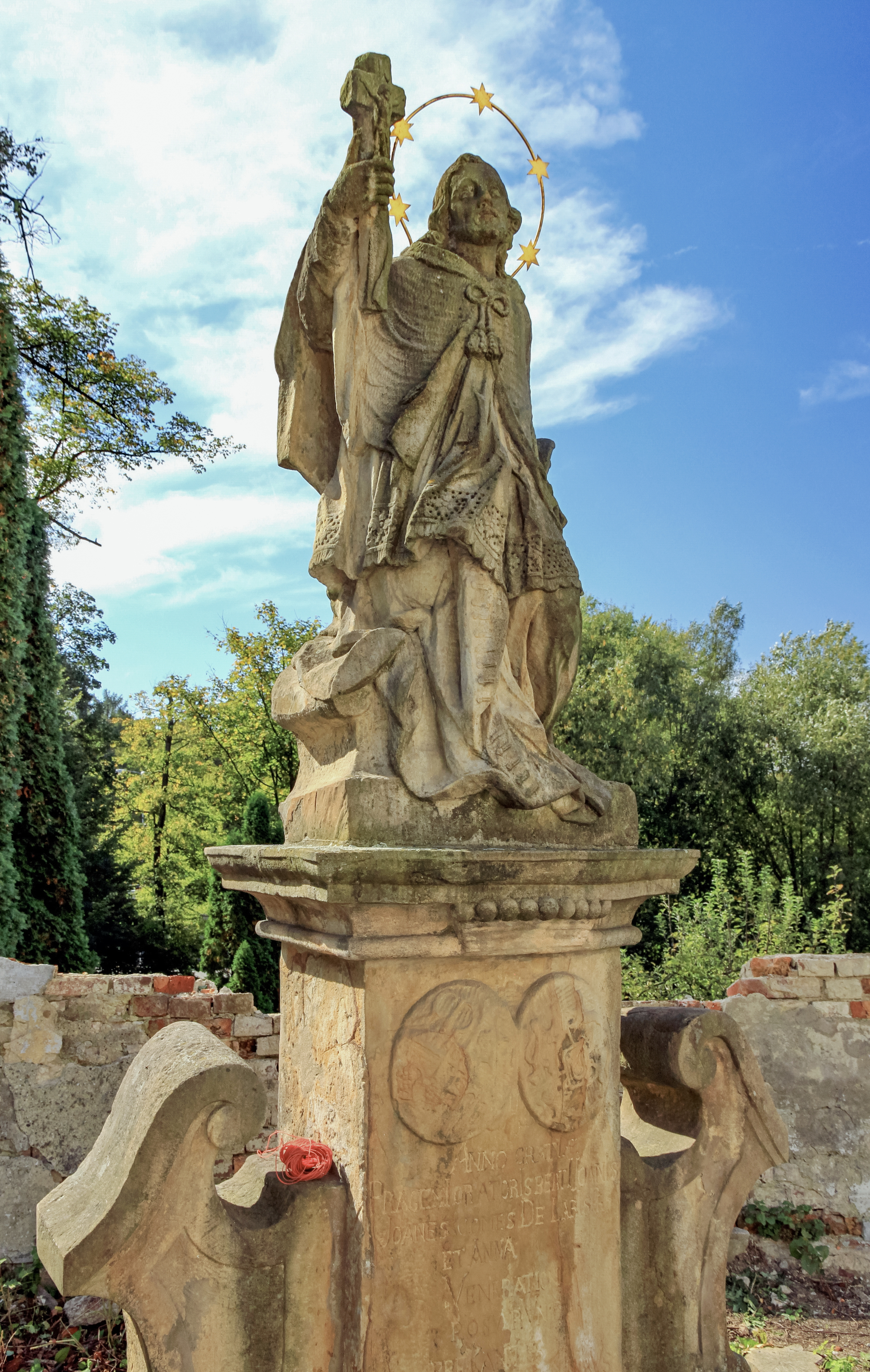
Barokní socha sv. Jana Nepomuckého v areálu městského hradu

Období baroka přišlo do Fryštátu již s příchodem hrabat Gashin von Gashin, kteří si ve Fryštátě zřídili svou rezidenci. Avšak roku 1677, kdy město opět zachvátil požár, zde bylo baroko přivedeno i stavebně. Barokně byly upraveny interiéry knížecího zámku a rovněž byla zcela zrekonstruována hlavní oratoř hradního kostela. Hrabě Georg Adam Gaschin von Gaschin město také ozdobil četnými barokními sochami a na knížecím zámku se začala hrát barokní hudba. Barokní stavební zásahy se zachovaly. Roku 1770 bylo ve Fryštátě zavedeno nové číslování domů podle pravidla, které stanovila císařovna Marie Terezie. Číslo popisné 1 obdržel knížecí zámek a následovala čísla 2, 3, 4... atd. ve směru hodinových ručiček až se očíslovalo celé město. Toto číslování je ve Fryštátě zachovalé. V polovině 17. století byla severní strana města obehnána příkopem jako prevence proti vpádu Turků, kteří tou dobou obkličovali Vídeň. Příkopy jsou stále patrné u kostela sv. Marka. V místě barokních příkopů dnes vede ulice Karola Sliwky. Za vlády císaře Josefa II. a reforem, které zavedl, došlo ve městě ke zrušení špitálu sv. Bartoloměje. Ten byl již se vznikem příkopů přesunut od Dolní brány k hradnímu kostelu v místě, kde do roku 1511 stála severní hradní zeď. Po reformacích byl špitál přeměněn na školu. Dnes je v budově sídlo České pošty.

### Klasicismus, 1792–1945

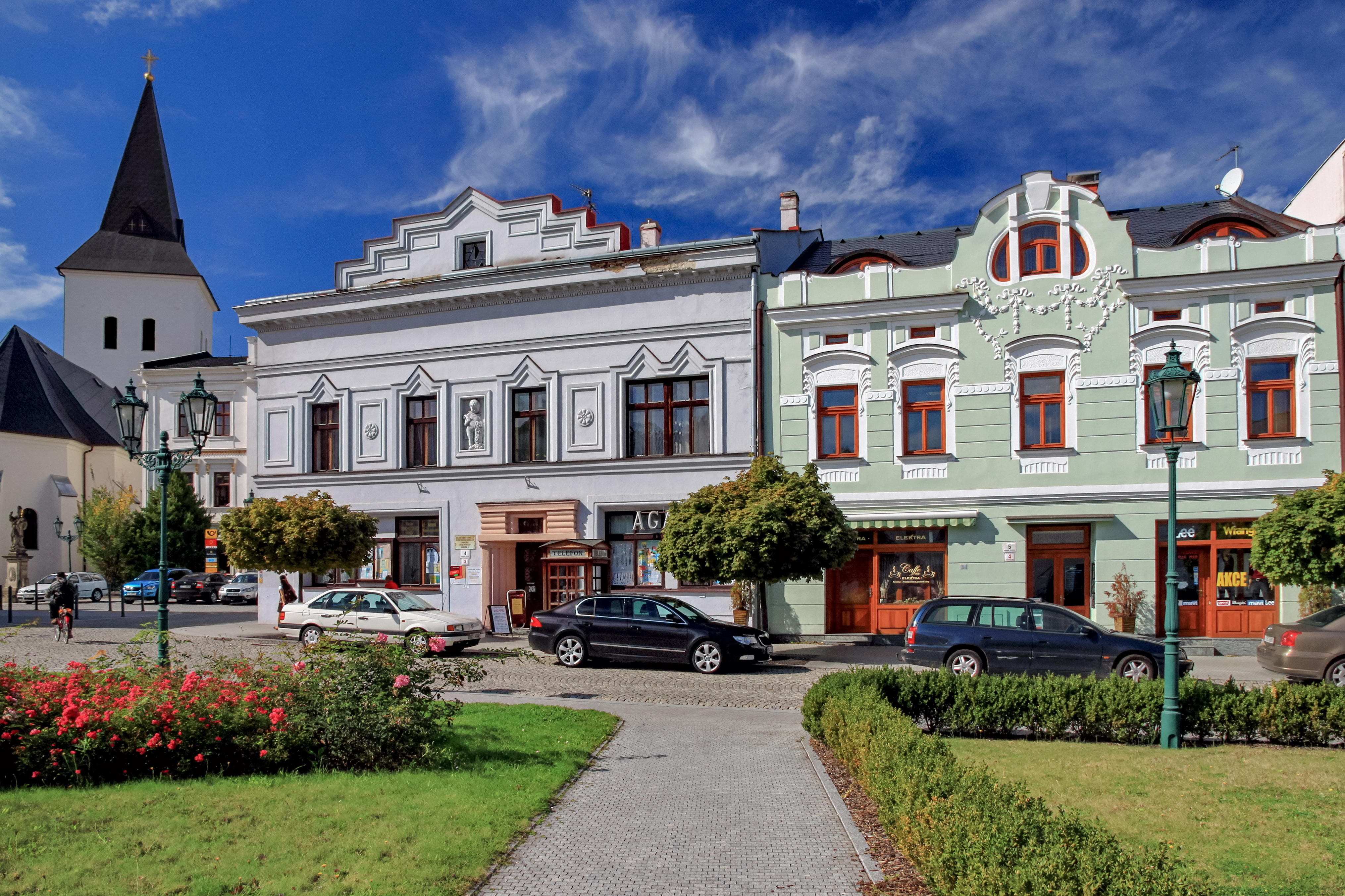
Klasicistní fasády goticko-renesančních měšťanských domů

Klasicistní období je ve Fryštátě spjato především s působením hrabat z rodu Larisch – Mönnichů. Ti přišli do Fryštátu v roce 1791 a hned v následujícím roce se přesunuli na knížecí zámek, nově zrekonstruovaný a rozšířený na původních gotických základech v klasicistním, empírovém slohu po vzoru francouzské císařské architektury ve Versailles. V tomto slohu byl po požáru města roku 1823 zrekonstruována i původně gotická, roku 1511 renesančně opravená radnice, rovněž knížecí dům a kostel sv. Marka. Všechny dosud germánské domy, které měli zachovalou dřevěnou architekturu, byly zrekonstruovány jako zděné domy. Roku 1804 byl založen zámecký park a v druhé polovině 19. století byly založeny lázně. Po roce 1850, kdy se Fryštát stal sídlem okresu, byla postavena neoklasicistní budova okresního soudu. Spojení s Vídní zajišťovalo petrovické nádraží a lokální dráha císaře Ferdinanda, jehož starobylé nádraží se zachovalo. Kolem něj na přelomu 19. a 20. století začaly vznikat četné průmyslové podniky. Roku 1912 pak byla do města přivedena tramvajová dráha, která zahájila městskou hromadnou dopravu. První slavnostní jízdu zahájila tramvaj s evidenčním číslem 5, která je uschována v depozitu Technického muzea Brno. Výše popisované klasicistní město je zachovalé.

### Městské opevnění
Fryštát nikdy ve své historii neměl potvrzené hradby, nikdy také nebyl dobýván, ale byl obehnán opevněnou městskou zdí, která byla doplněna palisádami. Největší riziko představovala jižní strana města. Ta byla na horní části svahu opevněna kamennou zdí. Součástí opevnění byl i hrad kolem něhož byl i příkop a jehož jižní strana dodnes nese rysy původního opevnění. To vedlo dále východně podél ulice Zámecká a západně kolem hradu až k Dolní bráně. Městská zeď u kostela nebyla tímto opevněním, byla postavena v 19. století v rámci vzniku zámeckého parku roku 1804, leč tato zeď výborně bývalé opevnění supluje, neboť stojí přibližně v jeho místě. Pozůstatky původního opevnění jsou ještě patrné u západní paty budovy fary a východně od hradu podél ulice Zámecká. Součástí opevnění byla na východě města Horní brána (též Těšínská) a na západě pak Dolní brána, která byla na rozdíl od Horní brány bez věže. Na severní straně města byly pravděpodobně palisády, ale v 17. století, kdy hrozil vpád Turků, byly na severní straně města vybudovány příkopy. Jejich stopy jsou dodnes zjevné u kostela sv. Marka. V místě bývalých příkop vznikla v 19. století ulice Příkopní, která nese dnes název Karola Sliwky. Magistrát města Karviné má dlouhodobě v plánu provést archeologický průzkum středověkého opevnění, žel pro finanční náročnost zatím nebyl zrealizován.

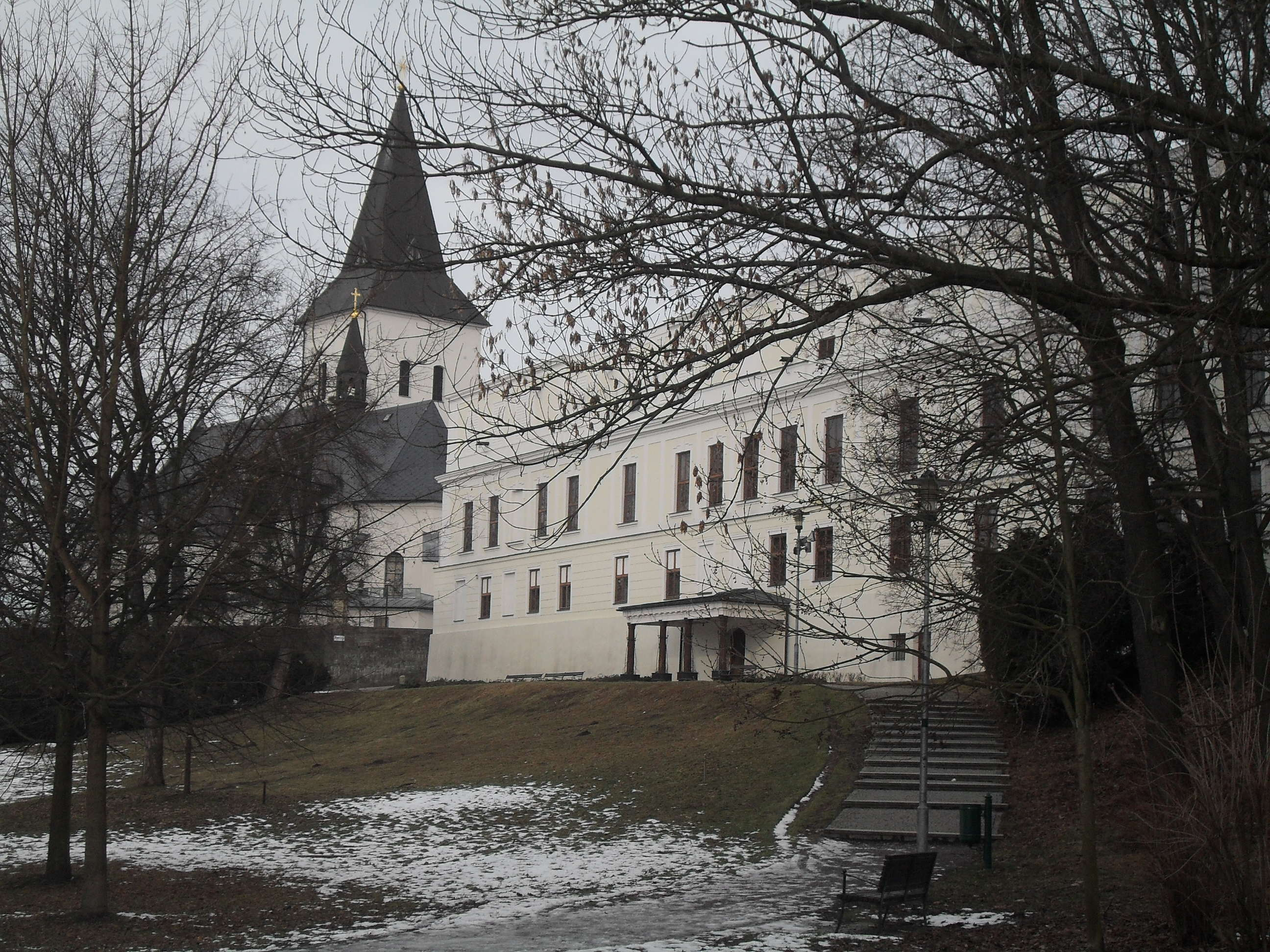
Součástí středověkého opevnění města byl i hrad Fryštát
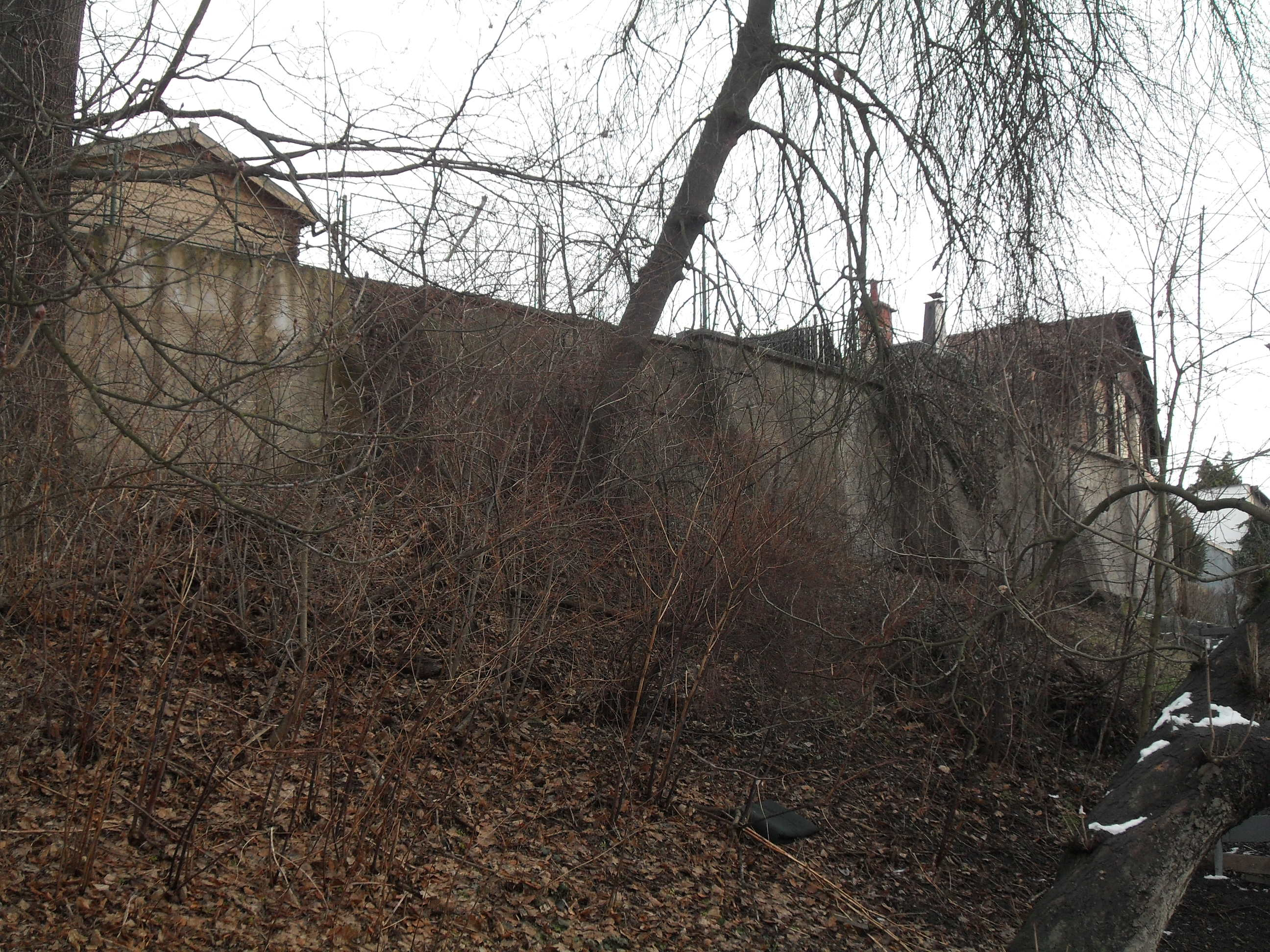
Městské opevnění jako městská zeď vede západně od hradu podél ulice Zámecká
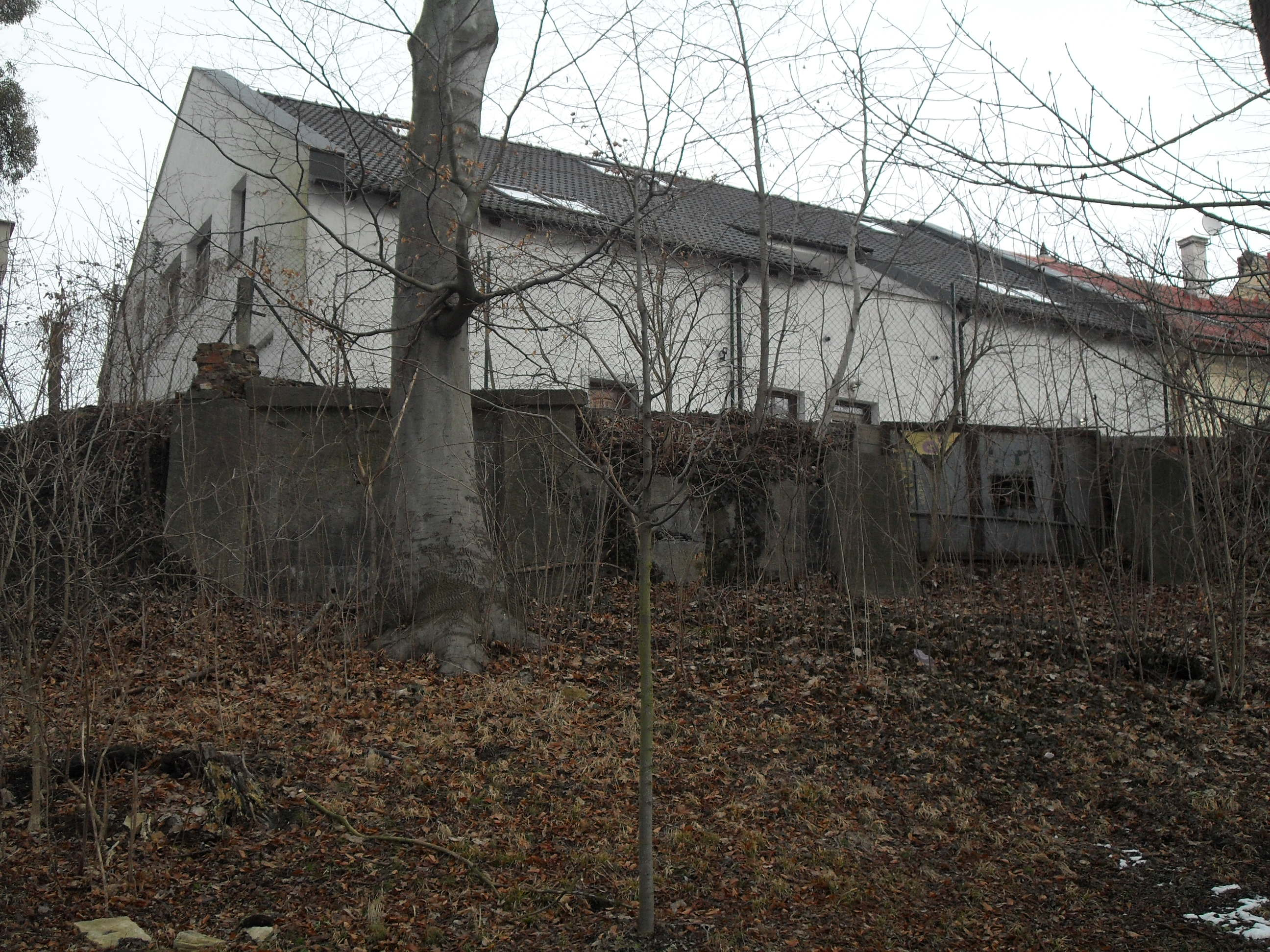
Pobořená městská zeď byla součástí středověkého opevnění
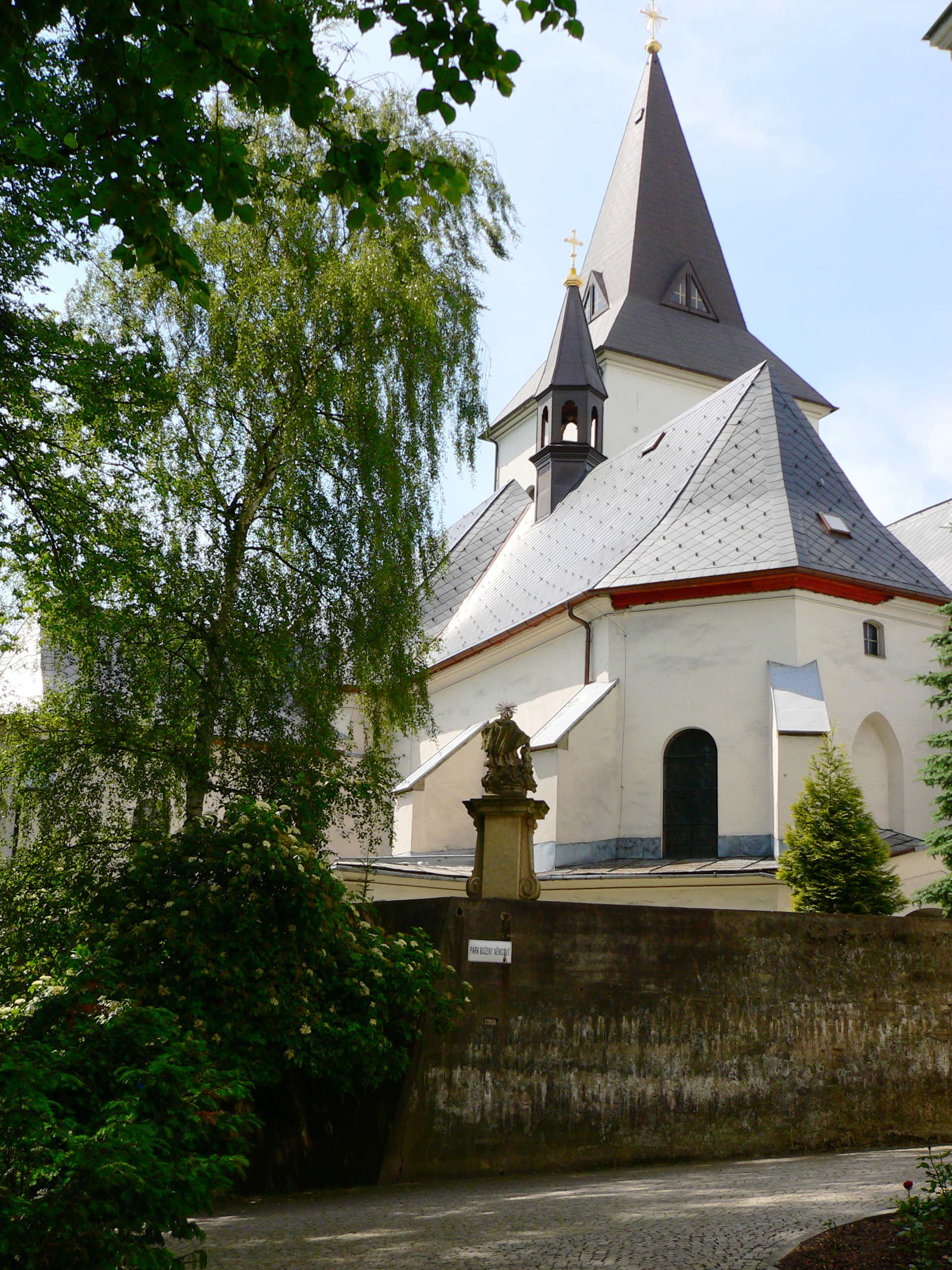
Městská zeď z počátku 19. století stojí v místech původního opevnění. V jejím sousedství se dochovaly jeho zbytky
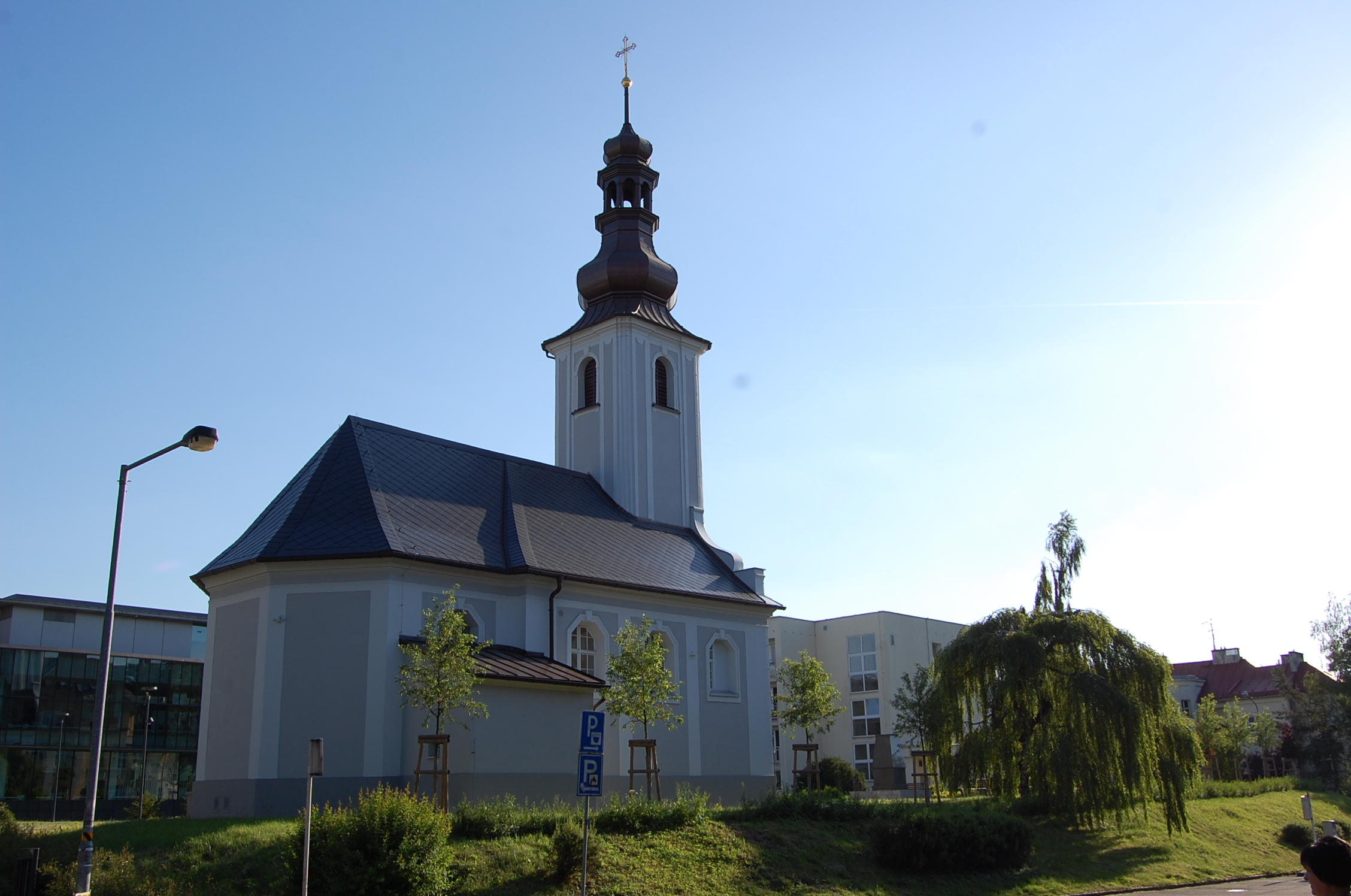
Kostel sv. Marka stojí na pozůstatcích severních obranných příkopů.
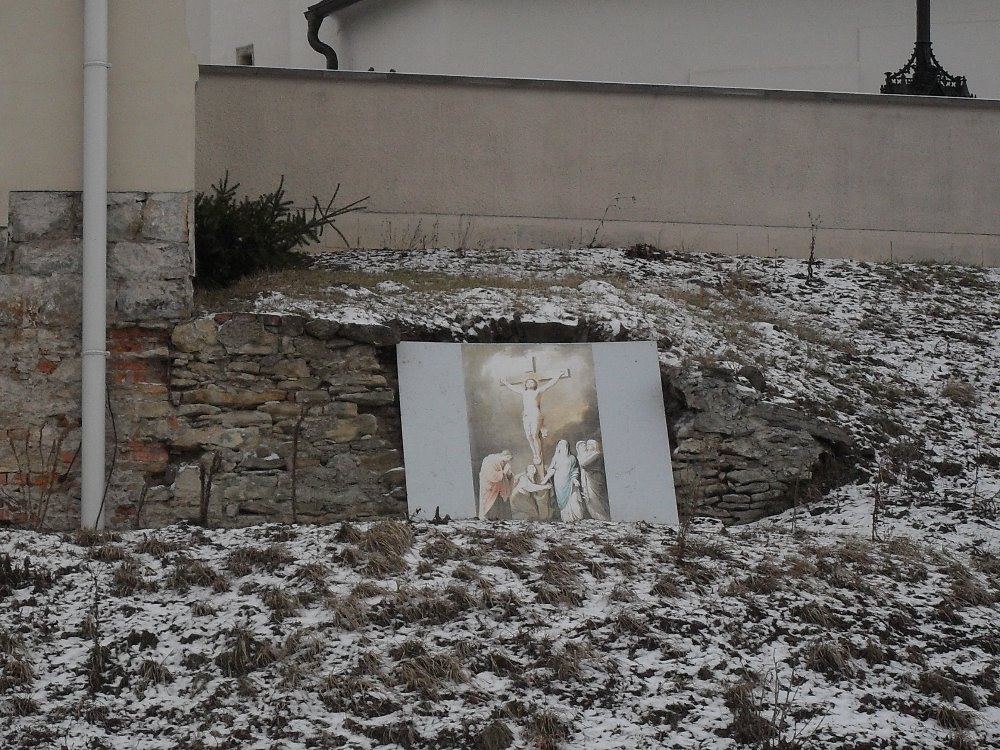
Ruiny středověkého opevnění města Fryštátu u paty budovy fary

### Fryštát po roce 1945

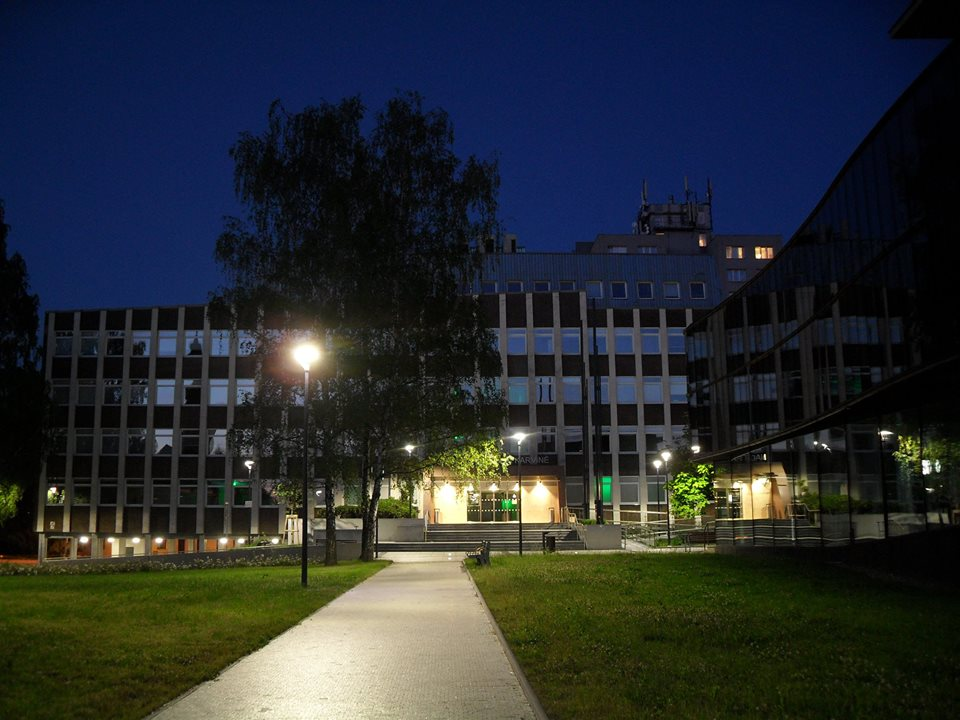
Magistrát města v architektuře Bruselský styl ze 60. let 20. století

Moderní město Fryštát vznikalo již počátkem 20. století na místě původního Horního Předměstí, dnes městská čtvrť Nové Město, kde se po příjezdu prvního vlaku začaly stavět četné, převážně železárenské podniky a domy pro ubytování dělníků. Roku 1949 město dostalo nový, leč nevhodný název Karviná a okolo historické části se od 50. let 20. století začala budovat největší slezská metropole v architektonicky velmi módním Bruselském stylu. Plánovaný počet obyvatel byl 120 000, město však dosáhlo svého vrcholu na konci 80. let s počtem obyvatel téměř 90 000. V roce 1990 zde byla založena Slezská universita.

## Památky

### Historické památky
Jako památné místo ve Slezsku má Fryštát mnoho stavebních památek připomínající panování původní slezské vládnoucí šlechtické rodiny Piastovců. Soustřeďují se především v jeho historickém středu – Slezském knížecím městě, které zde bylo vybudováno v roce 1290 přesunem města z původního místa na břehu řeky Olše. Největšími dominantami města jsou:
- Městský knížecí hrad gotický z roku 1288, jehož knížecí zámek byl přestavěný renesančně roku 1511, barokně upraven roku 1677 a empírově zrekonstruován a rozšířen v roce 1792. Byl sídlem několika významných slezských šlechtických rodů, včetně knížecího rodu Piastovců. Je přístupný veřejnosti celoročně.
- Hradní kostel Povýšení sv. Kříže, původní gotická stavba postavená roku 1288. Interiér barokně přestavěn v roce 1677. Je přístupný veřejnosti. Freska umučení sv. Kateřiny je nejstarší tohoto druhu na území ČR. Jsou zde pochováni příslušníci rodu Larisch-Mönnichů.
- Knížecí dům, velkolepý měšťanský dům historicky spojen s knížecím zámkem. Pravděpodobně tento dům na náměstí obdržela v druhé polovině 16. století jako svatební dar kněžna Kateřina Sidonie od svého ženicha knížete Václava Adama III. Piasta. V domě je umístěna část Regionální knihovny.
- Radnice s věží, budova radnice pravděpodobně pochází z 15. století. Roku 1504 zde byla knížetem Kazimírem II. Piastem zřízena Radnice. Město však obdrželo městská práva již mezi léty 1024 - 1032. Budova byla empírově přestavěna v 19. století. Renesanční věž pochází z doby po požáru města v roce 1511. Je zde umístěn erb knížecích Piastovců. Veřejnosti je Radnice přístupná jen jeden den v roce, v rámci Dnů evropského dědictví.
- Knížecí pivovar, byl založen v přístavbě budovy Radnice v roce 1511. V 19. století byl pivovar přemístěn na dnešní místo v Pivovarské ulici. V původní budově roku 1574 přespal prchající polský a francouzský král Jindřich z Valois. Nyní je zde část radničních kanceláří a restaurant.
- Náměstí s přilehlými ulicemi jsou památkou na rozvoj města z počátku 14. století z dob vlády knížete Kazimíra I. Piasta. Měšťanské domy stojí na původních gotických a renesančních základech s dochovanými sklepeními, které jsou pod Fryštátem propojeny chodbou. Veřejnosti nejsou přístupné.
- Kostel sv. Marka, původně dřevěný kostel ze 16. století klasicistně přestavěný v roce 1774 hrabětem Mikulášem Taafem. Veřejnosti přístupný na objednávku a ve dnech různých příležitostí.
- Zámecký park, vybudovaný na původních honitbách v roce 1804 hrabětem Larisch-Mönnichem. Odehrálo se zde mnoho věhlasných parfósních honů pro zábavu nejvyšší evropské aristokracie.
- Lázně Darkov, založené v druhé polovině 19. století.
- Lázeňský most přes řeku Olši z roku 1925.

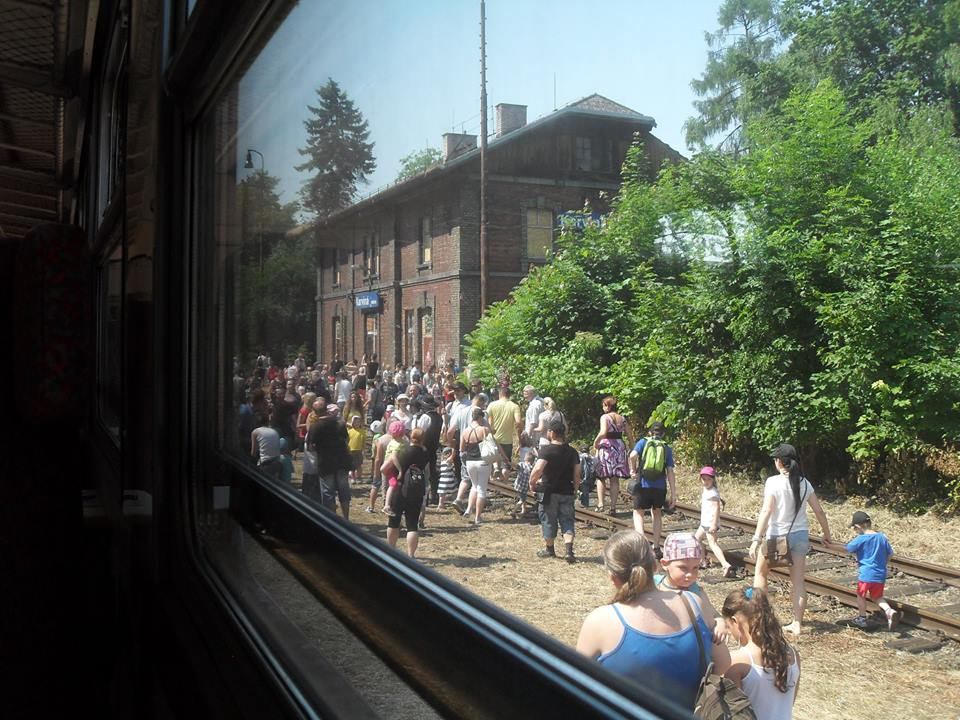
Vlakové nádraží KFNB Fryštát, dnes Karviná město

- Vlakové nádraží Severní dráhy císaře Ferdinanda z roku 1898 na prohlášení za kulturní památku čeká. Je však památným místem města a nejvýchodnějším koncovým nádražím v ČR. Symbolicky zde končí česká železniční síť.

Slezské knížecí město, tvořené městským knížecím hradem, náměstím a přilehlými uličkami bylo v roce 1992 vyhlášeno městskou památkovou zónou jako Slezské památné místo. Mnoho dalších, zejména průmyslových památek se nachází v okolí knížecího města, veřejnosti však nejsou přístupné. Fryštátskou památkou je i tramvaj č. 5, která v roce 1912 zahájila pravidelnou městskou veřejnou dopravu a je však umístěna v depozitáři Technického muzea v Brně.

### Historické stavby
městský dům čp. 34 - Jednopatrový dům na Masarykově náměstí raně novověkého původu. Dnešní podoba je výsledkem historizující úpravy. Na přelomu 18. a 19. století dům náležel malíři Kasparu Schneiderovi. V přízemí domu je dnes turistické informační centrum.

### Moderní dominanty
Po druhé světové válce se ve Fryštátě začalo budovat nové sídliště, kterého slavnostní výkop roku 1946 provedl osobně předseda tehdy ještě kapitalistické vlády Klement Gottwald. Tak vznikla Zakladatelská ulice, kam byla v roce 1952 přivedena tramvajová doprava. V padesátých letech 20. století vznikla jedna z nejdelších slezských obchodních tříd, třída Rozvoje, dnes třída Osvobození. Architektem se stal Rudolf Spáčil a projektoval na třídě tři velká náměstí. Vznikla jen dvě a jedno z nich je vyhlášenou městskou památkovou zónou SORELA. Roku 1956 na třídě byla postavena i první městská výšková administrativní budova, ve které dnes mimo jiné sídlí Úřad práce. V šedesátých letech rozvoj města pokračoval výstavbou velkolepě pojatého městského bulváru, dnešní třídy 17. listopadu, z větší částí lemovanou sakurovou alejí. Na ní, nebo v její bezprostřední blízkosti byla postavena celá řada dominantních budov ve velice módním a architektonicky nadčasovém Bruselském stylu. V sedmdesátých a osmdesátých letech byla výstavba města zakončena hrstkou tzv. Normalizačních staveb, které ovšem také stojí za to chránit jejich architekturu.

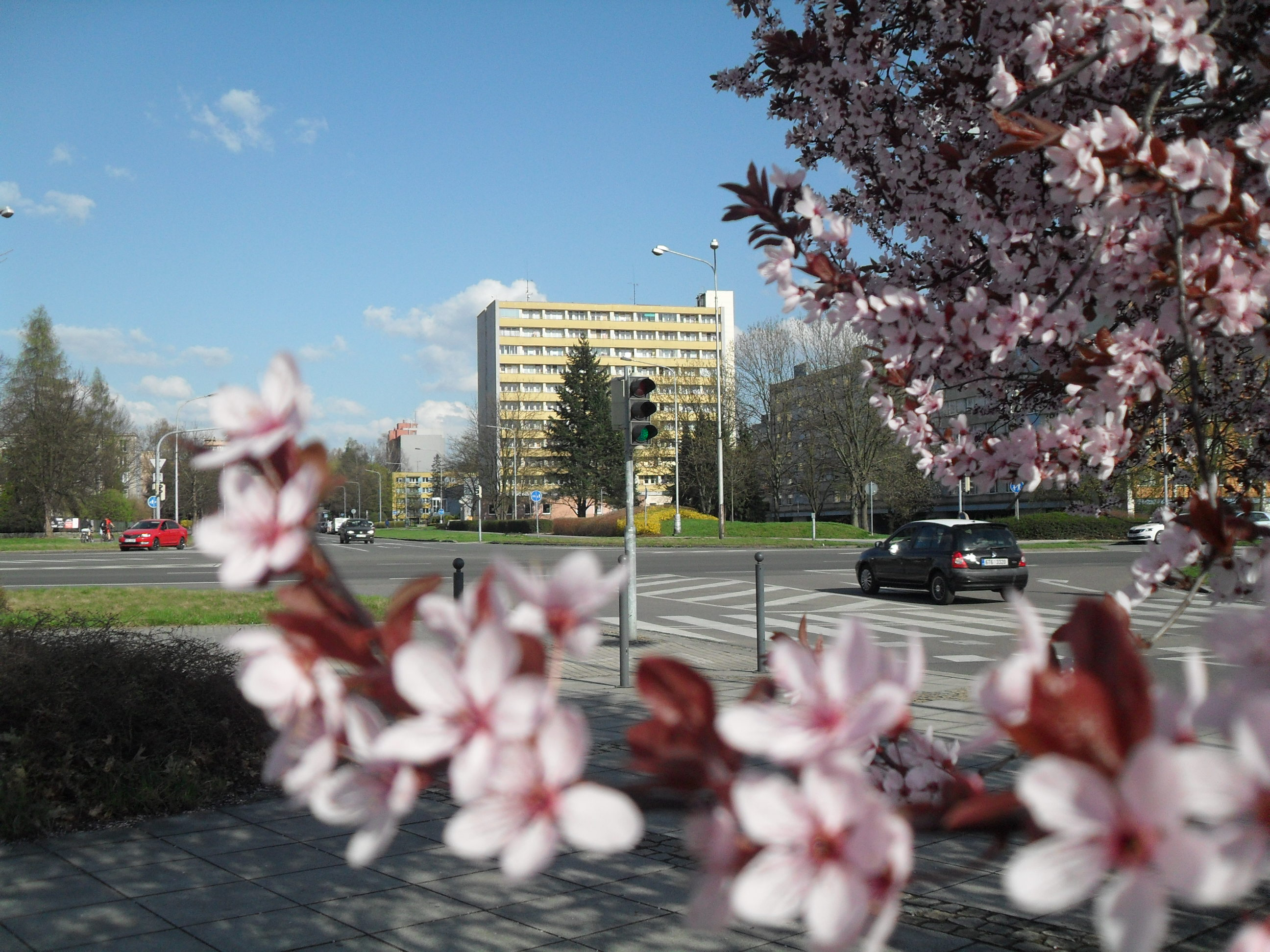
Universitní náměstí na třídě 17. listopadu, lemované sakurovou alejí

Architektura Socialistický realismus:
- Administrativní budova na tř. Osvobození – Rudolf Spáčil, 1956
- Náměstí Budovatelů – Arnošt Krejza, 1954
- Hotelový dům Předvoj – Otakar Nový, Josef Kriszek, Miloslav Čtvrtníček, 1951/52
- Krajská nemocnice V Ráji – Zdeněk Alexa, Zdeněk Strnadel, 1951

Architektura Bruselský styl:
- Dům kultury – Karel Vlček, Vladimír Černický, Jiří Klen, 1964

- Společenská hala – Miroslav Gola, 1965
- Magistrát – Oldřich Pražák, Miroslav Gola, 1968

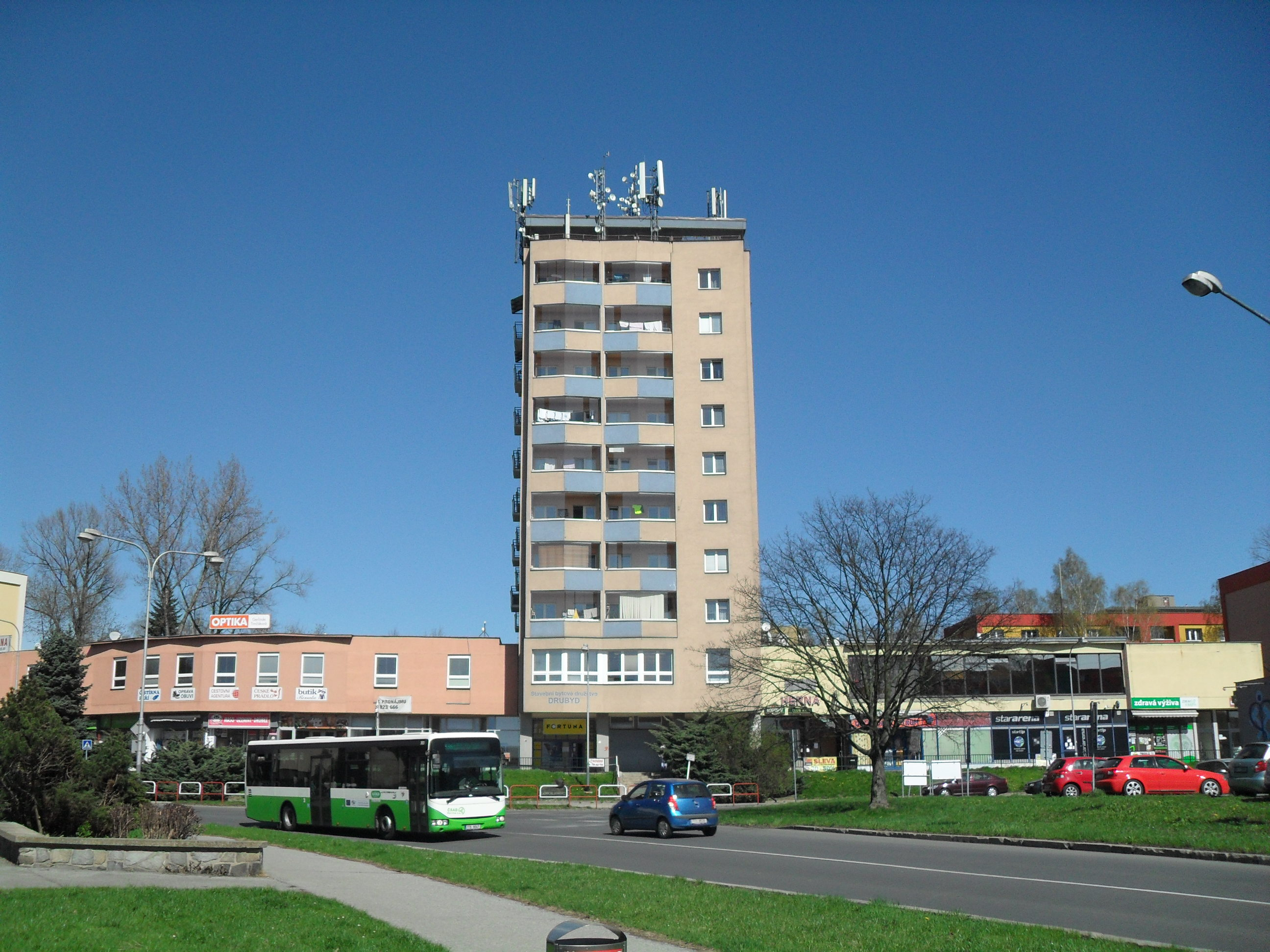
Bruselský styl Gagarinova náměstí s dominantní výškovou budovou

- Obchodní dům PRIOR – Jan Melichar, 1963

- Dům Mládeže – ?, 1964
- Hlavní nádraží – ?, 1963
- Kulturní dům Kovona – kr. proj. ústav BLAVA, 1962
- Administrativní výšková budova KOVONA – ?, ?
- Obytný výškový dům a kavárna U Slunka – Jiří Klen, Oldřich Pražák, 1959
- Gagarinovo náměstí – Jiří Klen, Oldřich Pražák, 1959
- Obytné budovy na předměstí Ráj – ?, ?

Architektura Normalizační stavby:
- Kino Centrum – Jiří Kučera, Stanislav Svoboda, Václav Šafář, 1963/64
- Rehabilitační středisko Lázní Darkov – Zdeněk Kupka, Zdeněk Strnadel, Ladislav Vitoul, Zdeněk Štastný, František Michališ, 1969
- Obchodní centrum Hvězda – Alois Stránský, Jiří Dvořáček, 1981/84
- Slezská univerzita – 1987/88
- Trojčata – nejvyšší obytné budovy

### Muzea a galerie

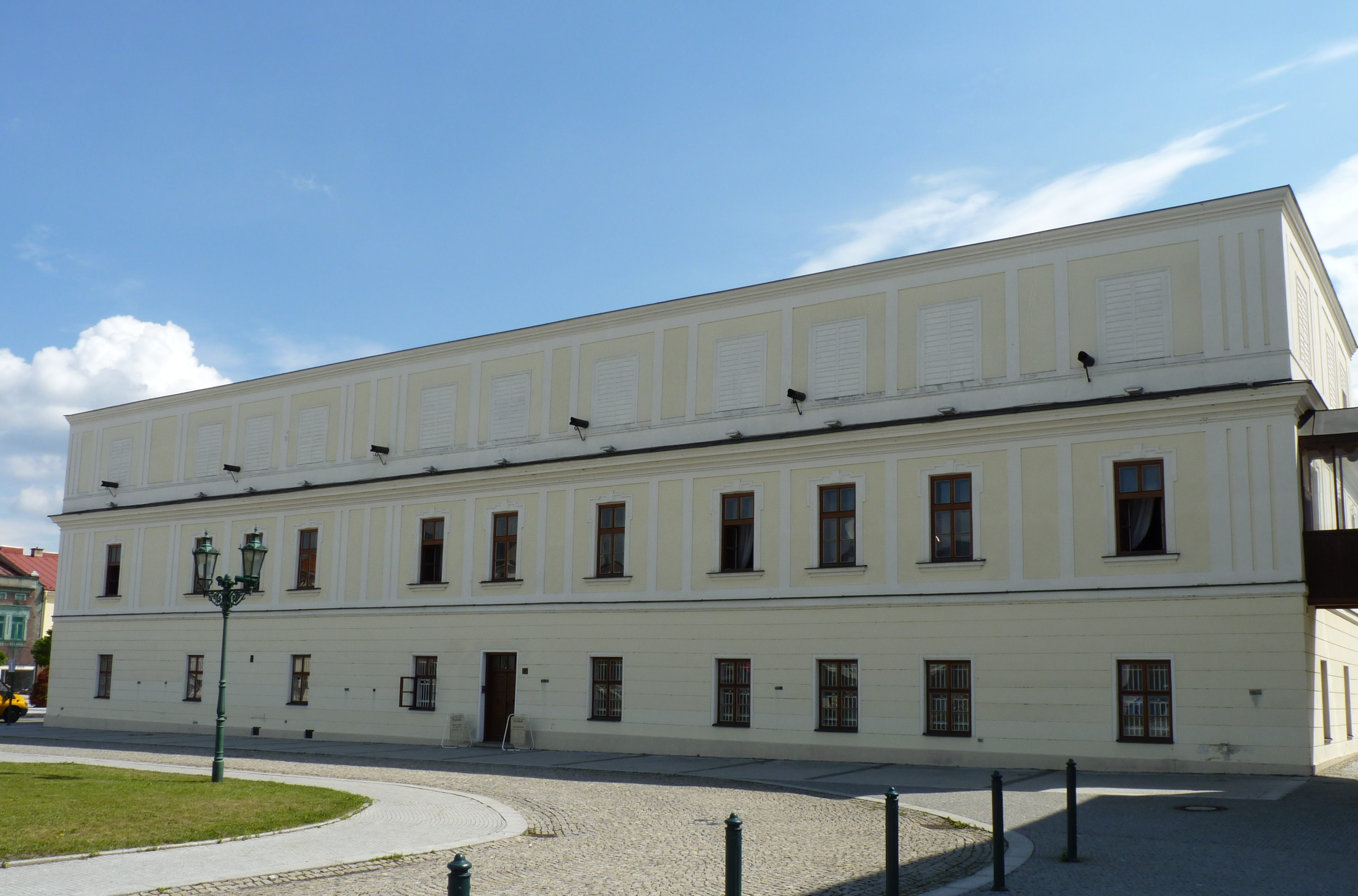
Zámecký Lottyhaus je sídlem pobočky Národní galerie Praha

Historické centrum Karviné – slezské knížecí město Fryštát, je také sídlem většiny uměleckých stánků nacházejících se na území města. Jsou to zejména:
- Knížecí zámek fryštátského hradu – otevřený veřejnosti celoročně. Nabízí 4 prohlídkové trasy a sezónní tematické akce. K vidění je historicko-umělecký mobiliář fryštátské aristokracie z dob od 16. století po přelom 19. a 20. století.
- Národní galerie Praha – pobočka Národní galerie sídlí v zámecké budově Lottyhaus. Otevřena je pro veřejnost celoročně. K vidění jsou umělecko-historické sbírky předních českých umělců 19. a 20. století.
- Museum Těšínska – pobočka musea sídlí v budově bývalých zámeckých koníren. Otevřena je pro veřejnost celoročně. K vidění je stálá expozice o vývoji města a tematické expozice ze sbírek Musea Těšínska.
- Galerie Pod věží – galerie sídlí ve sklepních prostorách Radnice. K vidění jsou díla místních umělců.
- Galerie Slezské university – galerie sídlí v hlavní budově Slezské university Karviná. K vidění jsou tematické expozice.
- Městské a hornické museum – museum je nyní ve fázi přípravy. Bude sídlit v domě lékárníka Bayera na náměstí a k vidění budou tematické expozice.

## Šlechtická sídla ve Fryštátě
Fryštát byl od roku 1290 do roku 1945 sídlem nejvyšší slezské šlechty, ale i jiných slezských významných aristokratických rodů, nebo jednotlivců, které historické prameny uvádějí jako "Velkoměšťany". Architektonické nálezy z roku 2017 potvrdily, že ve Fryštátě již od konce 13. století žili velmi bohaté rodiny. Nalezené předměty ukázaly jejich vysokou hodnotu, v širokém slezském okolí dosud nevídanou.

### Městský knížecí hrad Fryštát

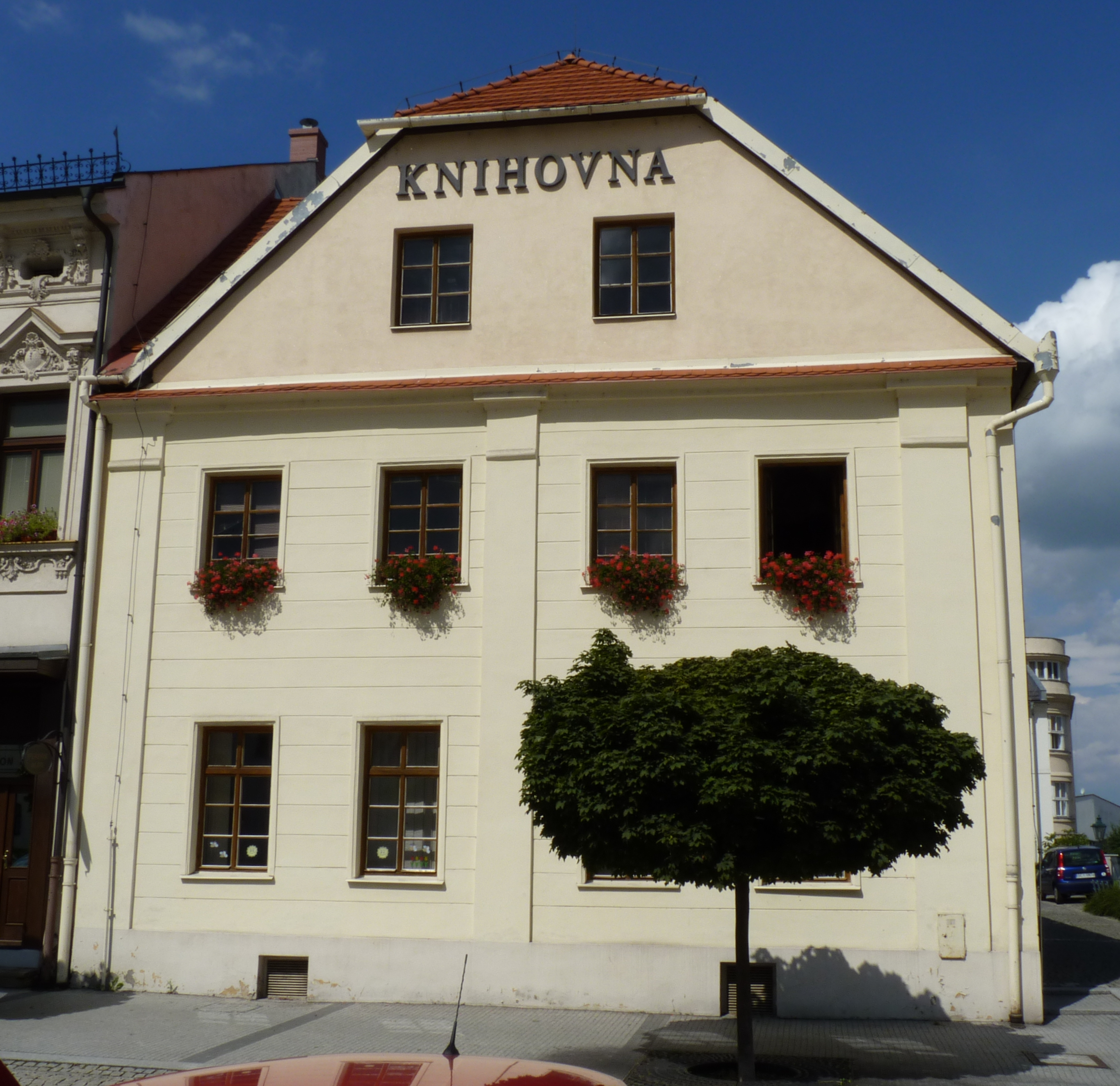
Knížecí dům

Výstavbu hradu započal roku 1288 kníže Měšek I. Piast, aby motivoval fryštátské měšťany postavit své domy na novém místě, vyvýšeném oproti místu, kde stávalo první město. Jeho prvním posláním bylo pomáhat Slezskoostravskému hradu při ochraně moravsko-slezských hranic, který byl pravděpodobně postaven současně se zámkem ve Fryštátu, s ohledem na to, že Slezskoostravský hrad měl mnohem více obranných prvků. Po připojení Slezska k Českému království v roce 1327 ztratil Slezskoostravský hrad pro Piastovce smysl, a proto byl prodán. Naproti tomu zámek Fryštát, kolem kterého tou dobou již kvetlo nové město, byl knížetem Kazimírem I. goticky přestavěn na knížecí rezidenci. Ve stejné době byl goticky přestavěn i hrad v Těšíně (Cieszyně) Parléřovými učenci, lze tedy předpokládat, že i přestavba Fryštátu je z této dílny. Zámek se stal druhým sídlem Piastovců a jeho první stálou obyvatelkou byla v první polovině 15. století kněžna Eufemie Mazovská, zvaná Ofka, která rovněž zámek zvelebila.  Od této doby téměř všechna Piastovská knížata přesouvala hlavní sídlo z Těšína do Fryštátu. Roku 1511 zámek z větší části vyhořel, a protože středověká sídla již vycházela z módy a byla nahrazována pohodlnějšími zámeckými budovami, i zámek Fryštát byl po požáru zrekonstruován v renesančním stylu v pohodlné sídlo. Již ale bez postranních křídel věže. Severní opevnění bylo zbouráno a hrad splynul s městem. Od 16. do začátku 20. století se na zámku událo mnoho významných společenských událostí. Roku 1677 byly jeho interiéry barokně upraveny a koncem 18. století byl opět rozšířen na původních gotických základech a stavebně propojen s přilehlým kostelem. V polovině 19. století byla ještě navíc k zámku přistavěna vedlejší budova Lottyhaus, nesoucí jméno po komtese Charllotě, která se zde narodila.

### Zámek Ráj
Na okraji Fryštátu směrem na Těšín, byl v roce 1569 postaven atriový renesanční zámek Ráj. Jeho stavitelem byl fryštátský kníže Fridrich Bedřich Kazimír III. Piast Fryštátský, který do něj hodlal definitivně přesunout hlavní sídlo piastovského knížectví. Zámek byl postaven, ale o dva roky později Piastovci ve Fryštátě vymřeli. Zámek byl prodán a sloužil jako příležitostná nebo trvalá šlechtická sídla. Až teprve koncem 19. století byl opět součástí knížecího zámku ve Fryštátě, na kterém sídlil hraběcí rod Larisch-Mönnichů. Po druhé světové válce zámek nenacházel své trvalé uplatnění, začal chátrat a roku 1980 byl zbořen. Zůstala po něm jen zámecká zahrada a několik drobných stavebních torzů, např. zámecké sklepení. Název Ráj je počeštělý úřední název původního názvu ROY, což ve správném překladu do češtiny znamená "Král".

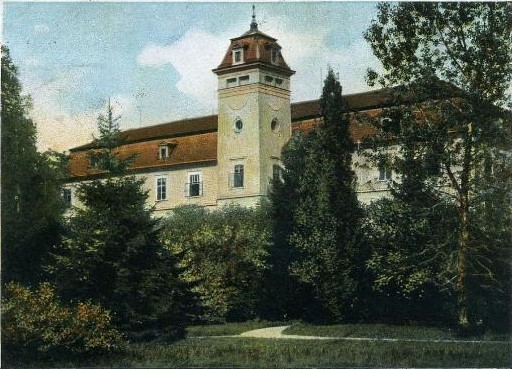
Renesanční zámek Ráj na okraji Fryštátu v Karviné.
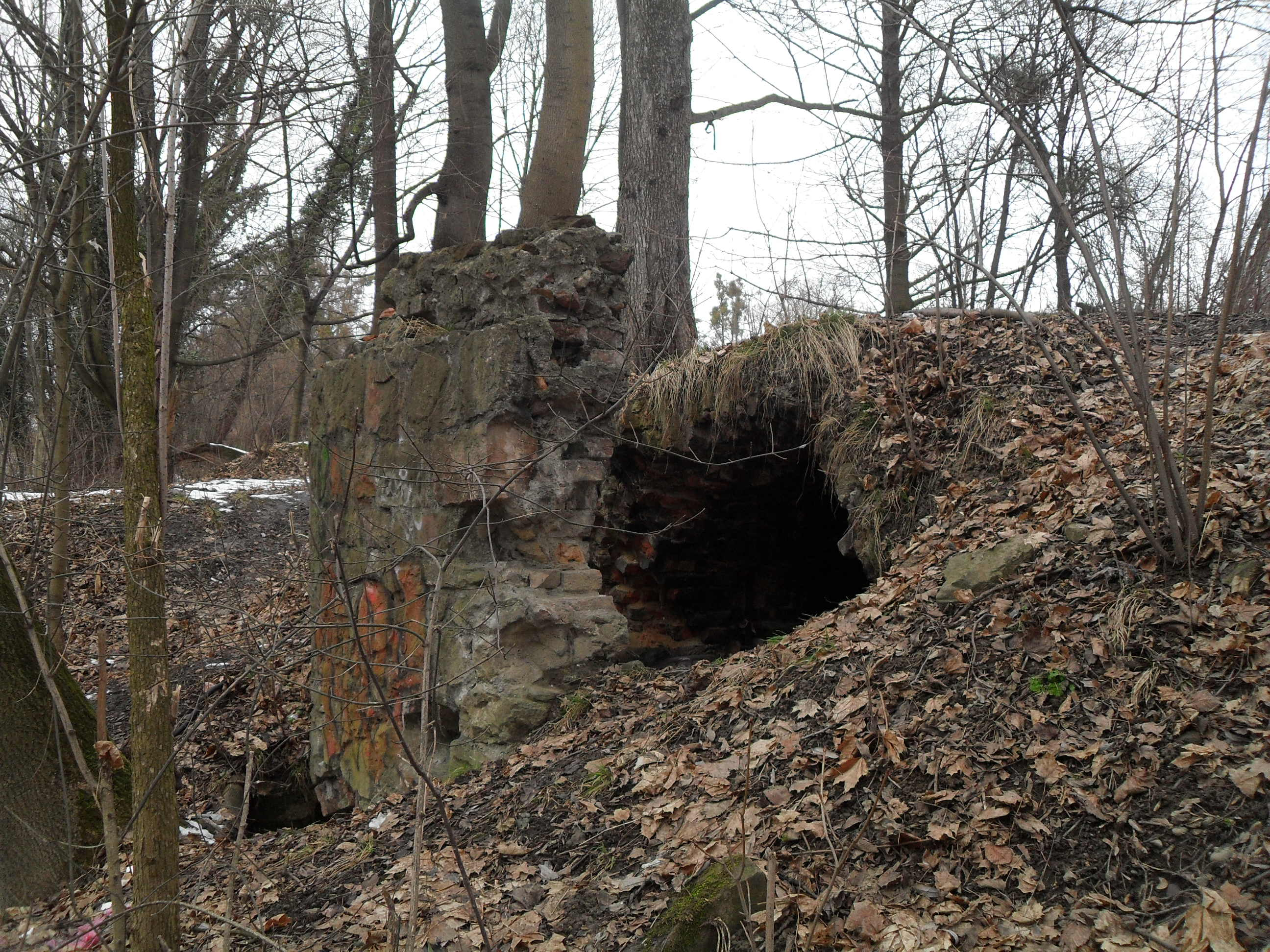
Ruiny zámeckého sklepení v roce 2019
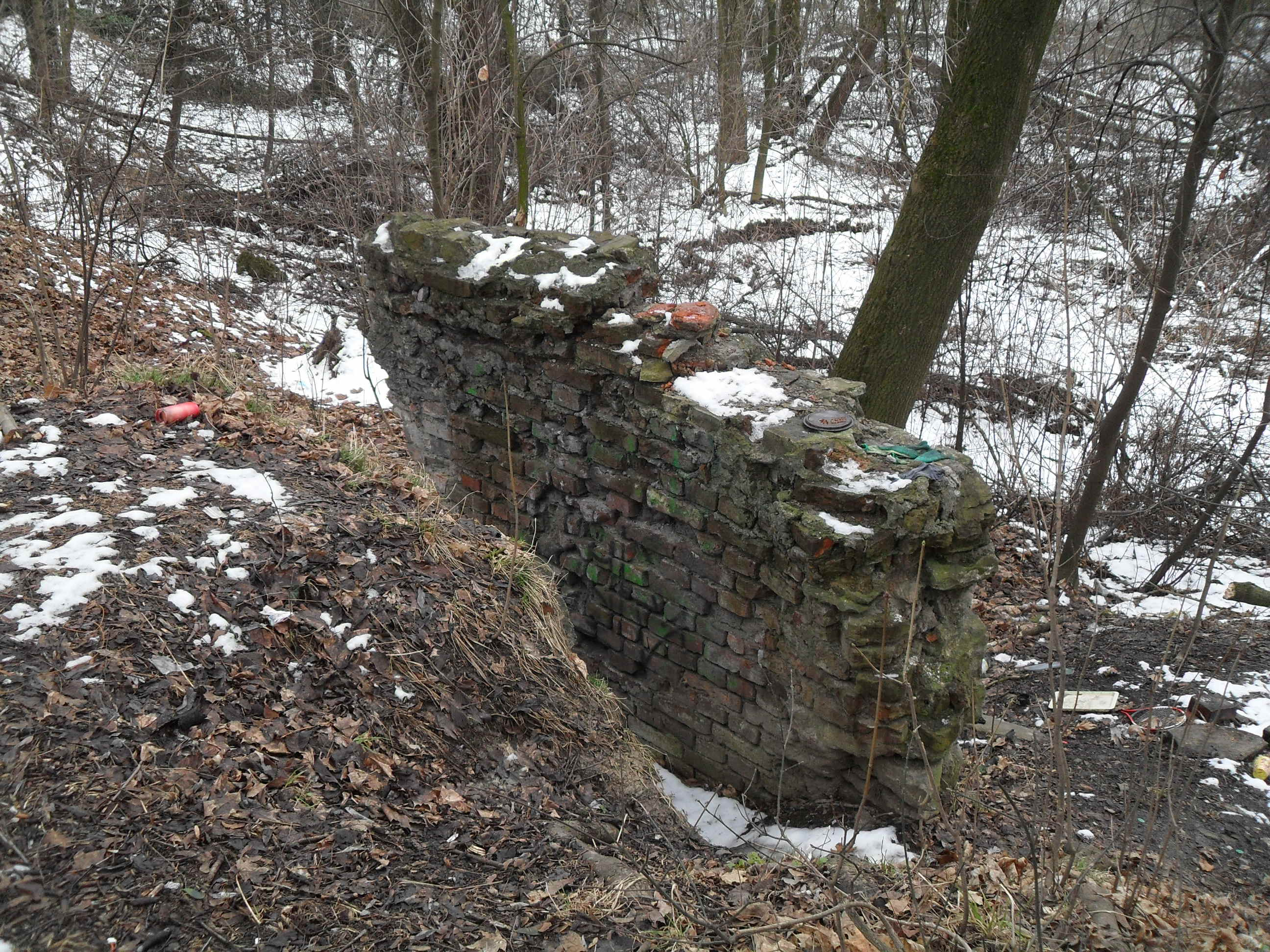
Ruiny zámeckého sklepení v roce 2019
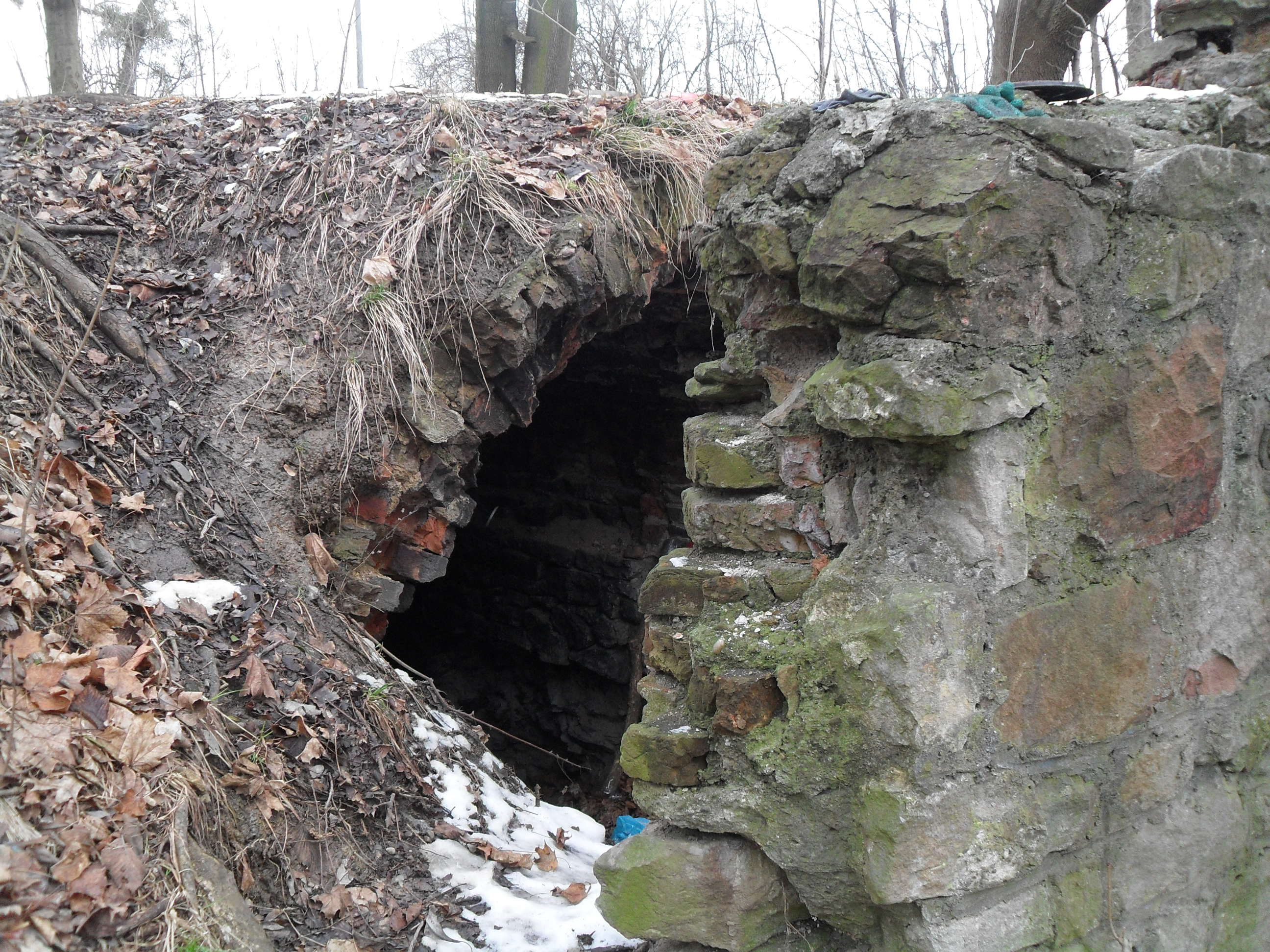
Ruiny zámeckého sklepení v roce 2019
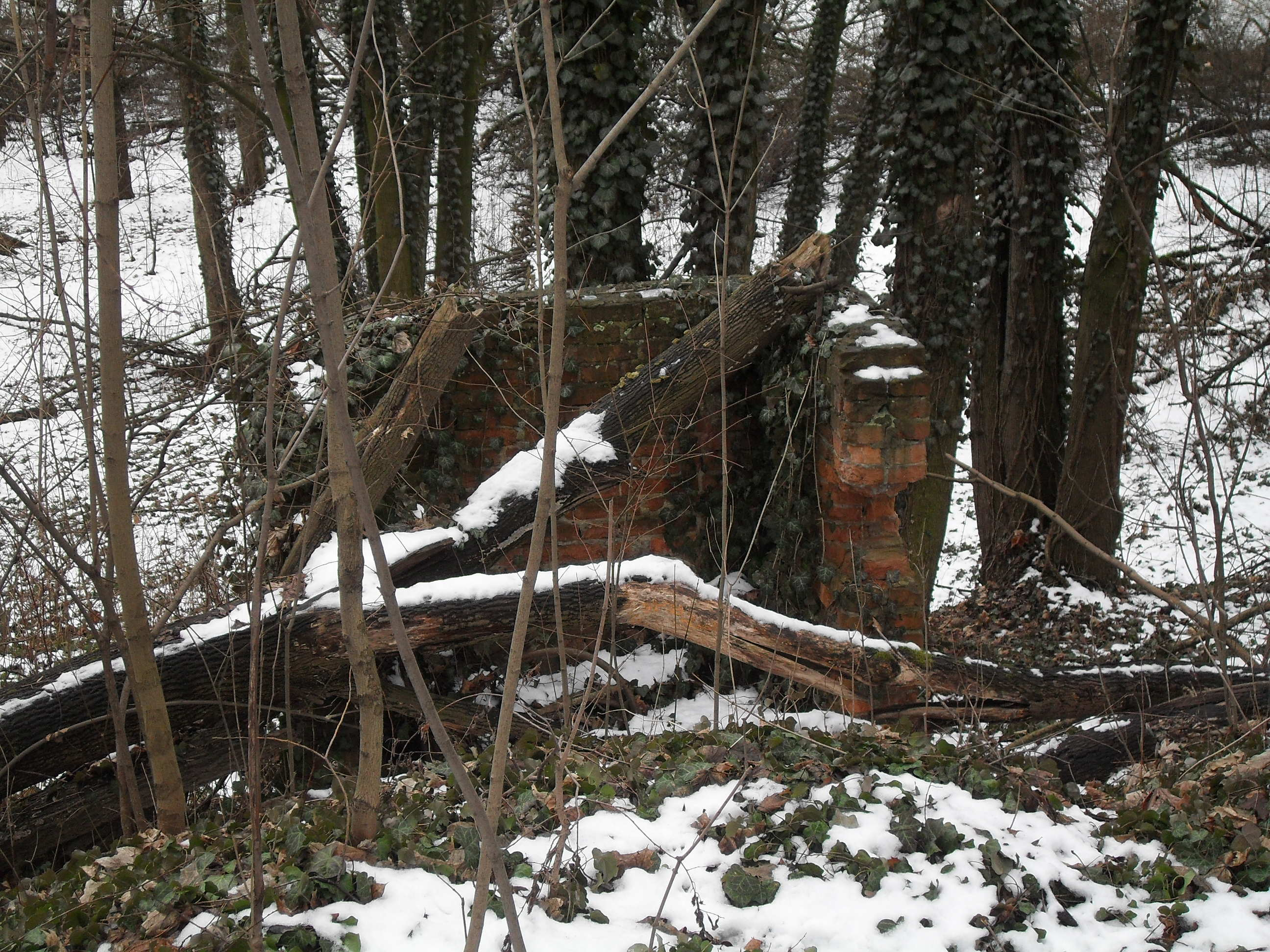
Trosky stavby poblíž zámku
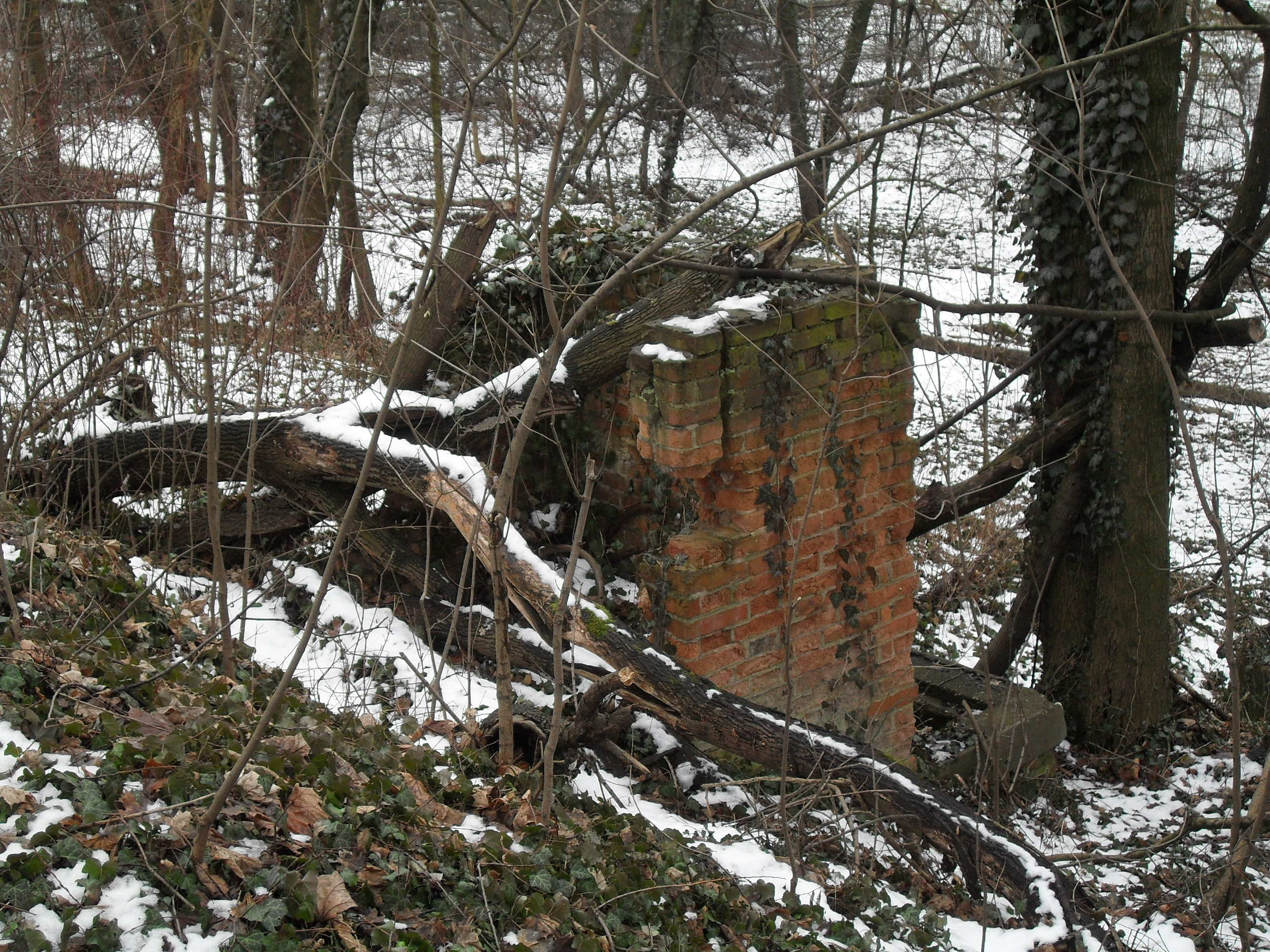
Trosky stavby poblíž zámku
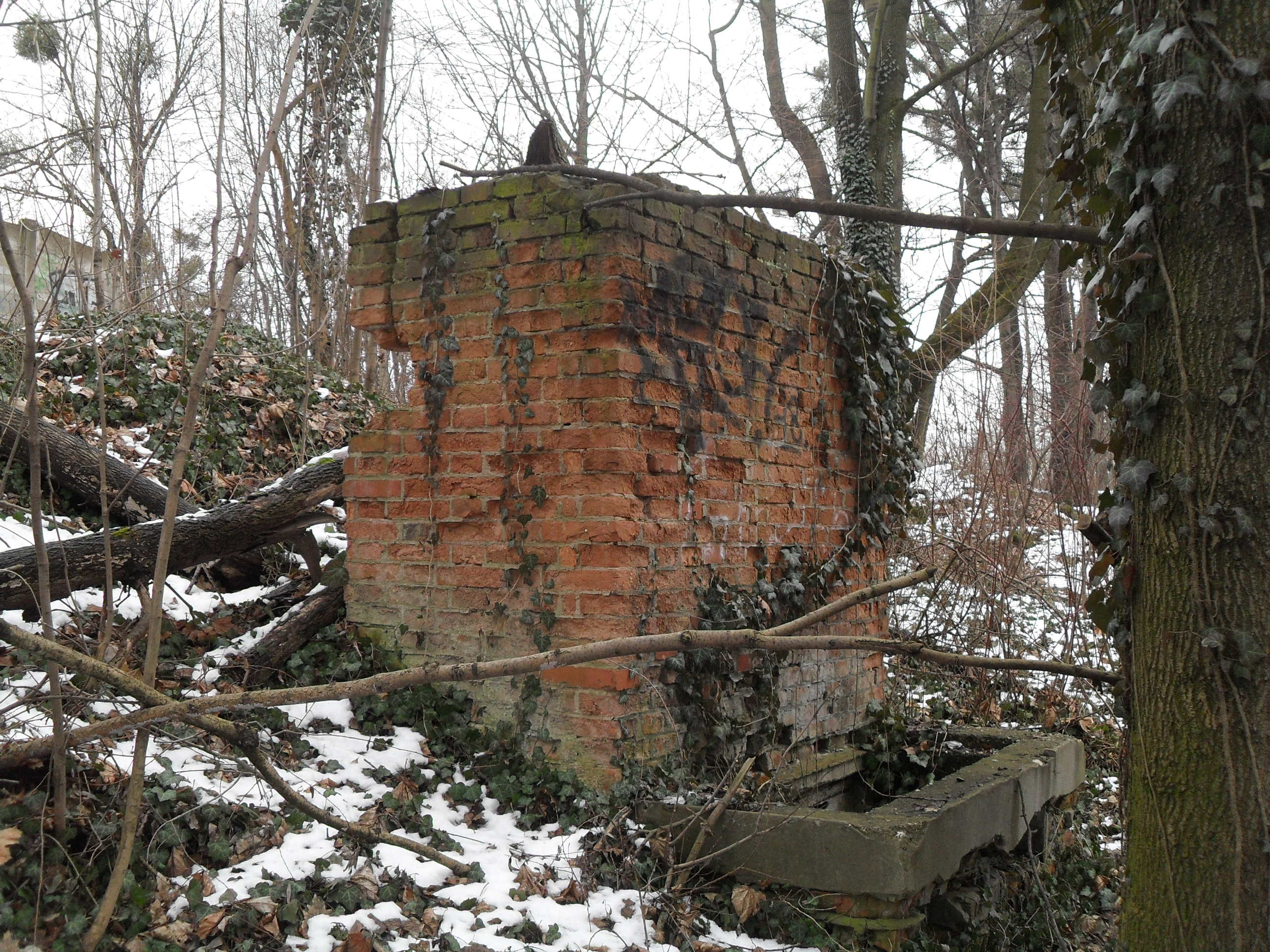
Trosky stavby poblíž zámku

### Knížecí dům
Velkoměšťanský dům na náměstí pravděpodobně postavený ve 14. století a několikrát stavebně upravován má dochovaný velmi cenný mázhaus. Pravděpodobně je to právě tento dům, který kněžna Kateřina Sidonie dostala od knížete Václava Adama II. Piasta jako svatební dar, ve kterém, po Václavově smrti, příležitostně úřadovala. Další osudy tohoto domu nejsou zcela jasné, ale sdílel osudy zámku. I za dob Larisch-Mönnichů stále patřil k zámku a sídlil v něm zámecký Major Domus. V 19. století dostal knížecí dům empírovou fasádu a spolu se zámkem se stal největší dominantou města. Dnes v domě sídlí část Regionální knihovny.

## Historické a společenské události ve Fryštátě
Po celou dobu existence Slezského knížecího města Fryštátu se v něm odehrávalo mnoho významných událostí. Je to dáno tím, že zde sídlila jednak nejvyšší slezská šlechta, ale i jiná významná aristokracie. Dalším činitelem událostí byla výhodná, jednodenní vzdálenost koňmo od královského města Krakowa, kam přes Fryštát vedla důležitá cesta z Vídně, Vratislavi (Wroclaw) nebo Prahy, takže se ve Fryštátě ubytovávaly běžné ale i královské průvody.
- 1386 – ve Fryštátě byla notářsky ověřena Lenní smlouva uzavřená roku 1327 mezi českým králem Janem Lucemburským a Piastovským knížetem Kazimírem I.
- 1506 – od tohoto roku, tedy v době vlády knížete Kazimíra II. Piasta byli častými hosty na hradě Fryštát králové z rodu Jagellonců
- 1525 – na knížecím zámku se konaly zásnuby prince Václava Adama II. Piasta a Marie z Pernštejna
- 1543 – na knížecím zámku se konala předsvatební hostina Alžběty Habsburské, dcery císaře Ferdinanda I. která jela do Krakowa provdat se za krále Zikmunda II. Jagellonského.
- 1564 – na nádvoří hradu Fryštát proběhly velkolepé oslavy na počest uvítání nové fryštátské kněžny Kateřiny z Lehnice, novomanželky fryštátského knížete Fridricha Bedřicha Kazimíra III. Piasta. K této příležitosti zde proběhly rytířské turnaje
- 1574 – v hostinci knížecího pivovaru se ubytoval král Jindřich z Valois, který tajně prchl z Krakowa do Paříže, aby se stal novým francouzským králem
- 1566 – ve Fryštátě se narodila Piastovská princezna Kateřina Fryštátská
- 1567 – na knížecím zámku probíhá velká předsvatební oslava kněžny Kateřiny Sidonie, která se následně provdala za knížete Václava Adama III. Piasta
- 1569 – ve Fryštátě umírá kněžna Kateřina z Lehnice
- 1572 – ve Fryštátě je zřízena komise za účelem prodejem fryštátské části knížectví, jež se tímto již natrvalo vymanilo z jejich moci
- 1877 – Fryštát navštěvuje následník rakouského trůnu, princ Rudolf Habsburský
- 1906 – Fryštát navštívil císař František Josef I.
- 1910 – Fryštát navštívil následník trůnu František Ferdinand d'Este
- 191? – Několikrát poctil Fryštát svou návštěvou německý císař Vilém II. Pruský
- 1913 – Fryštát navštívil následník trůnu František Ferdinand d'Este
- 1916 – Fryštát navštívil bulharský král Ferdinand
- 1930 – Z balkonu knížecího zámku pozdravil měšťany první československý prezident Tomáš G. Masaryk

Výčet návštěv a společenských událostí není kompletní. Do Fryštátu jezdili za léčením v darkovských lázní četné výpravy evropských i světových aristokratů, politiků, umělců a sportovců.

### Královská galerie

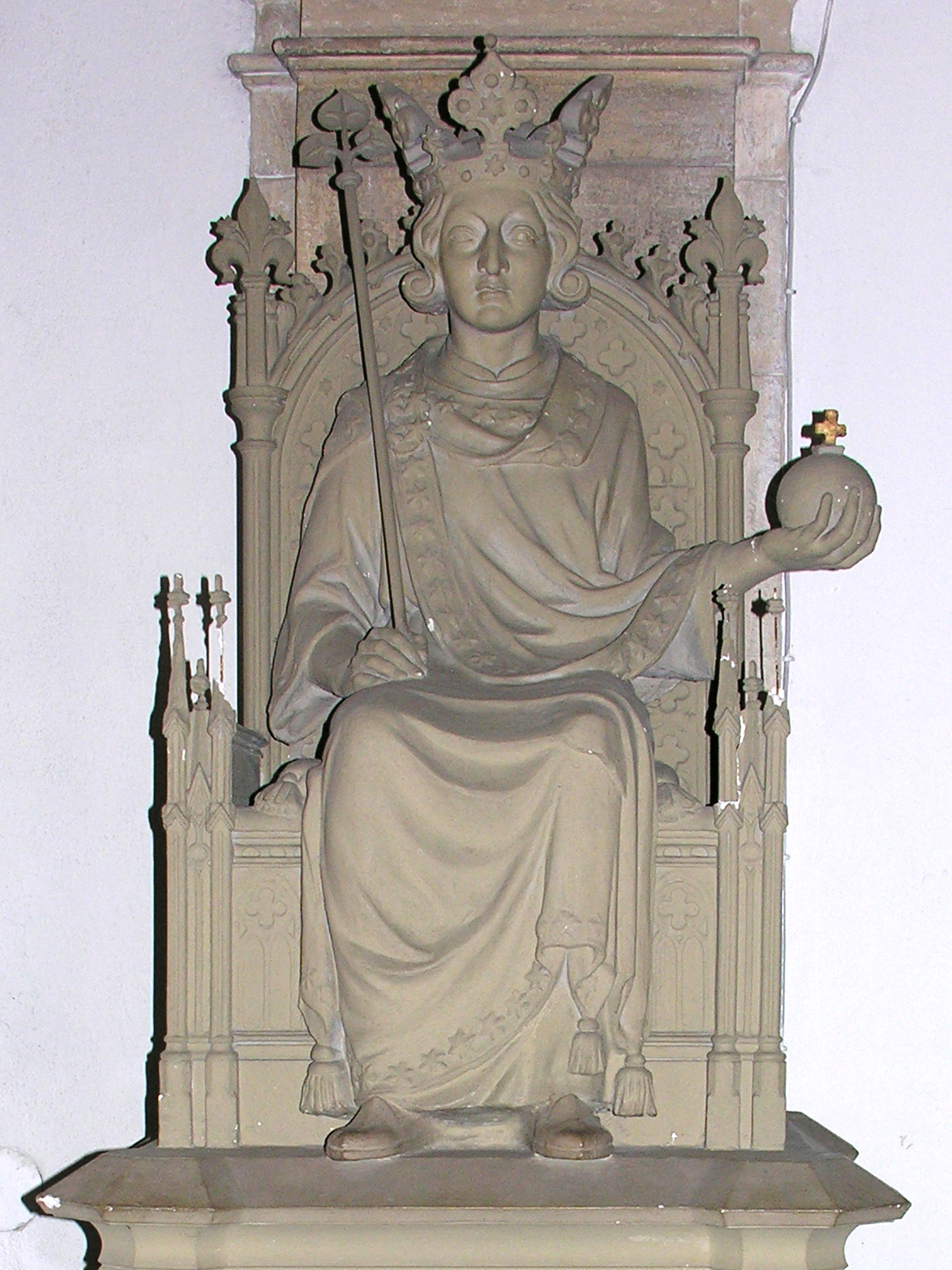
Král Václav III. Přemyslovský pravděpodobně zavítal do Fryštátu v rámci zásnub s Violou Těšínskou, pozdější královnou Alžbětou Přemyslovskou.
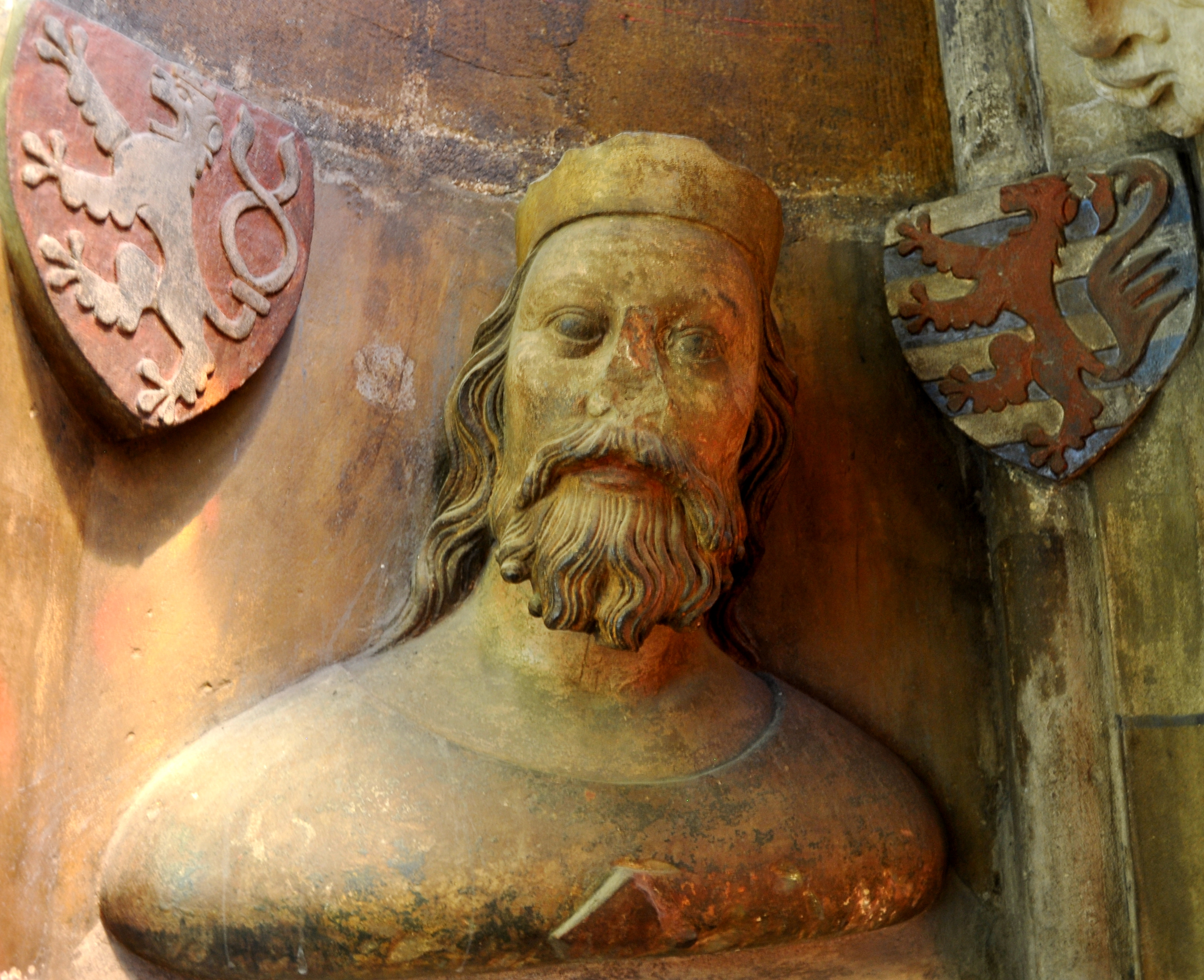
Roku 1327 připadl Fryštát v léno českých králů. Prvním byl Jan Lucemburský.
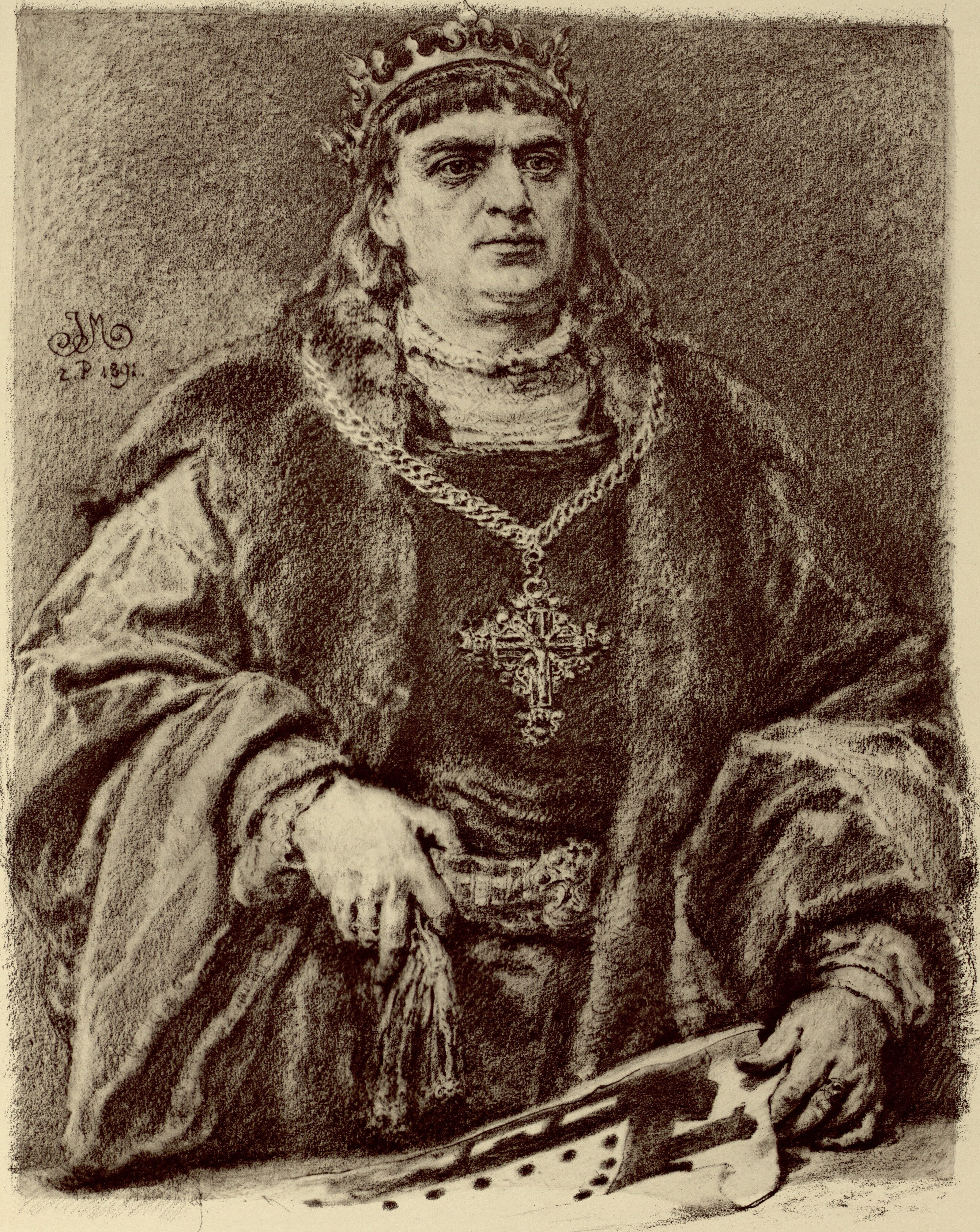
Polský král Zikmund I. Jagellonský počátkem 16. století častokrát "utíkal" z Krakowa za rybařením na fryštátských rybnících.
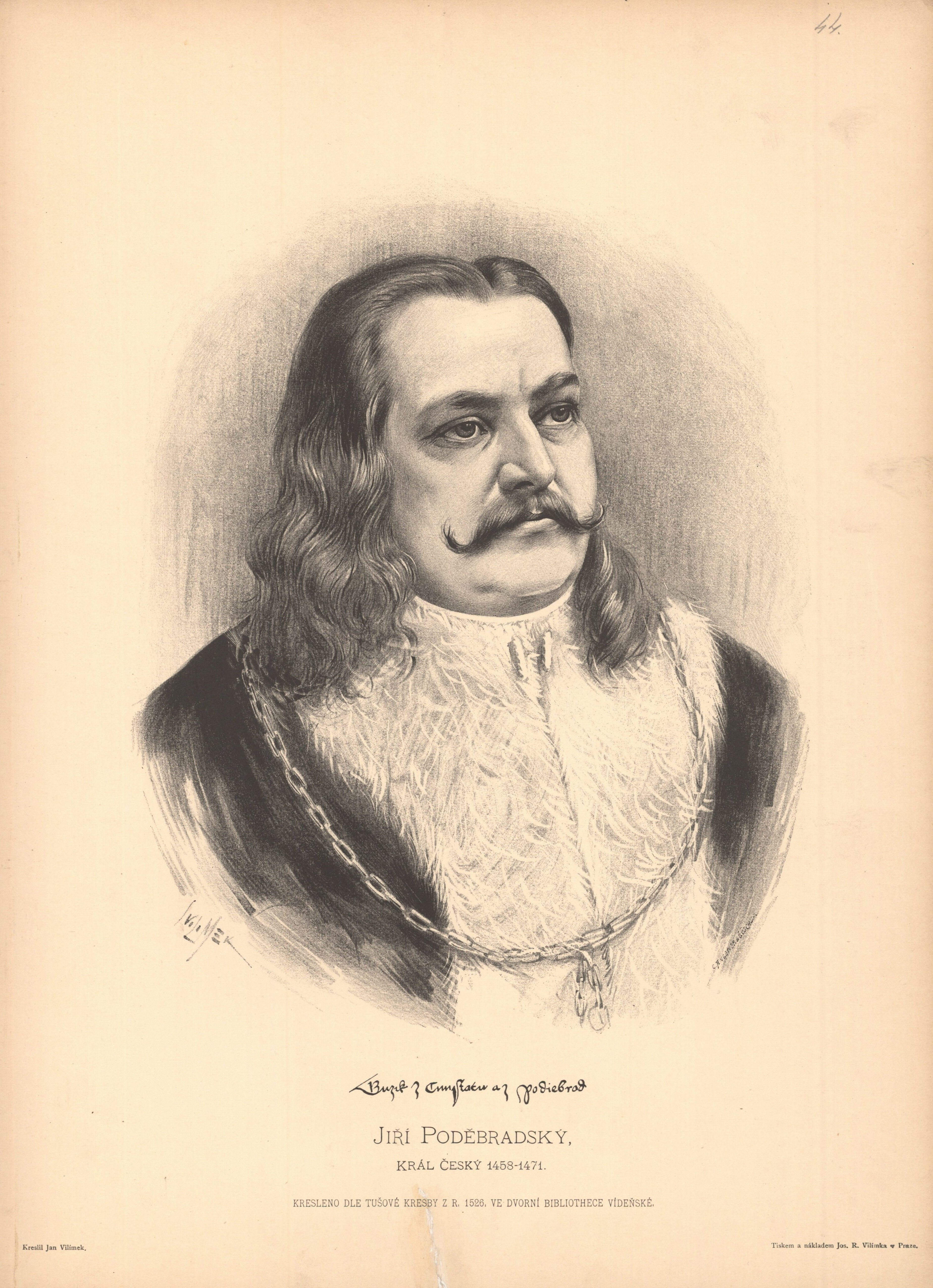
Král Jiří z Poděbrad měl na fryštátském hradě své potomky. Vnučka Johana zde v druhé polovině 15. století žila po boku svého muže, knížete Kazimíra II.
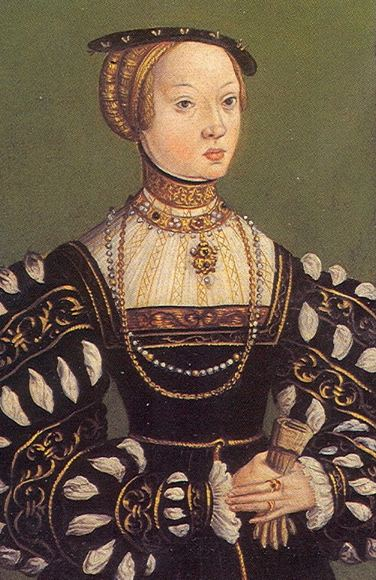
Královna Alžběta Habsburská měla roku 1543 ve Fryštátě předsvatební hostinu. Její doprovod čítal na 1500 osob.
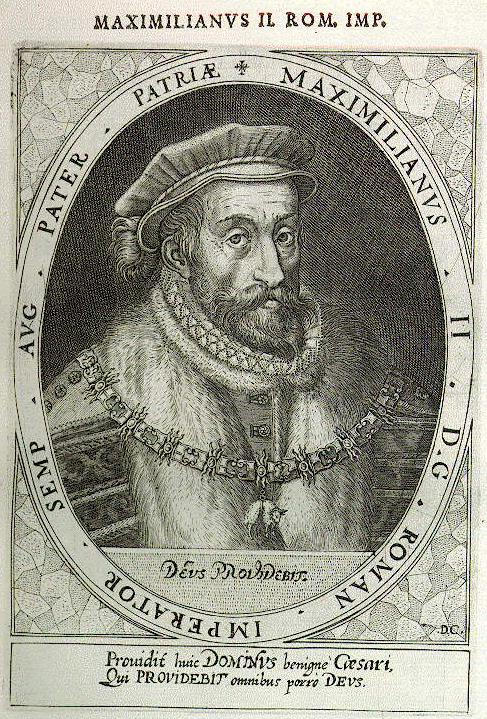
Císař Maxmilián II. Habsburský dostal nabídku ke koupi Fryštátu, ale královská pokladna ho donutila Fryštát roku 1573 prodat.
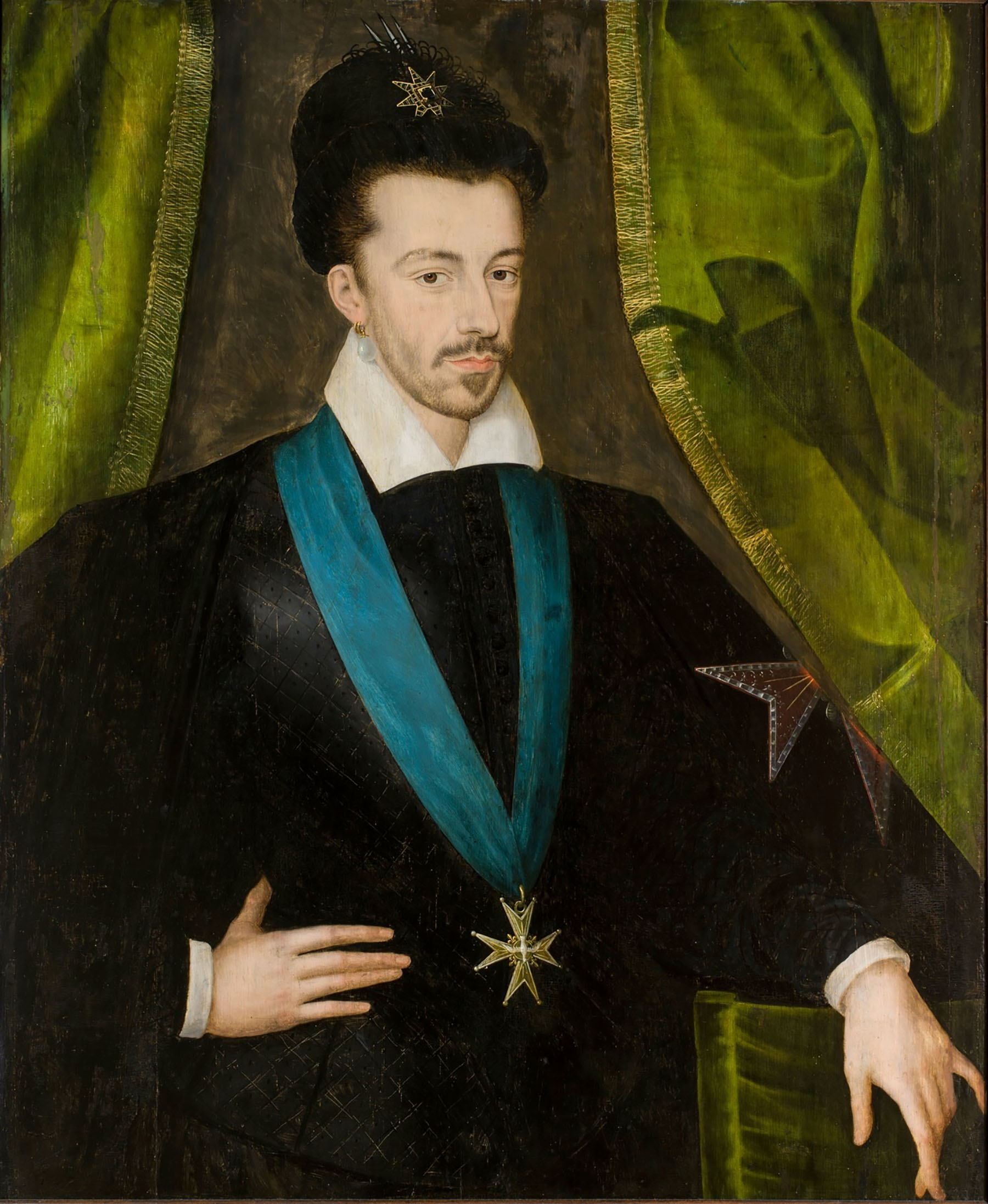
Polský a francouzský král Jindřich III. z Valois roku 1574 na svém útěku z Krakowa do Paříže přenocoval ve Fryštátě, v hostinci knížecího pivovaru u Radnice. Dnes je v hostinci Asia restaurant.
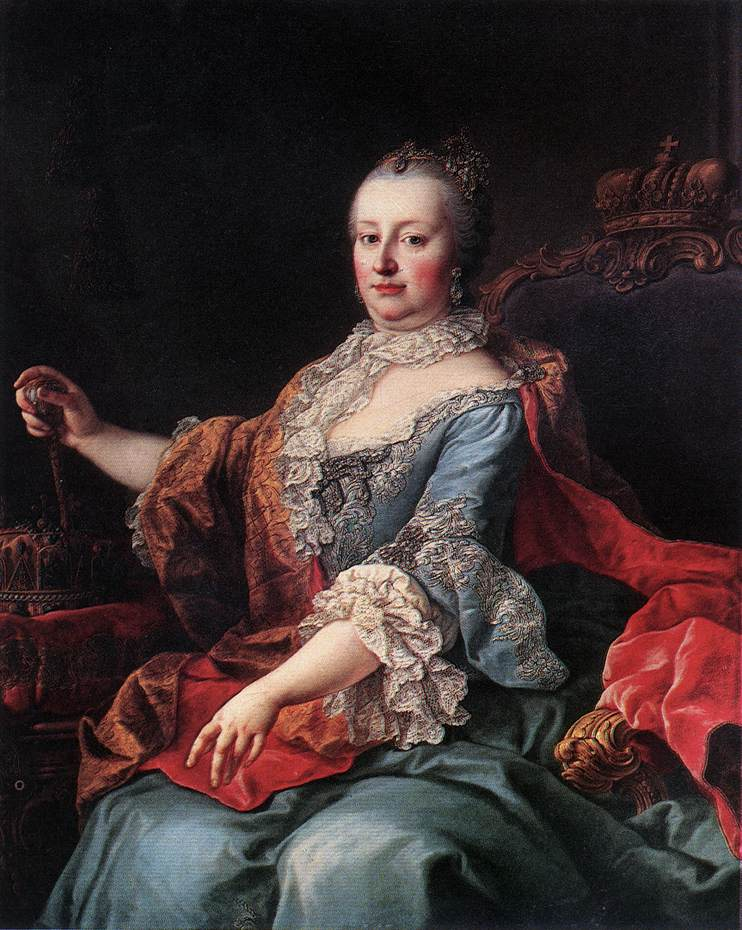
Císařovna Marie Terezie roku 1770 zavedla ve Fryštátě dochované číslování domů. Během Slezsko – Pruských válek, její vojska mnohokrát mašírovala přes Fryštát.
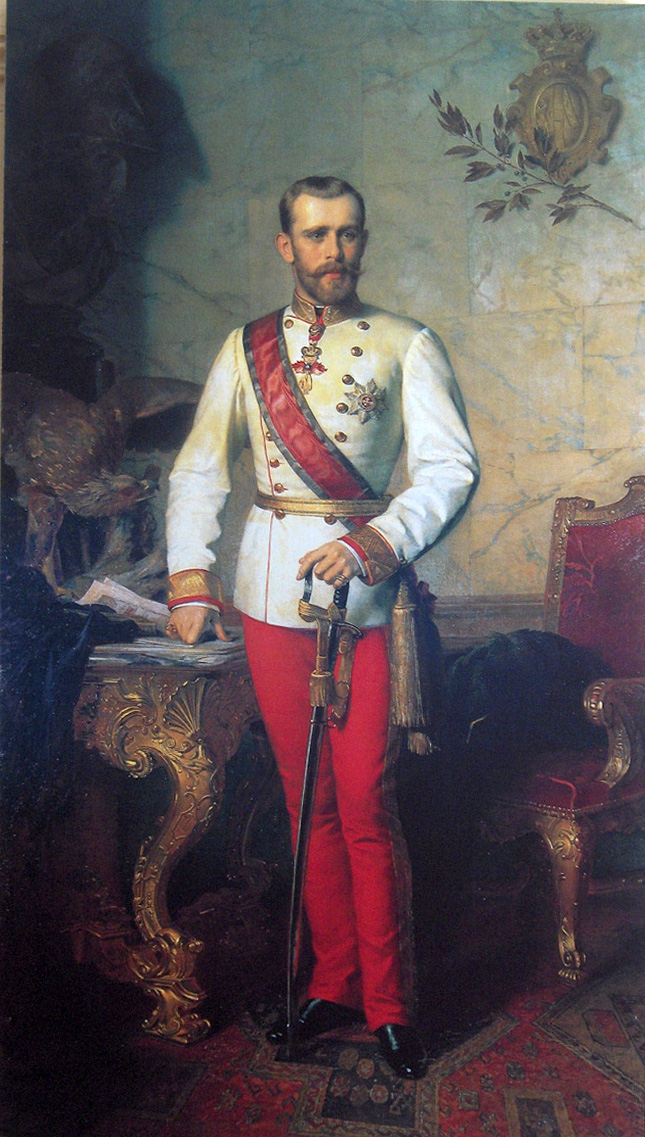
Korunní princ Rudolf Habsbursko - Lotrinský byl hostem knížecího zámku v roce 1877. Jeho sestřenice Marie z Wallersee se na zámek dva týdny předtím provdala.
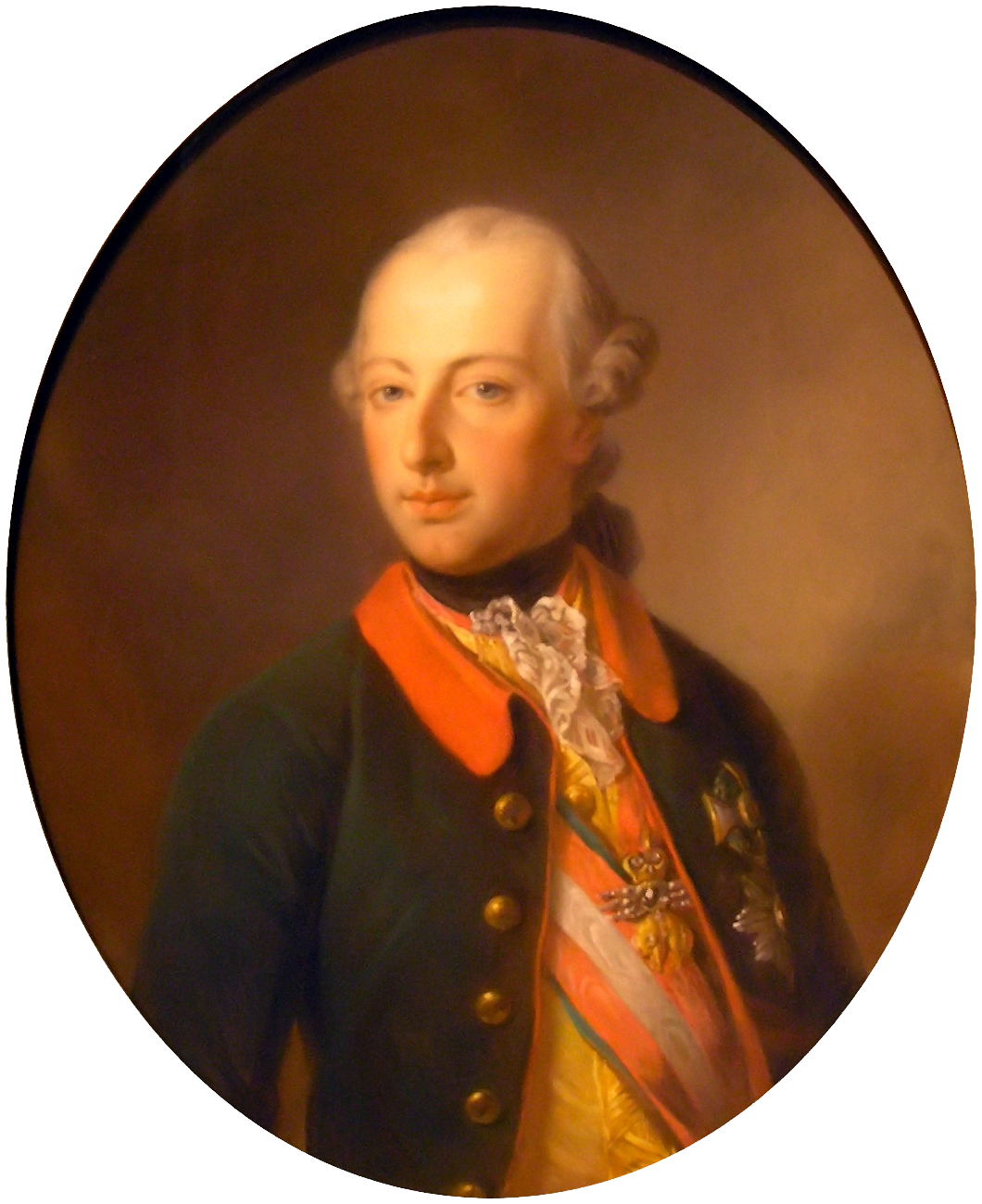
Reformy císaře Josefa II. způsobily v roce 1784 zrušení fryštátského špitálu svatého Bartoloměje. Budova byla přestavěna na školu, ale dnes v ní sídlí Česká pošta.
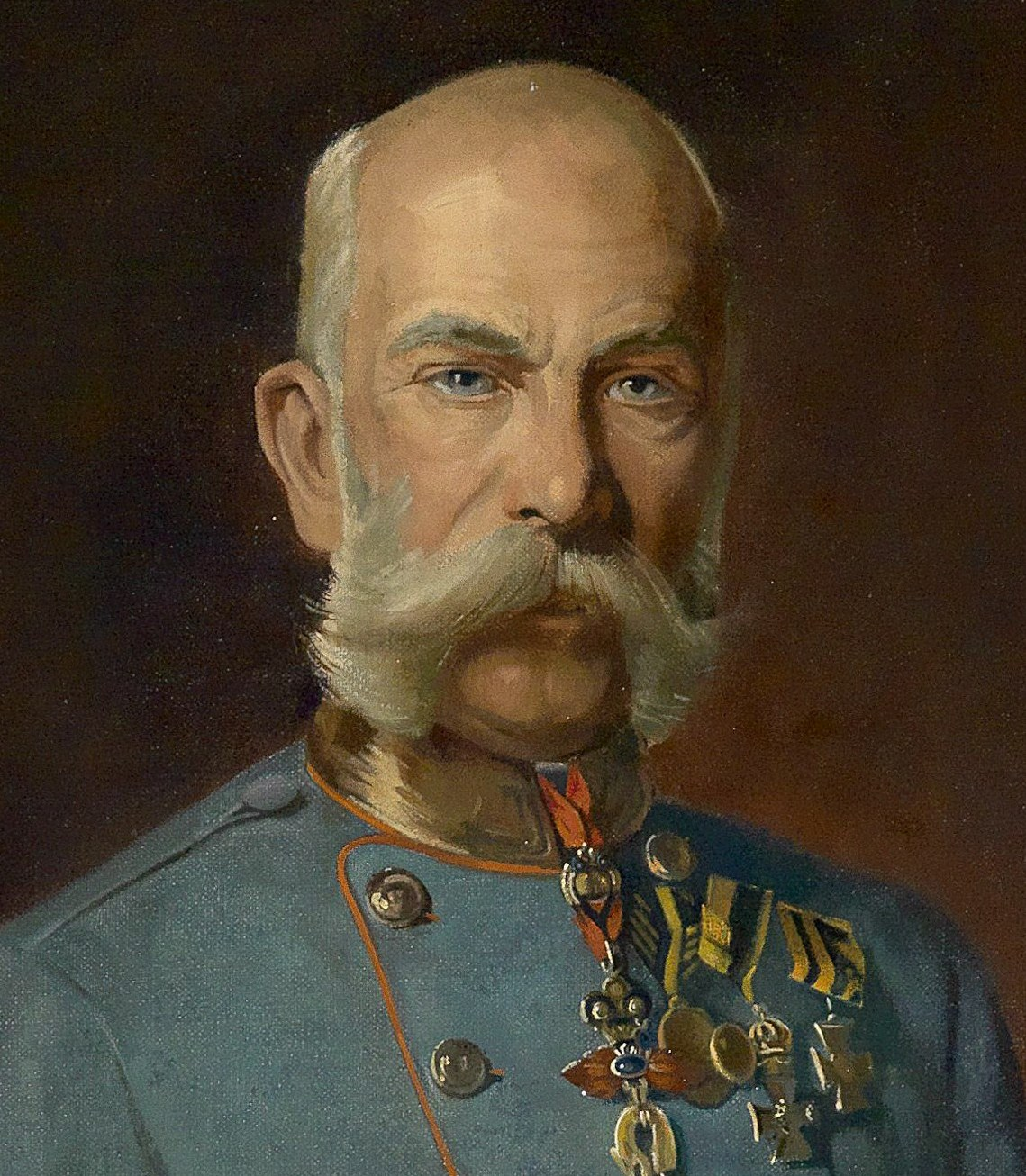
Císař František Josef byl hostem na knížecím zámku koncem 19. století.
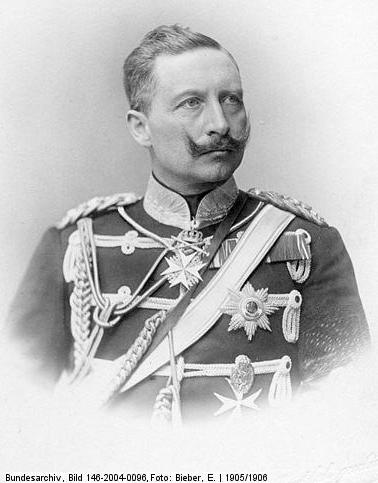
Císař Vilém II. Pruský se účastnil slavných fryštátských honů.
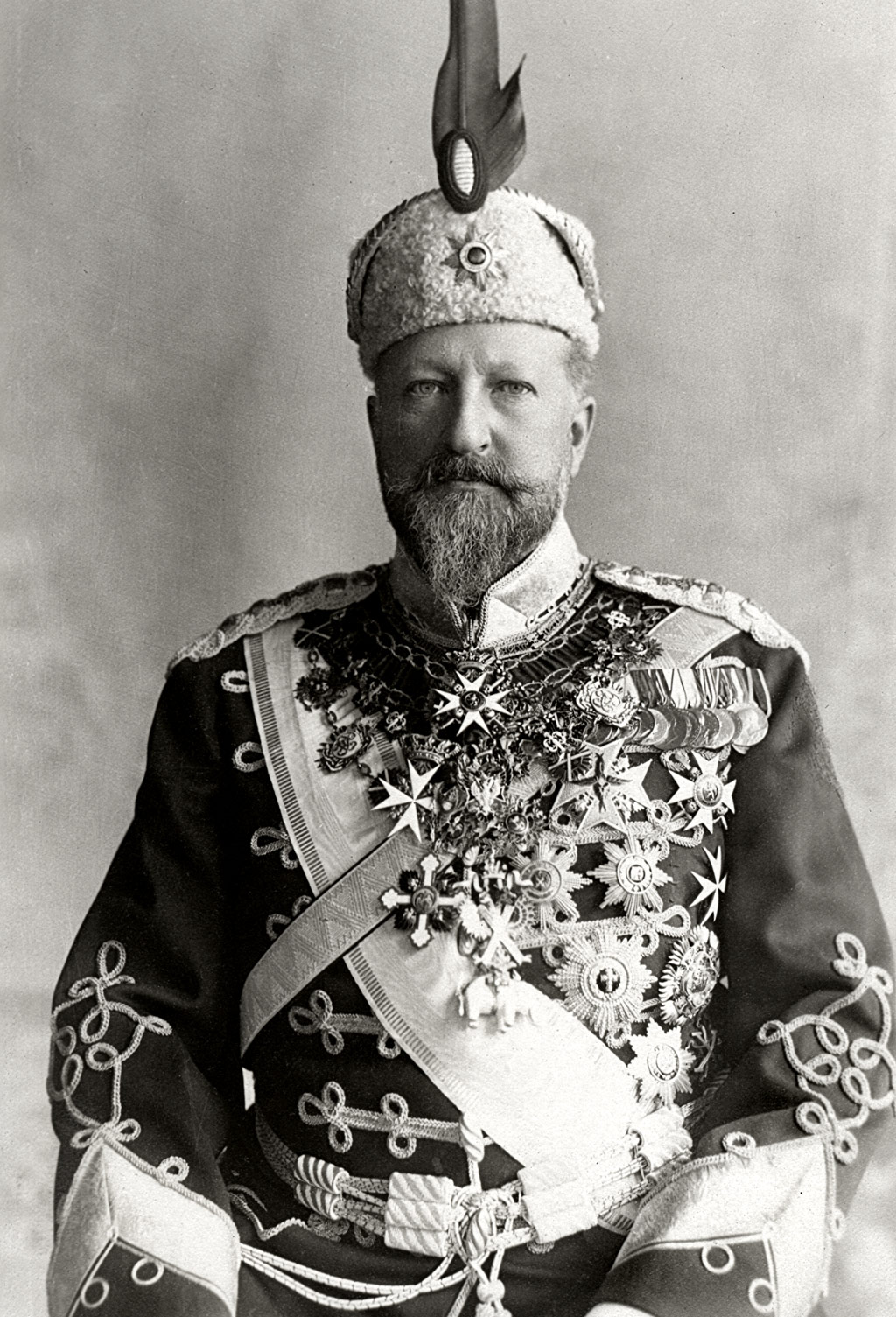
Zámecké hony nenechaly chladným ani cara Ferdinanda I. Bulharského v roce 1916.

## Fryštátské pověsti

### O fryštátském zvonu
Kdysi dávno, ve starém Fryštátě, stával kostel s vysokou věží, ve které byl zavěšen obrovský zvon. Jednoho dne, kdy přišla povodeň, byl starý Fryštát zaplaven vodou a pod nánosy bahna skončily i některé měšťanské domy včetně kostela. Kostelní věž se zřítila a zvon se propadl hluboko pod nánosy bahna. I tu se měšťané rozhodli, postavit si nový Fryštát dál od řeky na vyvýšeném místě a tak taky udělali. O mnoho, mnoho let později šel jeden chudý pasáček pást vepře na pole, kde dříve stál starý Fryštát. A jak si tak seděl pod stromem, všiml si, jak jedna bachyně něco vyhrabala ze země. Už z dálky bylo vidět, jak se ta věc na slunci blýská a tak se tam šel pasáček podívat. A co neviděl: Bachyně z pod zaschlého bahna vyhrabala starý fryštátský zvon. Inu pasáček ihned běžel do města povědět tu zprávu a měšťané šli s ním se na ten zvon podívat. Opravdu, byl to on, starý kostelní zvon. Vytáhli ho tedy ze země, položili na vozík a převezli do města, aby ho zavěsili do kostelní věže nového kostela. Druhý den, když se zvon poprvé rozezvonil, vyšli všichni měšťané ze svých domů, aby si ho poslechli. To byla nádhera! Ještě nikdy neslyšeli žádný zvon takhle líbezně a hlasitě zvonit. A tak byli šťastní, že jim v kostele opět zvoní jejich starý zvon. Jednoho dne přijela do Fryštátu kněžna Ofka z Těšína, aby se na tento zvon podívala, protože jeho hlas bylo slyšet až u ní na hradě v Těšíně. A začala s fryštátskými radními vyjednávat, za kolik dukátů by zvon kněžně prodali. To se ví, že radní zvon prodat nechtěli, ale kněžna na ně tolik naléhala, že jí radní slíbili prodat zvon za tolik dukátů, kolik by jich vysázela po cestě z Fryštátu do Těšína. Mysleli si totiž, že kněžna Ofka na jejich podmínky nepřistoupí. Ale to se pletli. Kněžna přikývla a ihned si zvon nechala odvést do Těšína, aby jí tam zvonil. Jenomže co se nestalo. Zvon byl druhý den zpátky ve Fryštátě. Kněžna se tomu podivovala a ještě ten den si pro zvon do Fryštátu přijela. To se opakovalo třikrát, až kněžna pochopila, že zvon patří Fryštátu a tak ho tam již zanechala s podmínkou, že radní nechají v kostelní věži zazdít okna směřující k Těšínu, aby již nemohla poslouchat líbezný hlas fryštátského zvonu. A tak se stalo. Radní nechali ve věži zazdít okna a navíc, za peníze, které jim kněžna nechala, dali postavit novou cestu z Fryštátu do Těšína. A když byla nová cesta hotová, rozhodla se kněžna, že přesídlí na fryštátský zámek, aby mohla i nadále poslouchat líbezný hlas jejich zvonu.

### O fryštátských lucernách

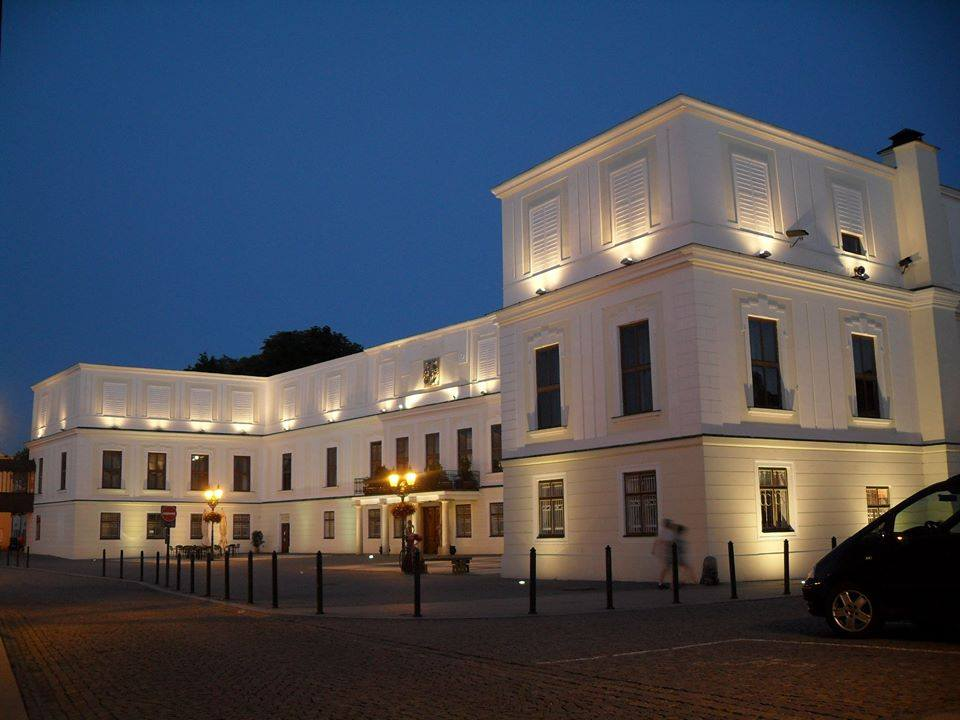
Fryštátské lucerny dodávají městu i zámku slavnostní atmosféru

Piastovský kníže Boleslav často jezdíval se svou družinou na projížďky po knížectví, aby zjistil, jestli je všechno v pořádku, jestli se jeho poddaní mají dobře a pilně pracují. Často se kníže vracel domů na svůj hrad v Těšíně přes Fryštát, aby se pokochal jeho věhlasnou krásou a pozdravil se svými milými měšťany. Pokaždé takové návštěvě dostal kníže dobrou náladu a pokračoval dál v cestě domů. Jednoho dne se však kníže opozdil a vracel se domů již po setmění. Když jako obvykle přijel do Fryštátu, byl zklamaný tím, že krása města najednou nebyla vidět, protože Fryštát byl zahalen pod rouškou tmy. A třebaže mrzutý, rozhodl se kníže, že se svou družinou přenocuje na zámku právě tady ve Fryštátě. Druhý den ráno si kníže Boleslav nechal na zámek přivést starostu s radními. Když přišli, povyprávěl jim svůj příběh z předešlého dne a nařídil jim, aby bylo město v noci osvětlené, to aby se mohl pokochat jeho krásou i v noci, když tudy bude projíždět. A tak se taky stalo. O několik týdnů později, když byl kníže opět na svých cestách po knížectví, vracel se domů do Těšína přes Fryštát. A když vjel se svou družinou do města, byla už hluboká tma. Tu se všichni zastavili a oněmělí stáli na místě a pozorovali tu překrásnou nádheru. Něco takového ještě nikdy neviděli! Na rohu každého domu byla zavěšena lucerna a v ní plápolal malý ohýnek, který osvětloval své okolí. To byla krása. A protože se to knížeti velmi líbilo, rozhodl se, že se usídlí na fryštátském zámku, aby mohl každý večer pozorovat tu nádheru ze svých komnat.

### O fryštátském obraze
Za vlády fryštátského hraběte Gašína byl městským farářem Jan Buček. V jeho pokojíku na faře visel obraz panny Marie s Ježíškem, ke kterému se Jan častokráte obracel o pomoc. Jednoho dne se stalo, že Jan onemocněl a ztratil řeč. Když ležel na smrtelné posteli, ani se nemohl vyzpovídat a přijmout svátosti. Janova rodina však nechtěla, aby zemřel bez těchto obřadů a tak vzali obraz Marie s Ježíškem a položili ho Janovi na hruď v domnění, že Jan se vyzpovídá Marii ve svém srdci. Co se však nestalo – když se obraz dotkl Janova těla, řeč se mu vrátila. Ještě téhož dne se vyzpovídal, přijal svátosti a potom pokojně zemřel. Od té doby visí obraz ve fryštátském zámeckém kostele a uzdravuje věřící.

### O fryštátském erbu

Slezská orlice, symbol Slezska a Fryštátu

Před dávnými časy procházel kníže se svou družinou slezskou zemí až přišel do Fryštátu a spočinul tady. Tehdy ještě stál Fryštát na břehu řeky Olše. Tu ke knížeti přilétla orlice a pobídla ho, aby ji následoval. A tak šel a došel až na nedaleký pahorek, kde stála vzrostlá lípa a orlice si před očima knížete stavěla v její koruně hnízdo. Vždy odlétla a vzápětí přilétla zpět s novou větvičkou v pařátech. Knížete zajímalo odkud si orlice větvičky přináší a tak ji sledoval. A došel zpátky do Fryštátu k řece Olši a viděl, jak orlice sbírá větvičky právě odsud, ze svého dosavadního hnízda a přenáší je na nové místo. Takto přelétávala tak dlouho dokud kníže neviděl, že orlice celé své staré hnízdo přenesla větvičku po větvičce na nové místo. Tu kníže pochopil, že musí na nové místo přesunout celé město Fryštát. A tak ihned vydal pokyn k tomu, aby se na nedalekém pahorku, kde rostla vzrostlá lípa, postavil knížecí zámek a měšťané, aby si tam postavili nové domy. Jakmile byl zámek hotový a domy postavené, přišla velká povodeň a starý Fryštát byl zaplaven. Tak kníže poznal, že mu orlice dobře poradila. Každý rok se na fryštátskou lípu orlice vracela a vyváděla ve svém hnízdě mláďata. A protože si měšťané postavili své nové domy okolo lípy, vzniklo tak první fryštátské náměstí. Jednoho dne však město zachvátil požár a fryštátská lípa shořela. Od té doby se ve městě už orlice neukázala, ale traduje se, že znovu přiletí až na stejném místě vyroste nová lípa. A tak od těch dob je v městském znaku orlice a lipový list.

### O fryštátské kněžně Ofce
Když kníže Boleslav I. zestárl, chtěl zabezpečit svou milovanou paní, kněžnu Eufemii, které ale nikdo neřekl jinak než Ofka, a daroval ji knížecí zámek ve Fryštátě, aby se po jeho smrti do něj přestěhovala. Jenže kníže Boleslav I. zemřel dříve než by si kdo pomyslel a kněžna Ofka ovdověla. To se ví, že nechtěla svůj život dále prožít v tmavých a chladných komnatách hradu v Cieszyně a tak se se svými dětmi přestěhovala do Fryštátu, jehož zámek byl přece jenom pohodlnější, slunnější a teplejší. Než její nejstarší syn dosáhl plnoletosti, vládla z Fryštátu celému knížectví. Také začala se zkrášlováním zámku. Všude zavedla řád, čistotu a pořádek až se zámek stal věhlasnějším než hrad v Cieszyně. Kněžna Ofka také proslavila zámeckou kuchyni. Na její vybraná jídla se sjížděli panovníci z široka daleka. Po každém slavnostním obědě kněžna svým hostům podávala sladké chlebíčky plněné tvarohovou pomazánkou. Byly tak dobré, že si její recept na přípravu chlebíčků hosté odváželi do svých panských sídel. Ale brzy se ukázalo, že tyto chlebíčky chutnají nejlépe z fryštátské zámecké kuchyně. Po smrti kněžny Ofky se ujal vlády její syn Boleslav II. Ve Fryštátě už zůstal a zařídil, aby se zdejší zámecké chlebíčky i nadále připravovaly jako laskomina po slavnostním obědě. Vždy když byly přineseny na stůl, všichni rádi vzpomínali, jak tyto chlebíčky osobně připravovala kněžna Ofka, a tak tyto zámecké chlebíčky pojmenovali po ní na počest její památky.

### O fryštátském baronovi
Ve Fryštátě, na knížecím zámku, sídlil mocný a velice bohatý hrabě. Na svých pozemcích vykopal mnoho jam, ze kterých pak těžil uhlí a tak ještě více bohatl. To v sousedním fryštátském zámku Ráj, žil jeden baron, který by si pro jeden tolar nechal koleno vyvrtat. Nebyl zlý, ale toužil po větším bohatství a neustále pokukoval po penězích pana hraběte. Nedalo mu to spát, že ačkoli jsou sousedé, baron je prostě chudší. Panu hraběti velice záviděl. A tak se jednoho dne rozhodl, že na svých pozemcích také vykope jámu a bude z ní těžit uhlí. Už se moc těšil, že bude stejně bohatý, ne-li ještě bohatší než pan hrabě. A začal kopat. Nejprve okolo svého zámku. Kopal a kopal až rozryl celou svou zahradu a pořád nic. Když rozkopanou zahradu uviděla paní baronka, chytala se za hlavu a vyhnala barona dále od zámku. Baron tedy šel kus dál a opět začal kopat. Kopal tak hluboko až z jámy vytryskla voda! "Co budu dělat s vodou" pomyslel si baron. A protože měl žízeň, napil se jí. "Fuj!", vyprskl vodu z pusy, "vždyť je ještě k tomu slaná!", zamumlal a šel kopat zase o kus dál. Vykopal novou jámu a opět z ní vytryskl gejzír vody. A zase slané. Tak se to opakovalo ještě jednou až toho zklamaný baron nechal. Na jeho pozemcích místo uhlí mu teď tryskaly prameny slané vody. Nejenže baron nezbohatl, ale ještě více se zadlužil. Nezbylo mu nic jiného, než aby šel za hrabětem a nabídl mu koupi svého zámku i s prameny slané vody. Pan hrabě souhlasil, zámek i s prameny od barona koupil, baron se vystěhoval z Fryštátu pryč a pan hrabě na baronových pozemcích, tam kde tryskaly prameny vody, nechal postavit sanatorium. A tak od těch dob jsou ve Fryštátě léčebné lázně.

## Galerie

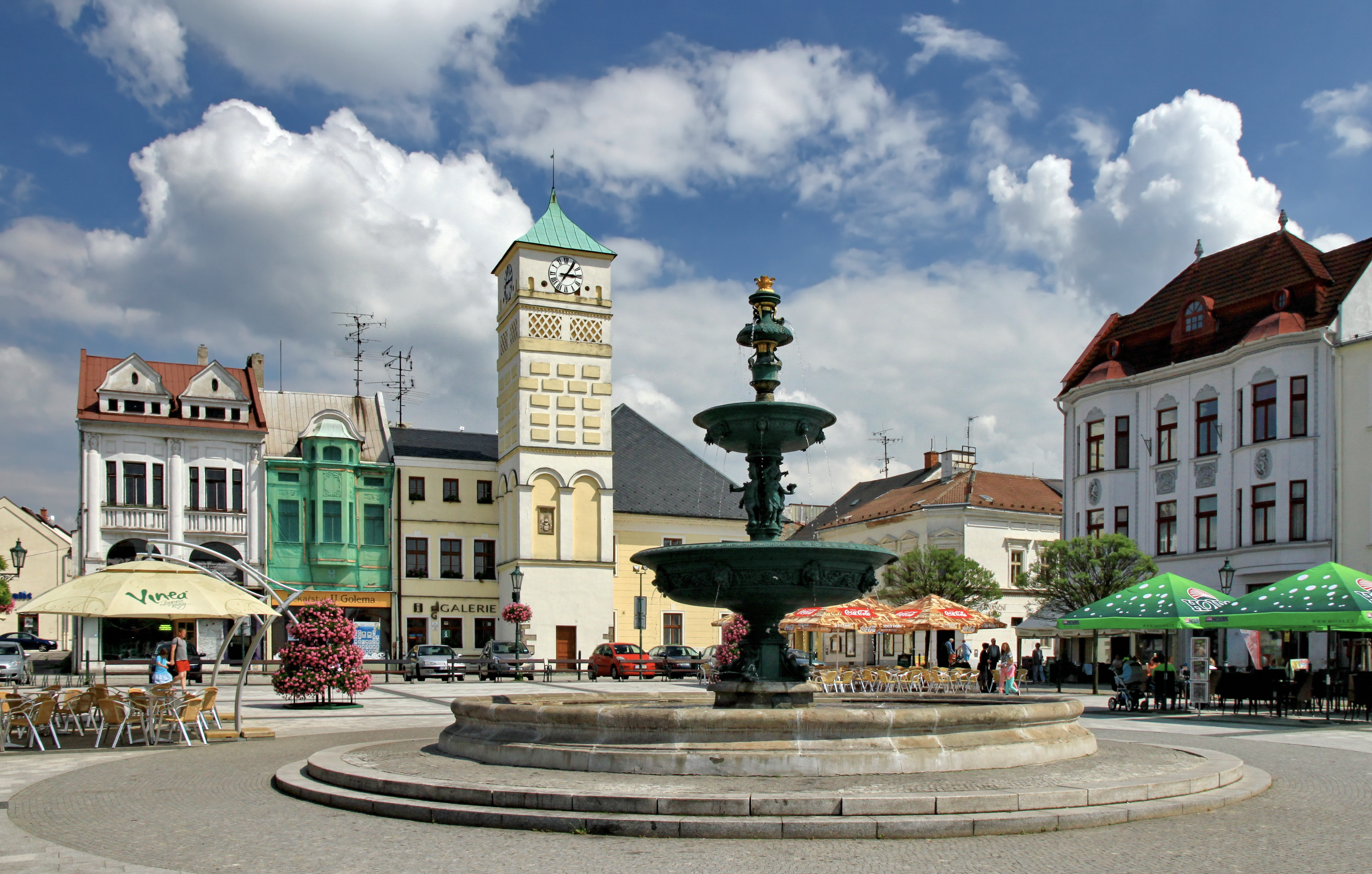
Masarykovo náměstí, radnice, litinová kašna
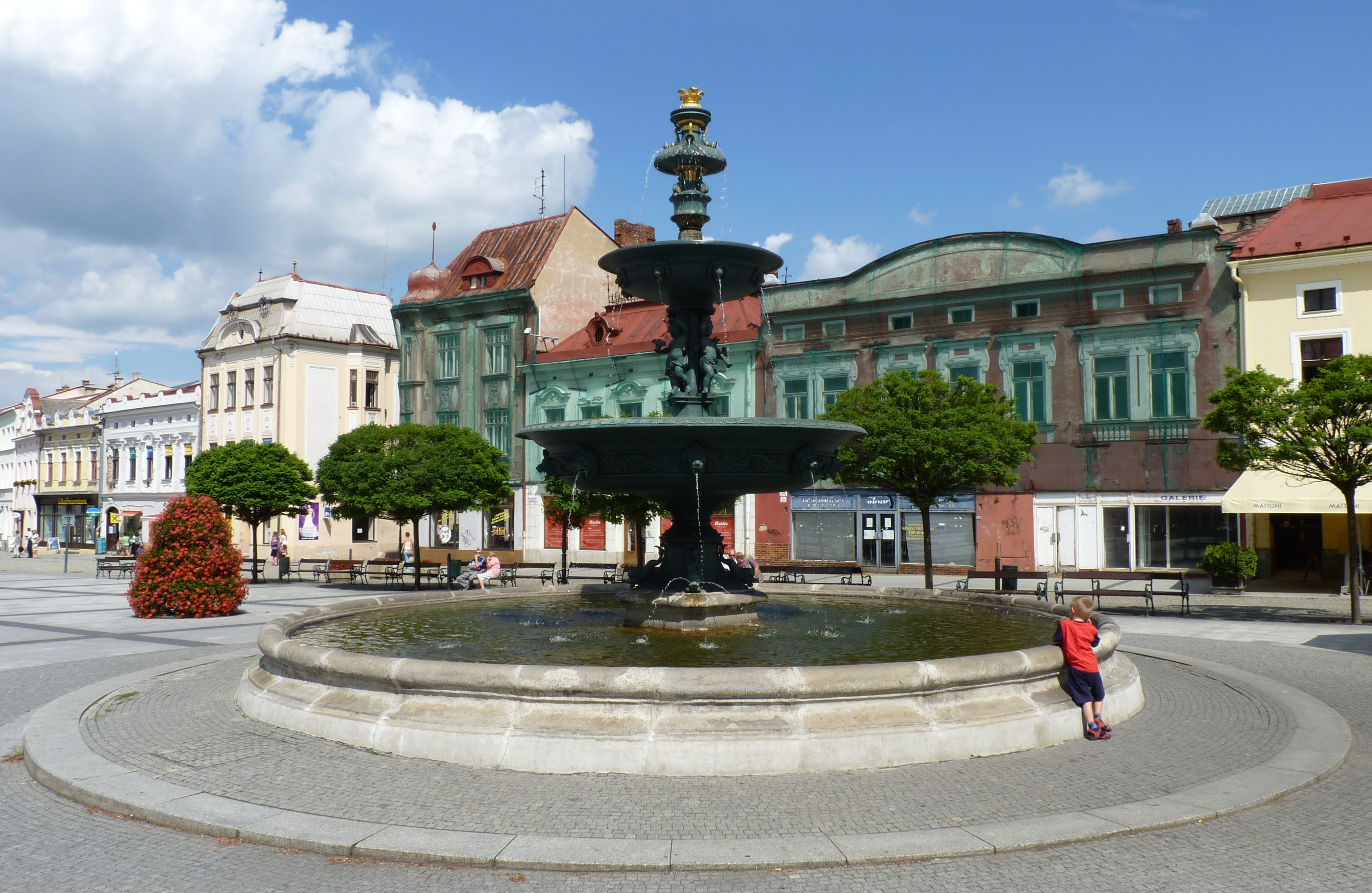
Litinová kašna na Masarykově náměstí
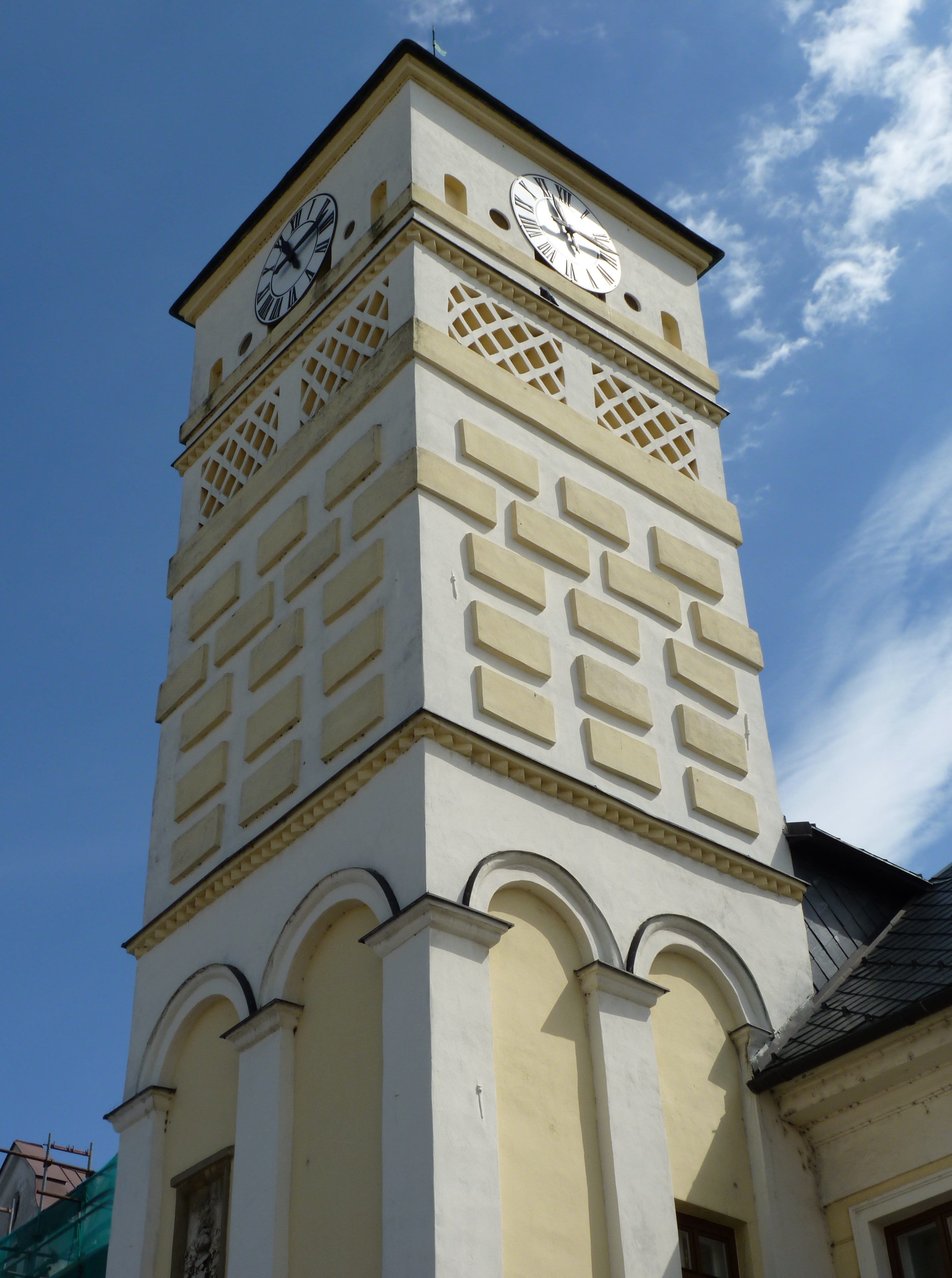
Piastovská radniční věž
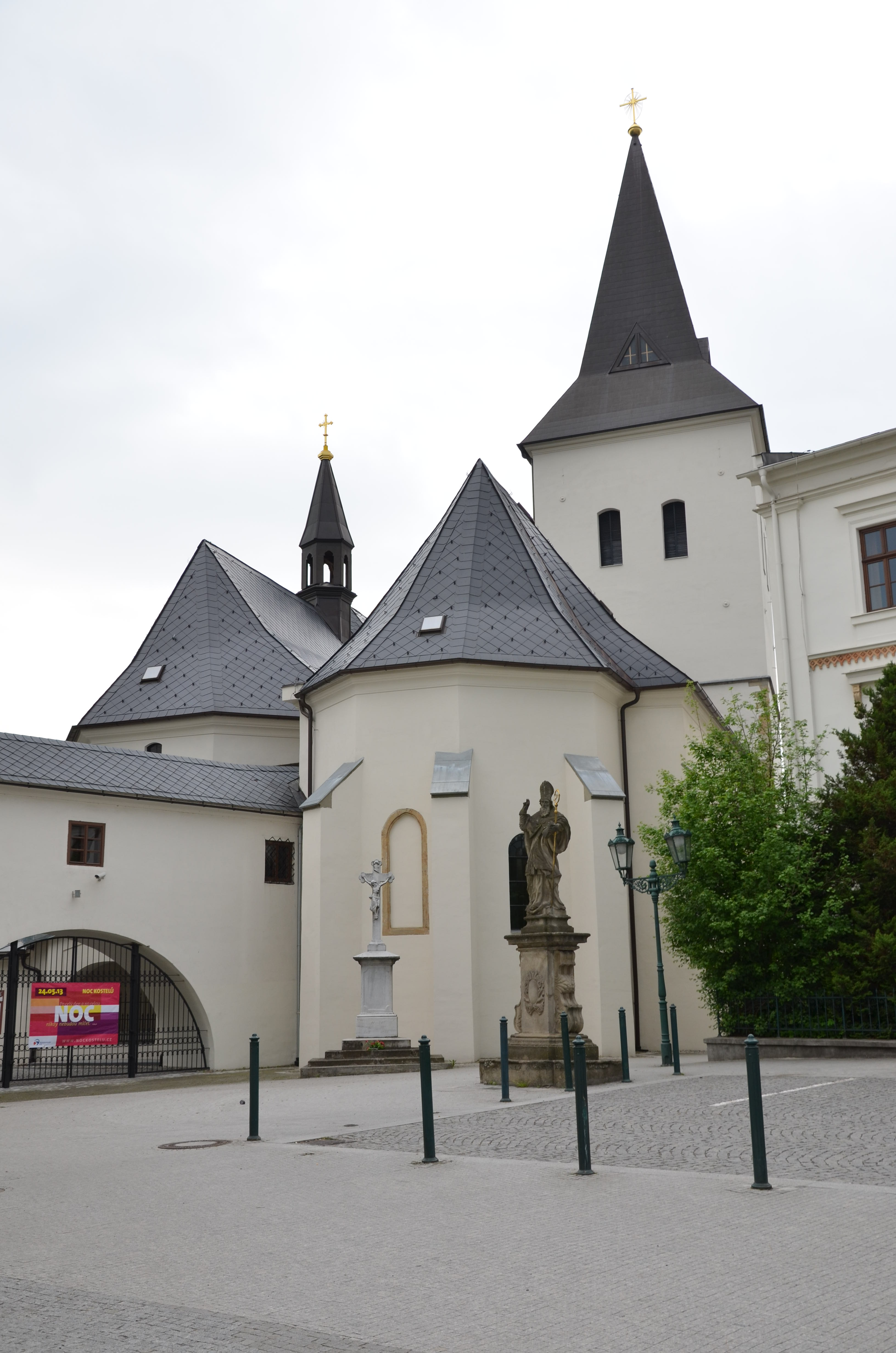
Kostel fryštátského městského hradu
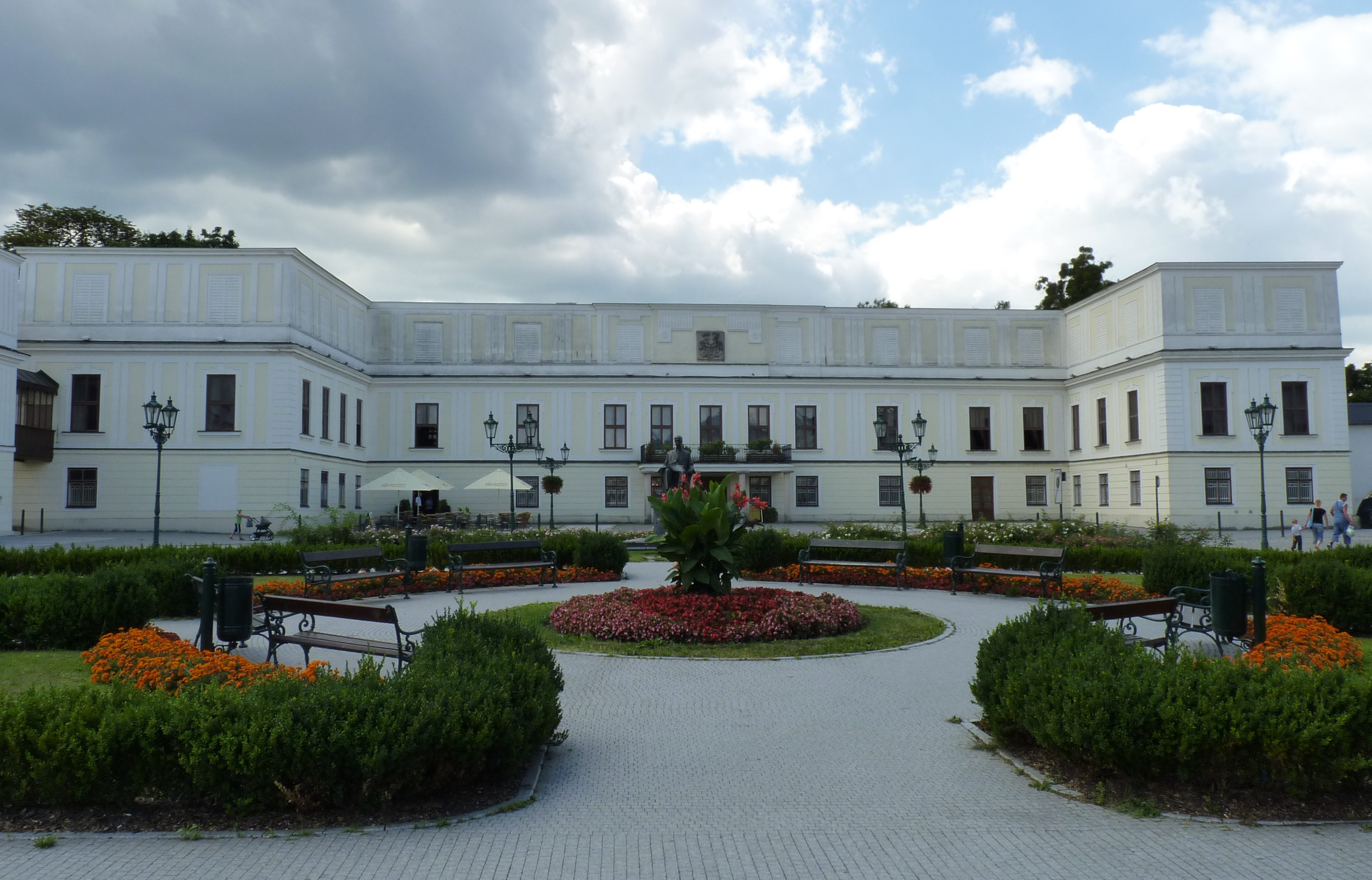
Knížecí zámek je součástí městského hradu
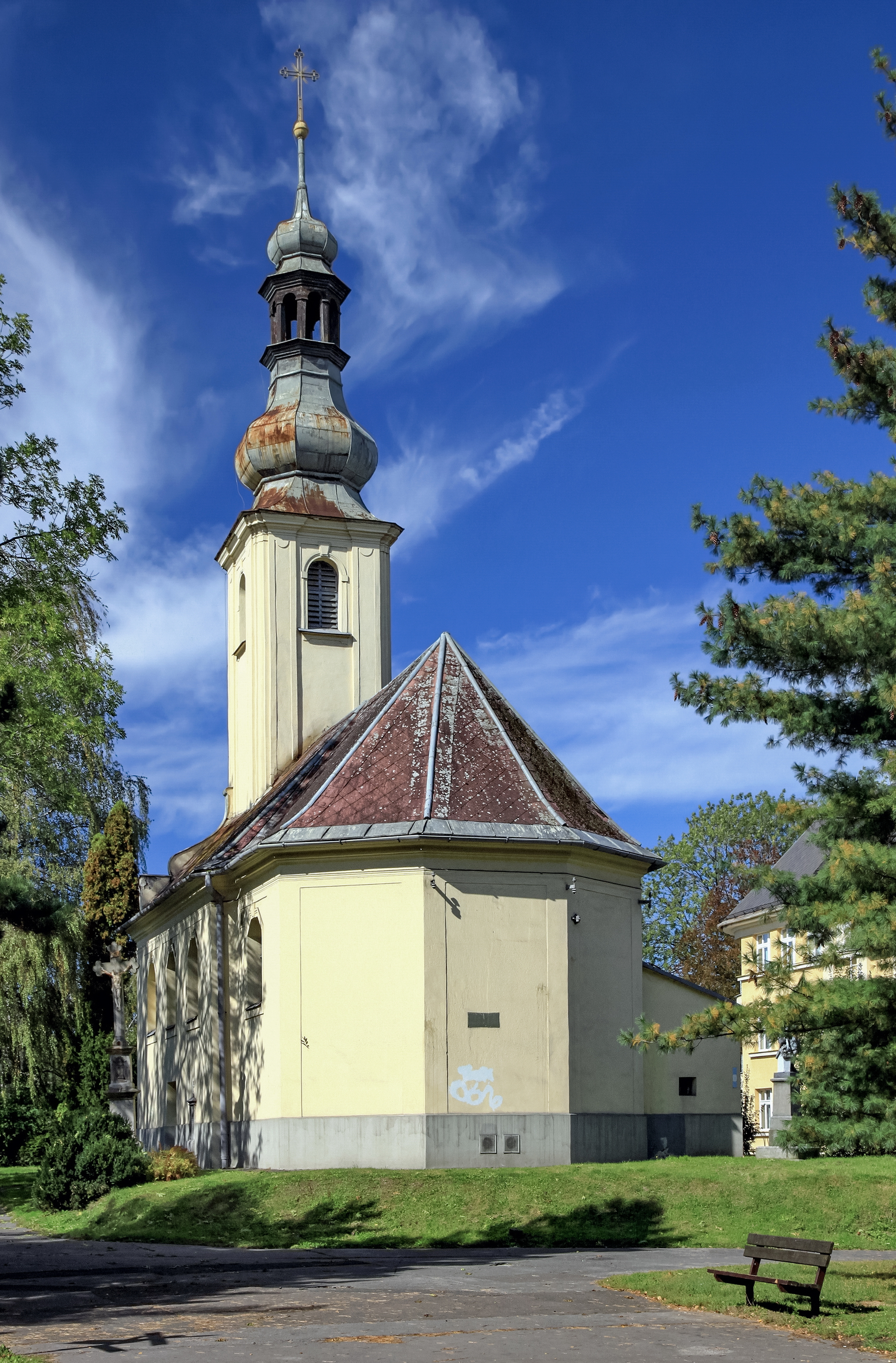
Kostel sv. Marka
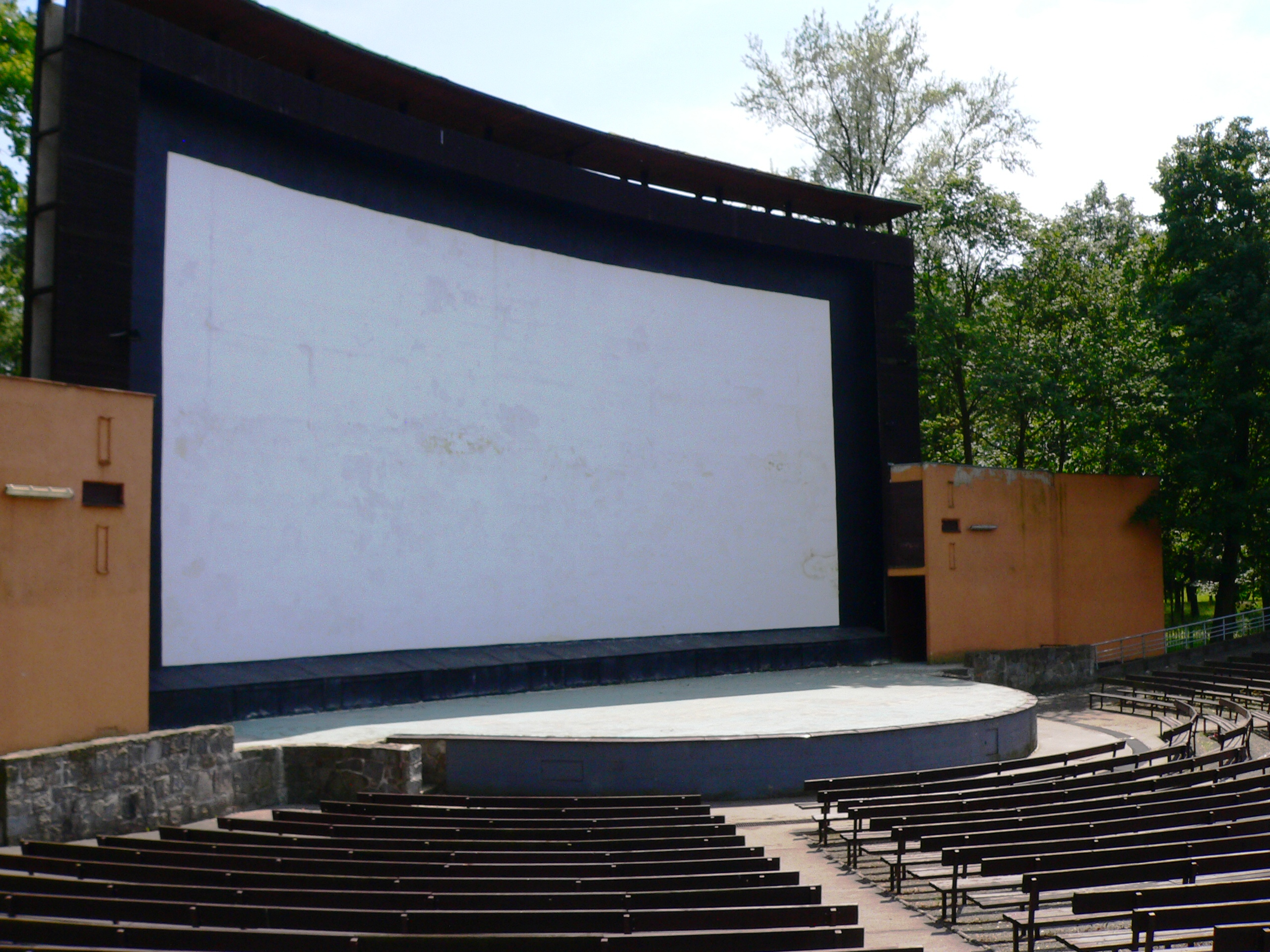
Letní kino
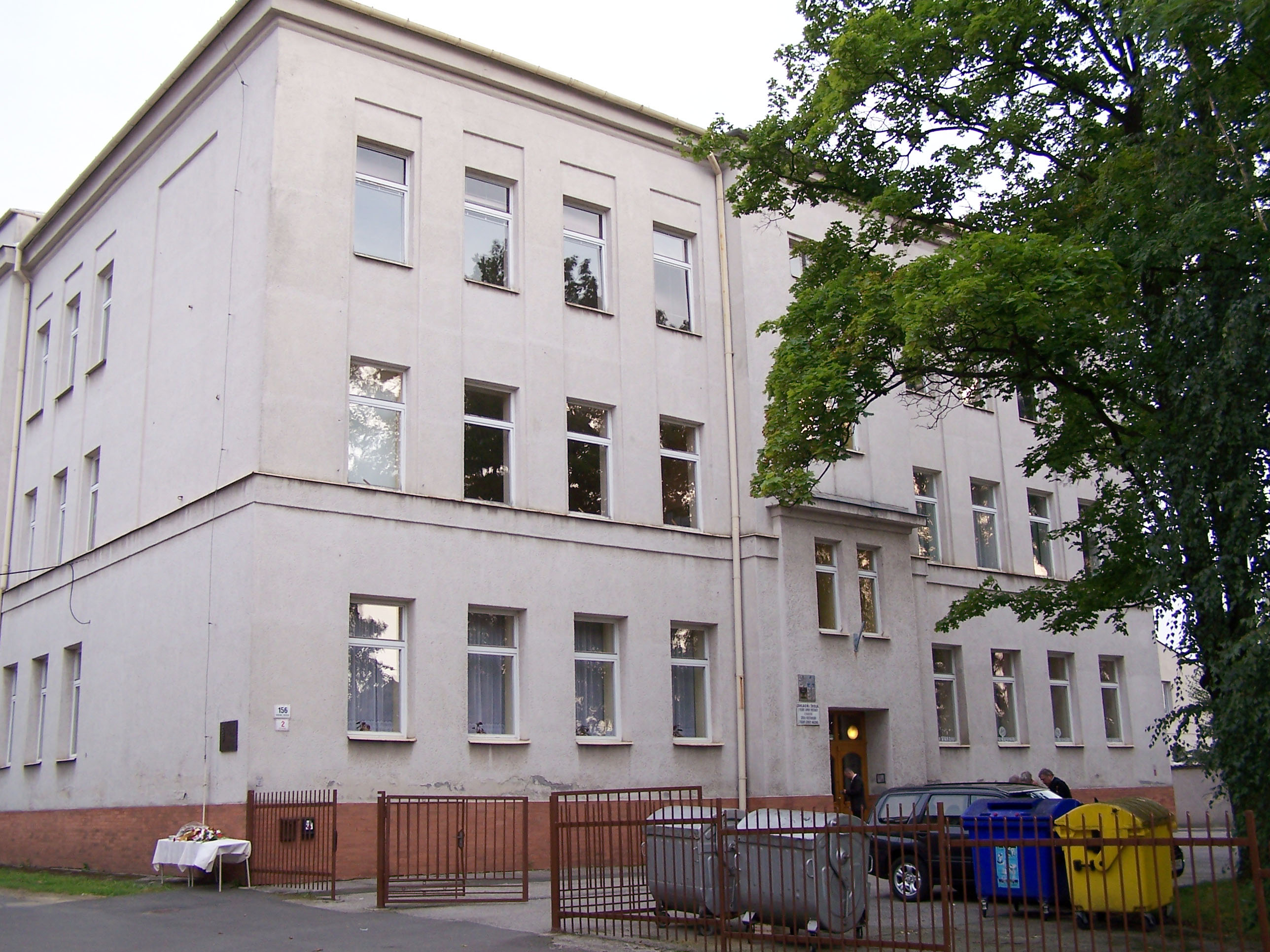
Polská škola
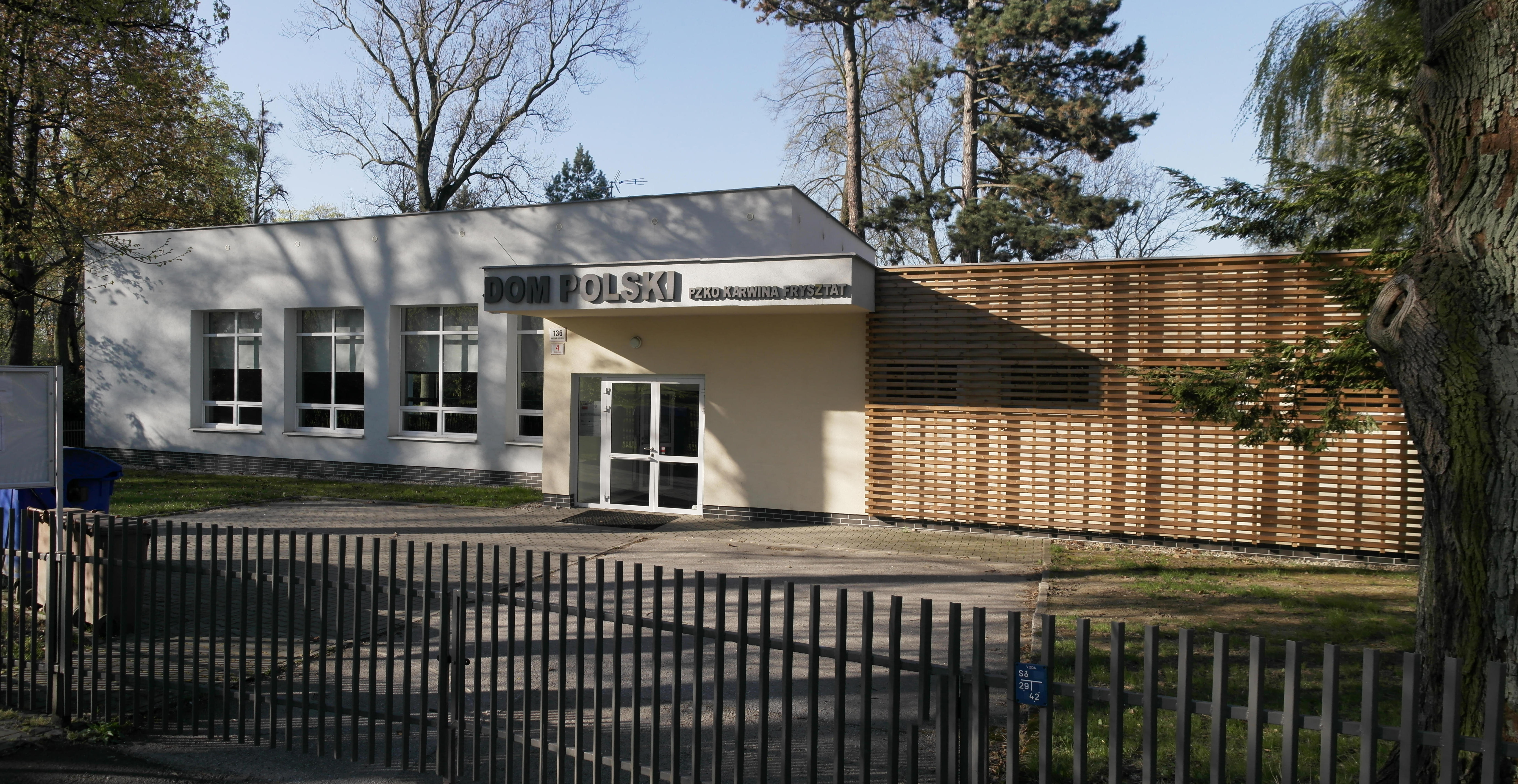
Polský dům PZKO